# Église Saint-Martin de Cires-lès-Mello
L'église Saint-Martin est une église catholique paroissiale située à Cires-lès-Mello, dans le département de l'Oise, en France. Sa date de fondation est inconnue, mais remonte au moins à la fin du XIIe siècle, quand furent construits le transept et le chœur carré, dans le style gothique primitif. L'intérêt de ces éléments est en grande partie oblitéré par l'effondrement de plusieurs voûtes sous la guerre de Cent Ans ou pendant les décennies qui s'ensuivirent, et une reconstruction imparfaite. En revanche, la nef et ses bas-côtés, qui datent des années 1230-1250, sont d'une belle facture, et présentent une élévation sur trois niveaux, avec les grandes arcades à double rouleau, un étage de galeries avec des baies aujourd'hui bouchées, et l'étage des fenêtres hautes. Celles-ci prennent la forme de triplets, rarement utilisés pour les fenêtres latérales. À l'extérieur, l'on remarque surtout le bel ordonnancement de la façade occidentale, avec un porche sous un gâble aigu, et une tourelle d'escalier octogonale, les deux encore d'origine. Le clocher date du XVe siècle tout au plus, mais se fonde sur des structures plus anciennes. Au sud, la succession des trois gâbles ou pignons du portail latéral, de la sacristie et du croisillon sud est d'un effet pittoresque. L'église Saint-Martin a été classée aux monuments historiques par arrêté du 20 octobre 1906. Elle n'a été que partiellement restaurée depuis, mais se présente globalement dans un bon état. Cires-lès-Mello n'est plus une paroisse indépendante, et l'église est affiliée à la paroisse Sainte-Claire de Mouy. L'eucharistie y est célébrée tous les dimanches et jours de fête à 10 h 00.

## Localisation
L'église Saint-Martin est localisée en France, en région Hauts-de-France et dans le département de l'Oise, dans la vallée du Thérain, sur la commune de Cires-lès-Mello, au centre du bourg, place de l'Église. Il s'agit de l'ancien cimetière, devenu la place principale de la ville après le transfert du cimetière hors des limites de l'agglomération. La place est délimitée par la rue Saint-Martin à l'ouest, et par la rue des Petits-Prés au nord ; à l'angle nord-ouest, aboutit la rue de la Mairie. L'église se situe à l'est de la place. Si sa façade occidentale et son élévation méridionale sont parfaitement dégagés, à l'exception de la chapelle latérale sud du chœur, les autres élévations donnent sur une étroite ruelle, qui fait le tour de l'église en longeant l'élévation septentrionale et en contournant le chevet. Ces parties sont donc également visibles depuis le domaine public, mais il n'est pas possible de les regarder en prenant du recul. Selon Maryse Bideault et Claudine Lautier, « l'église fait voir une silhouette harmonieuse et solide, mais qui semble quelque peu enfoncée dans le sol meuble de cette vallée soumise aux crues répétées du Thérain ».

## Histoire

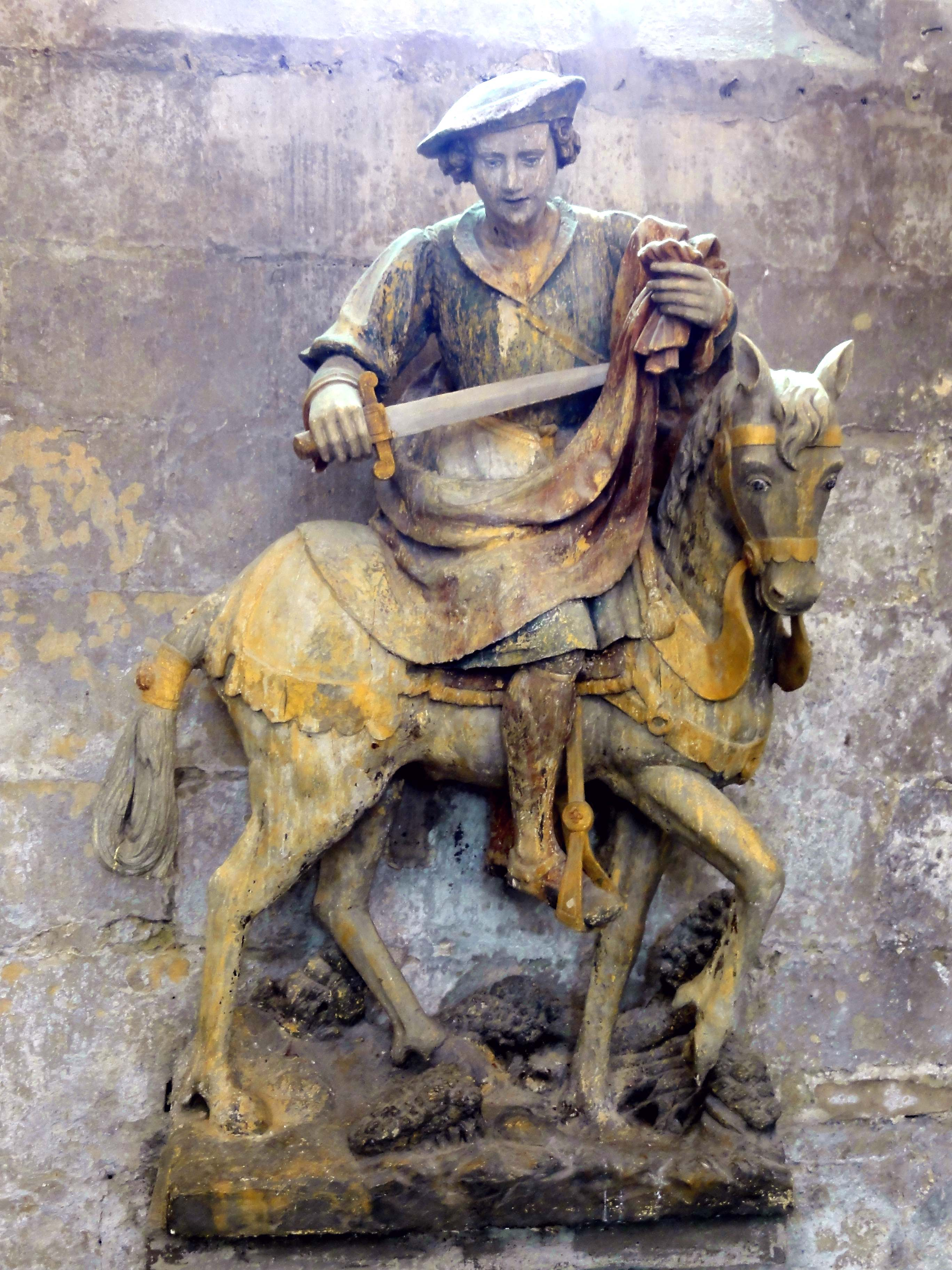
Charité de Saint-Martin en bois polychrome, XVIe siècle.

Sous l'Ancien Régime, Cires-lès-Mello a le statut de bourg, et fait partie de la châtellenie et baronnie de Mello. Les deux villes sont limitrophes, et forment depuis longtemps une agglomération presque homogène. La distance orthodromique entre l'église Saint-Martin et la collégiale Notre-Dame de Mello est inférieure à 400 m. Jusqu'à la Révolution française, il y a également l'église du prieuré Sainte-Madeleine de Mello. Des trois églises connues, seule l'histoire de l'église Saint-Martin n'est documentée en aucune manière. Même sa date de fondation n'est pas renseignée. Ses parties les plus anciennes remontent aux années 1170 / 1180. Le patron de l'église est saint Martin. Primitivement, le collateur de la cure était l'évêque de Beauvais. En 1183, l'évêque Philippe de Dreux confie le patronage de la cure à l'abbaye de Saint-Denis. C'est sans doute la puissante abbaye qui achève la construction du transept et du chœur, qui portent les caractéristiques stylistiques des dernières décennies du XIIe siècle. Sur le plan de la hiérarchie ecclésiastique, la paroisse Saint-Martin relève du doyenné et de l'archidiaconé Clermont, et du diocèse de Beauvais. Au nord-ouest de l'église, il y avait un hôtel-Dieu au titre de saint Cyr. Fondé par le baron de Mello en 1524, il est confié aux sœurs Franciscaines ou Clarisses vers 1620. Parmi les dix-sept sœurs, le baron de Mello nomme une abbesse ou supérieure perpétuelle. La grange dîmière, dont la ruine subsiste impasse de la Grange-aux-Dîmes, appartient aux sœurs de l'hôtel-Dieu,.

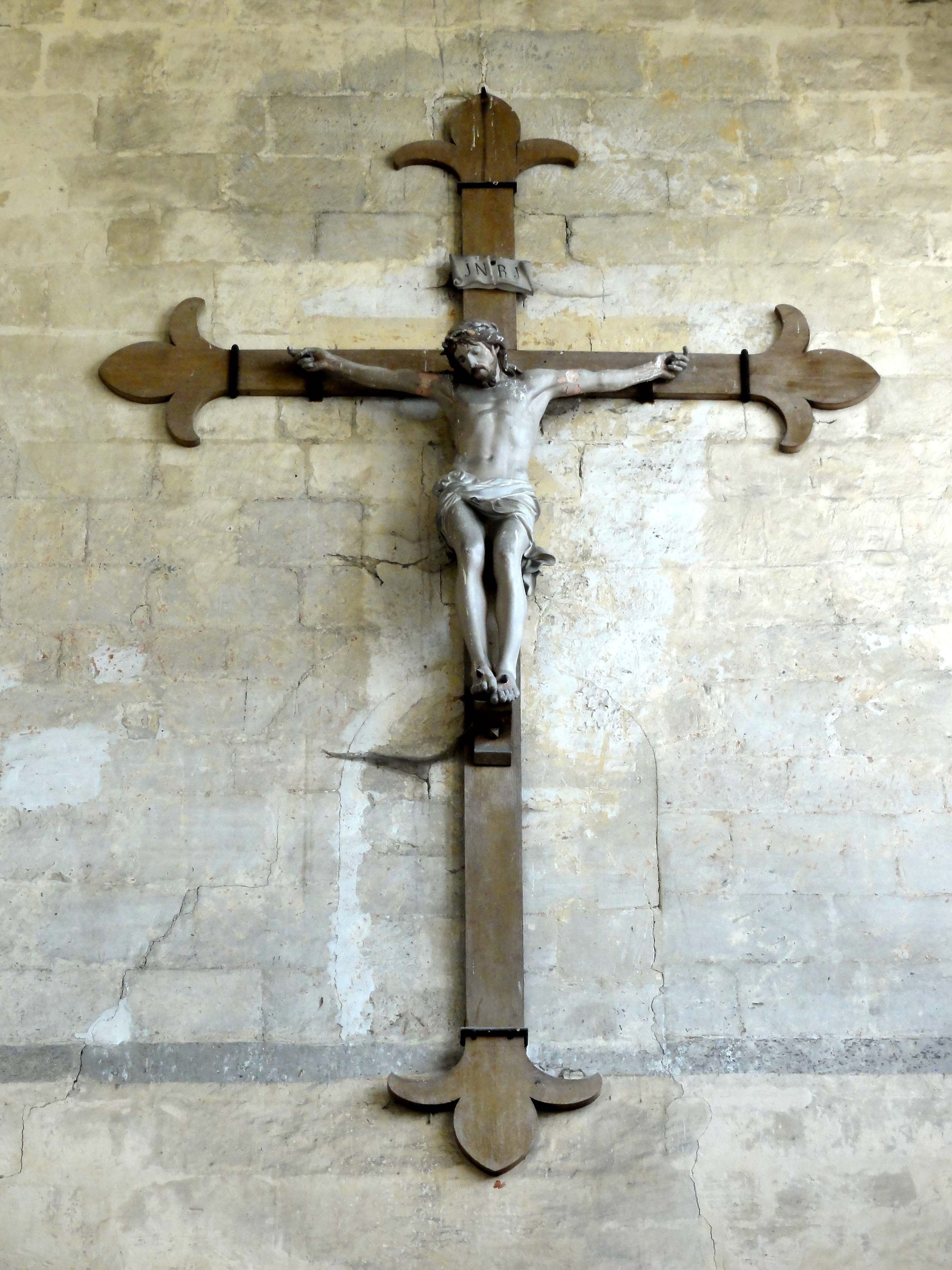
Christ en croix dans la nef.

L'église de style gothique primitif qui existe à la fin du XIIe siècle possède un transept de trois travées carrées ; un chœur d'une seule travée se terminant par un chevet plat ; et deux chapelles latérales largement ouvertes sur le chœur, et communiquant à l'ouest avec les croisillons du transept. En jugeant d'après le profil des ogives, les chapelles ont été construites en premier lieu (et sans doute aussi le chœur, qui a perdu sa voûte), avant les croisillons. Il n'est plus possible de dire si l'église remplace un édifice plus ancien. Dans ce cas, il y aurait eu une nef basilical de style roman, comme à Bury. Sinon, il faut admettre que l'église demeure inachevée pendant plusieurs décennies, et non utilisable pour le culte, car les parties basses de la nef et les bas-côtés sont beaucoup plus récents, et datables des années 1230 grâce aux chapiteaux. Les parties hautes de la nef affichent déjà le style gothique rayonnant, et datent de la période comprise entre 1230 et 1250 environ. Sous la guerre de Cent Ans, l'église subit de lourds dégâts. La tour de croisée s'effondre, et entraîne la perte des voûtes de la croisée du transept, du chœur, et du croisillon et de la chapelle latérale sud. Un nouveau clocher est bâti au-dessus de la première travée du bas-côté sud au XVe siècle. Au premier quart du XVIe siècle, les trois fenêtres des croisillons et de la chapelle latérale nord sont munies de réseaux gothiques flamboyants. Entre 1528 et 1530, les voûtes détruites sont remplacées par de fausses voûtes en berceau, qui consistent d'un lattis de bois recouvert de plâtre. Ultérieurement, le remplage de la fenêtre de la chapelle latérale sud est refait dans un style plus tardif. Au XVIIIe siècle, les parties orientales sont restaurées sans se préoccuper de la conservation des chapiteaux gothiques, qui sont en grande partie recouverts d'une couche de plâtre, ou remplacés par des chapiteaux non sculptés.
La Révolution française supprime les structures ecclésiastiques de l'Ancien Régime. Cires-lès-Mello reste dans le diocèse de Beauvais jusqu'à l'interdiction du culte catholique à l'automne 1793. Mello est intégré dans le canton de Creil, tandis que Cires-lès-Mello est rattaché au canton de Neuilly-en-Thelle. Sous le Concordat de 1801, le diocèse de Beauvais est annexé au diocèse d'Amiens, situation qui dure jusqu'en 1822. Au cours du XIXe siècle, le sol de la nef est exhaussé, et le remplage de la rosace occidentale est refait. L'église est classée aux monuments historiques par arrêté du 20 octobre 1906. En 1921, les toitures sont refaites. Dans ce cadre, les toits en appentis des bas-côtés sont ramenés à leur hauteur initiale, ce qui dégagé entièrement les fenêtres hautes de la nef, mais trois des quatre baies du nord n'ont toujours pas été débouchées. Les travaux de restauration ont été peu importants depuis. Sous la direction de l'architecte A. Grenouillot, les deux fenêtres du croisillon nord et de la chapelle latérale nord sont équipées d'un remplage flamboyant en 1937. Deux ans plus tard, les charpentes et toitures sont réparées pour une nouvelle fois sous la direction de l'architecte A. Guéritte. Après la Seconde Guerre mondiale, l'architecte en chef des monuments historiques Jean-Pierre Paquet fait réparer les couvertures en 1954 et 1962, et les baies en 1962. Aujourd'hui, Cires-lès-Mello n'est plus une paroisse indépendante, et est affilié à la paroisse Sainte-Claire de Mouy. Les messes dominicales sont célébrées en l'église Saint-Martin chaque dimanche à 10 h 00.

## Description

### Aperçu général

Plan de l'église.

À peu près régulièrement orientée, avec une légère déviation de l'axe vers le sud-est du côté du chevet, l'église se compose d'une nef de quatre travées accompagnée de deux bas-côtés ; d'un chœur de deux travées se terminant par un chevet plat, dont la première travée correspond à l'ancienne croisée du transept ; des deux anciens croisillons flanquant cette travée ; et de deux chapelles latérales dans les angles entre les anciens croisillons et la seconde travée du chœur. Ces deux chapelles sont dissemblables. Celle du nord a un mur de chevet oblique, et celle du sud a deux murs obliques : ces irrégularités de plan sont imputables au manque de place, comme le fait encore ressentir le tissu urbain actuel. La première travée de la nef et des bas-côtés est nettement plus profonde que les suivantes. Le clocher s'élève au-dessus de la première travée du bas-côté sud. Le portail occidental et le portail latéral dans la troisième travée du bas-côté sud sont précédés d'un porche de faible profondeur. La sacristie se situe au sud de la quatrième travée du bas-côté sud, à droite du portail latéral, et elle est contigüe à l'ancien croisillon sud. Il s'agit d'une ancienne chapelle du XVIe siècle. La nef, ses bas-côtés, l'ancien croisillon nord et la chapelle latérale nord sont voûtés d'ogives dès l'origine. Le chœur est muni d'une fausse voûte en berceau, et l'ancien croisillon sud, d'une voûte semblable, perpendiculaire à l'autre. La chapelle latérale sud présente une fausse voûte de forme irrégulière.

### Intérieur

#### Nef

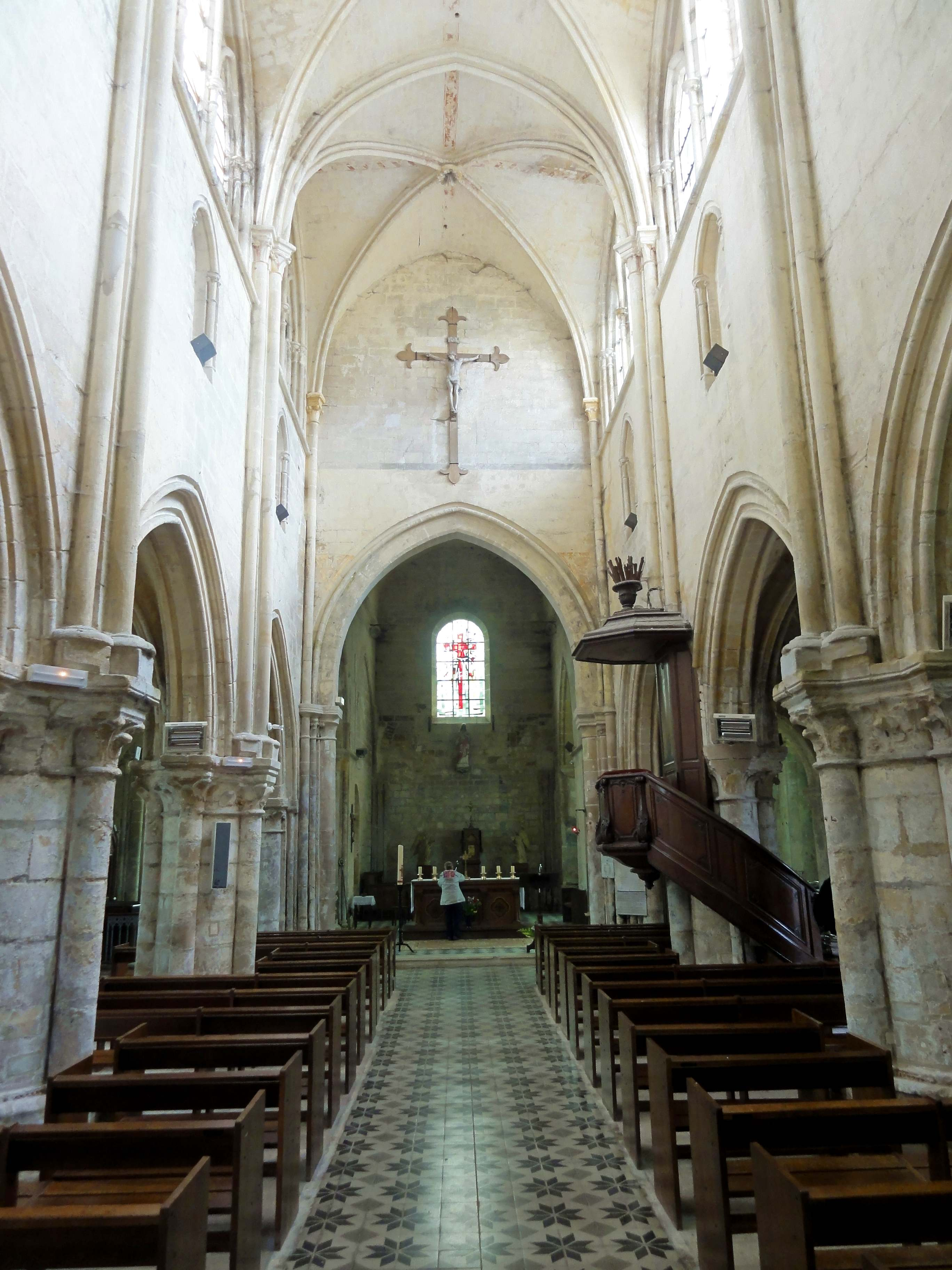
Nef, vue vers l'est.

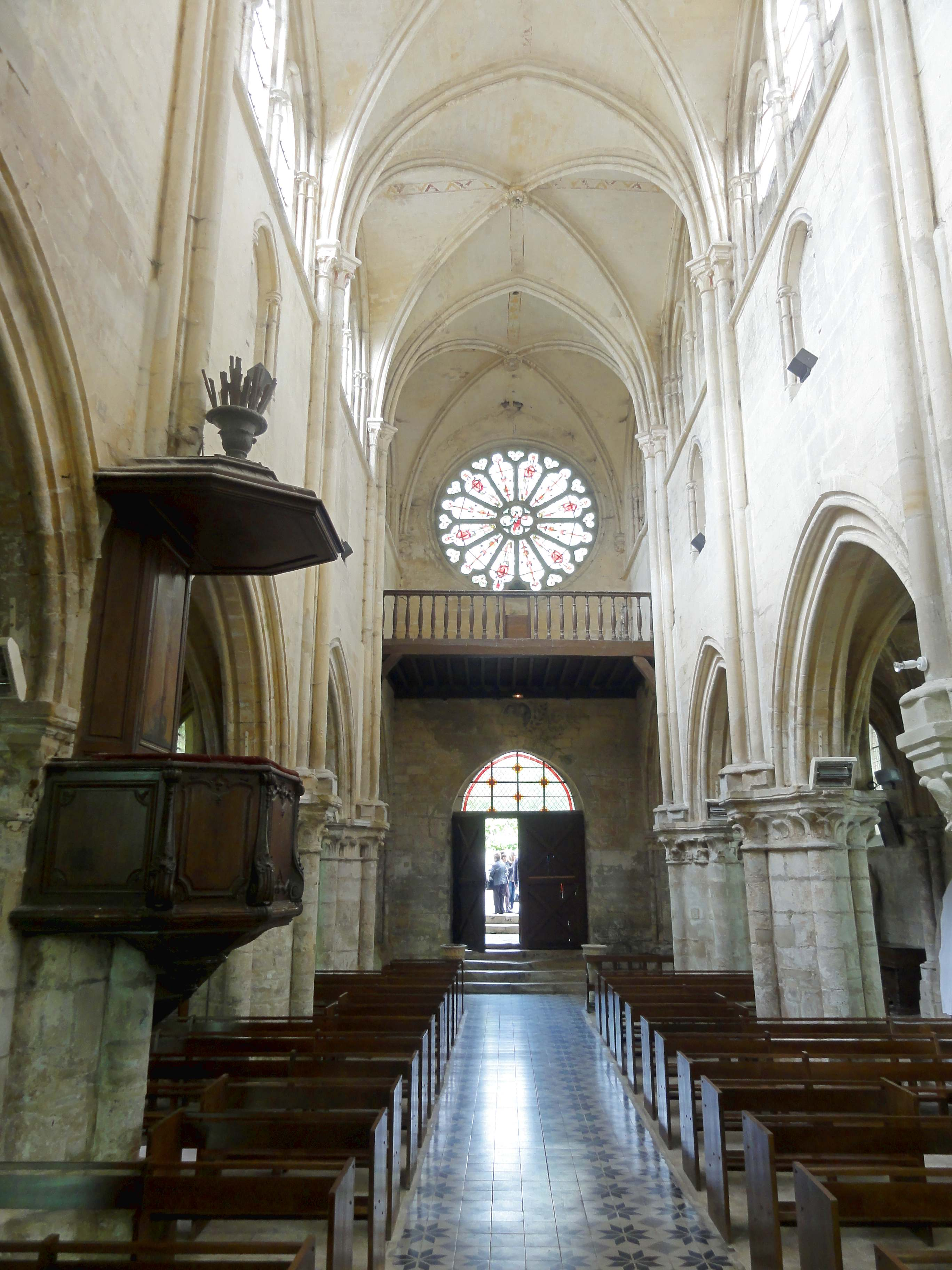
Nef, vue vers l'ouest.

La nef est la partie la plus remarquable de l'église. Même si l'on peut observer une évolution stylistique du haut vers le bas, son caractère est très unifié, et l'on peut considérer que l'ensemble de la nef et des bas-côtés appartiennent à une unique campagne de construction, qui s'échelonne sur une quinzaine d'années, entre 1230 et 1250 environ. Il n'y a jamais eu de remaniements, et tous les éléments sont authentiques, sauf le remplage de la rosace, dont seul l'encadrement date d'origine, et les bases et socles de plusieurs piliers. Les élévations latérales de la nef s'organisent sur trois niveaux, à savoir l'étage des grandes arcades, une étage de galeries anciennement ouvertes sur les combles, et l'étage des fenêtres hautes. Les grandes arcades sont fermement moulurées, et présentent un rouleau supérieur profilé d'un tore dégagé de chaque côté, et un intrados mouluré d'un méplat entre deux tores. La retombée s'effectue sur les tailloirs uniques des piliers, dont le plan complexe est dérivé de la composition des piliers. Ils se composent d'un noyau cylindrique cantonné de quatre colonnettes, dont une est tournée vers la nef, une vers le bas-côté, et les deux vers les grandes arcades. Les colonnettes disposent de chapiteaux, tandis que les portions libres du pilier cylindrique sont munies de frises au même niveau, dont la sculpture reprend le motif des chapiteaux. Comme les tailloirs, les chapiteaux et les frises forment en fait un bloc sculpté unique. Des piliers cantonnés du même type se trouvent dans les nefs de Montataire, Saint-Leu-d'Esserent et de Villeneuve-le-Comte, mais pas dans les chœurs de Cambronne-lès-Clermont et Saint-Martin-aux-Bois, contrairement à ce qu'affirment Maryse Bideault et Claudine Lautier. Au début et à la fin des grandes arcades, l'on trouve une disposition différente, avec des faisceaux d'une colonnette analogue à celles des piliers composés, et de trois fines colonnettes, dont deux correspondent au rang de claveaux supérieur, et une aux voûtes des bas-côtés. Les chapiteaux sont sculptés de feuilles plates ou de crochets, combinés à des feuilles polylobées appliquées (probablement des feuilles de chêne). Ils n'offrent pas une plastique aussi riche que leurs homologues de Montataire et Saint-Leu. Les bases se composent d'un petit tore et d'un gros tore aplatis, séparés d'un rang de perles. À l'instar des socles, elles sont fortement rongées par l'humidité.
Au-dessus de chaque grande arcade, l'on ne trouve pas un triforium ou faux triforium, mais une seule baie en arc brisé aujourd'hui bouchée, et jadis ouverte sur les combles. Elle est cantonnée de deux colonnettes « à peine interrompues par une bague grêle et quelques maigres feuilles recourbées » en guise de chapiteaux. Ils soutiennent une archivolte torique. Plusieurs églises de la même époque présentent de telles ouvertures restreintes en lieu et place d'un triforium, comme Aubigny-sur-Nère (Cher) et Fontenay-en-Parisis, ou un siècle plus tard, Saint-Jacques de Compiègne. Pour le voûtement de la nef, des faisceaux de trois colonnettes sont placés sur les parties saillantes des piliers des grandes arcades. Elles sont en délit, et de diamètre sensiblement identique. La colonnette médiane, correspondant à l'arc-doubleau, est légèrement placée en avant et s'appuie contre un dosseret. Les socles cubiques des colonnettes correspondant aux ogives sont implantés à 45° comme fréquemment pour les supports des ogives, mais en l'occurrence, les chapiteaux des ogives sont implantés orthogonalement. Ils flanquent les chapiteaux des doubleaux, qui, quant à eux, sont implantés obliquement et présentent un tailloir à bec (en pointe). Les chapiteaux du second ordre sont sculptés assez uniformément de crochets. En dessous du niveau des chapiteaux, les murs sont scandés par un bandeau torique, qui délimite inférieurement les fenêtres hautes, et sert d'appui aux fines colonnettes à chapiteaux des formerets. S'y joignent les colonnettes qui flanquent les lancettes de gauche et de droite des triplets des fenêtres. Entre deux lancettes, l'on ne trouve qu'une colonnette à chapiteau unique, ce qui donne un total de six colonnettes par fenêtre. Le formeret servait en même temps d'archivolte supérieure aux trois lancettes, et les écoinçons en haut des lancettes latérales étaient primitivement ajourés. Rares sont les exemples de telles fenêtres au XIIIe siècle, mais on les trouve également dans l'église voisine de Mouy et à Thiverval-Grignon. D'après Maryse Bideault et Claudine Lautier, la modénature manque quelque peu de raffinement. Pour venir aux voûtes, leurs ogives et doubleaux sont au profil de deux tores encadrant un tore aminci en forme d'amande, qui se détache sur deux cavets. Les clés de voûte sont de délicates couronnes de feuillages. Enfin, deux particularités s'observent au revers de la façade, où les colonnettes des ogives retombent sur le bandeau à l'appui des fenêtres hautes, et à l'est, où les colonnettes des ogives retombent jusqu'au sol. L'arc triomphal vers le chœur fait partie de la campagne de construction de celui-ci.

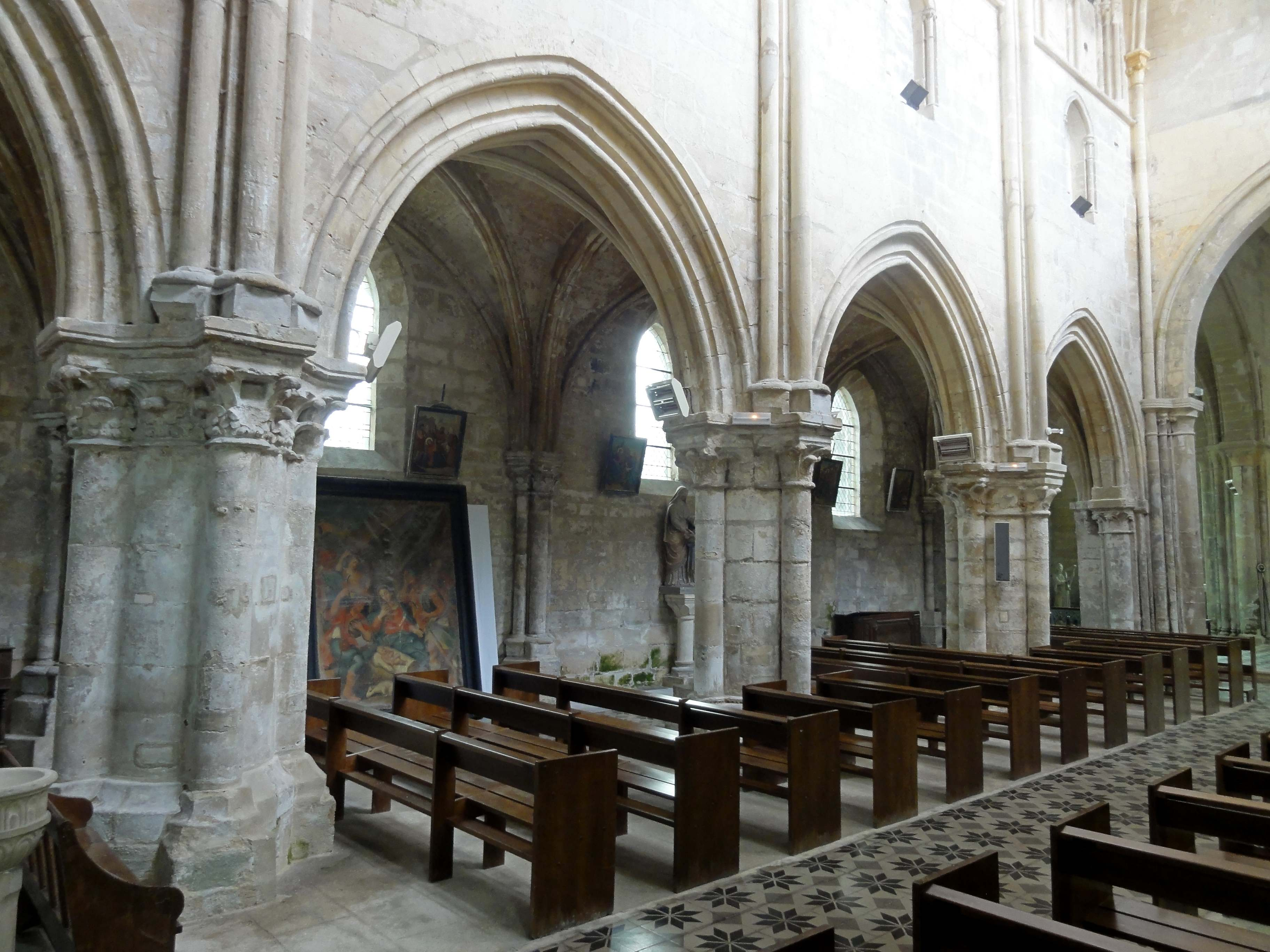
Grandes arcades du nord.
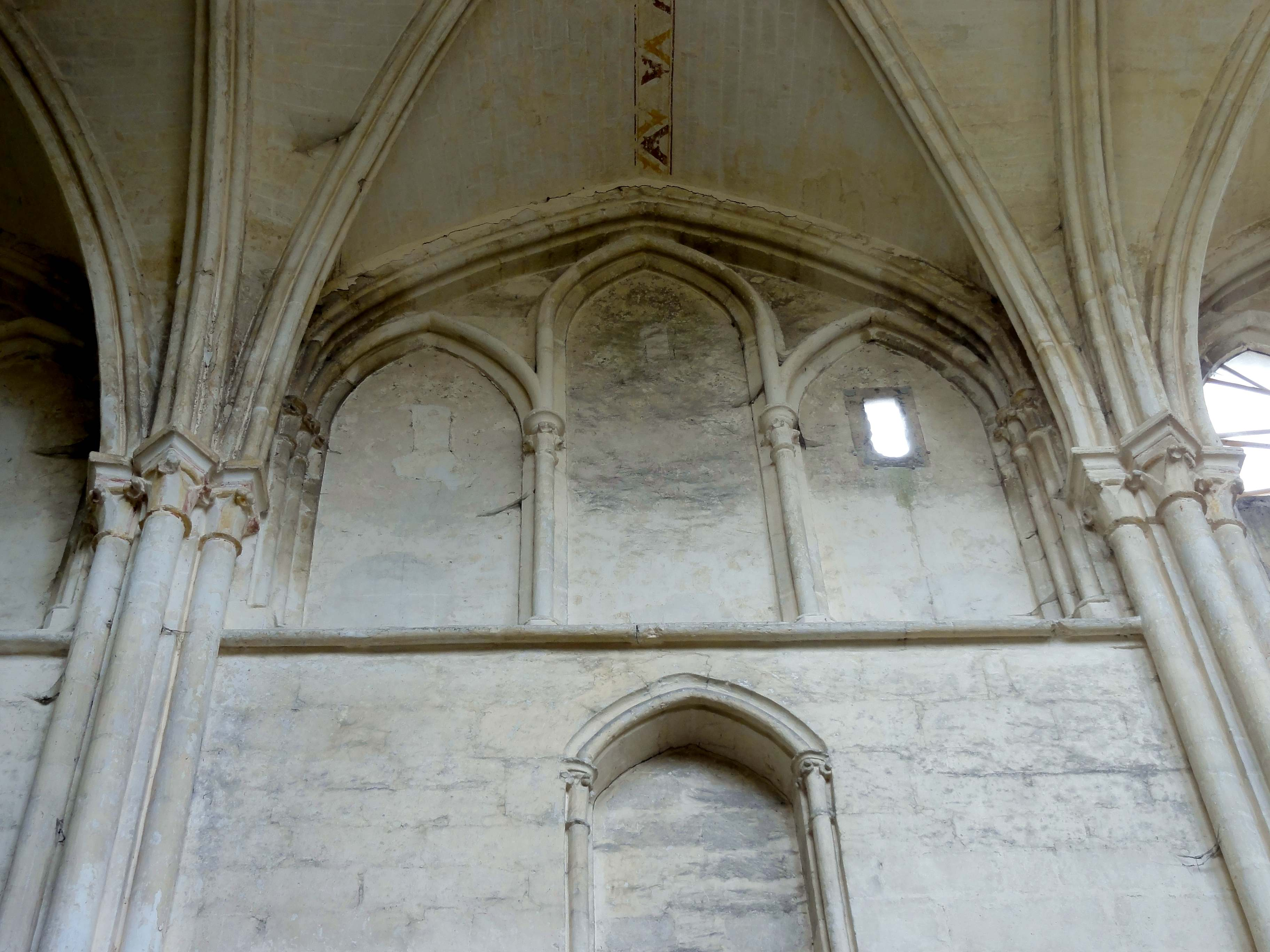
2e travée, parties hautes.
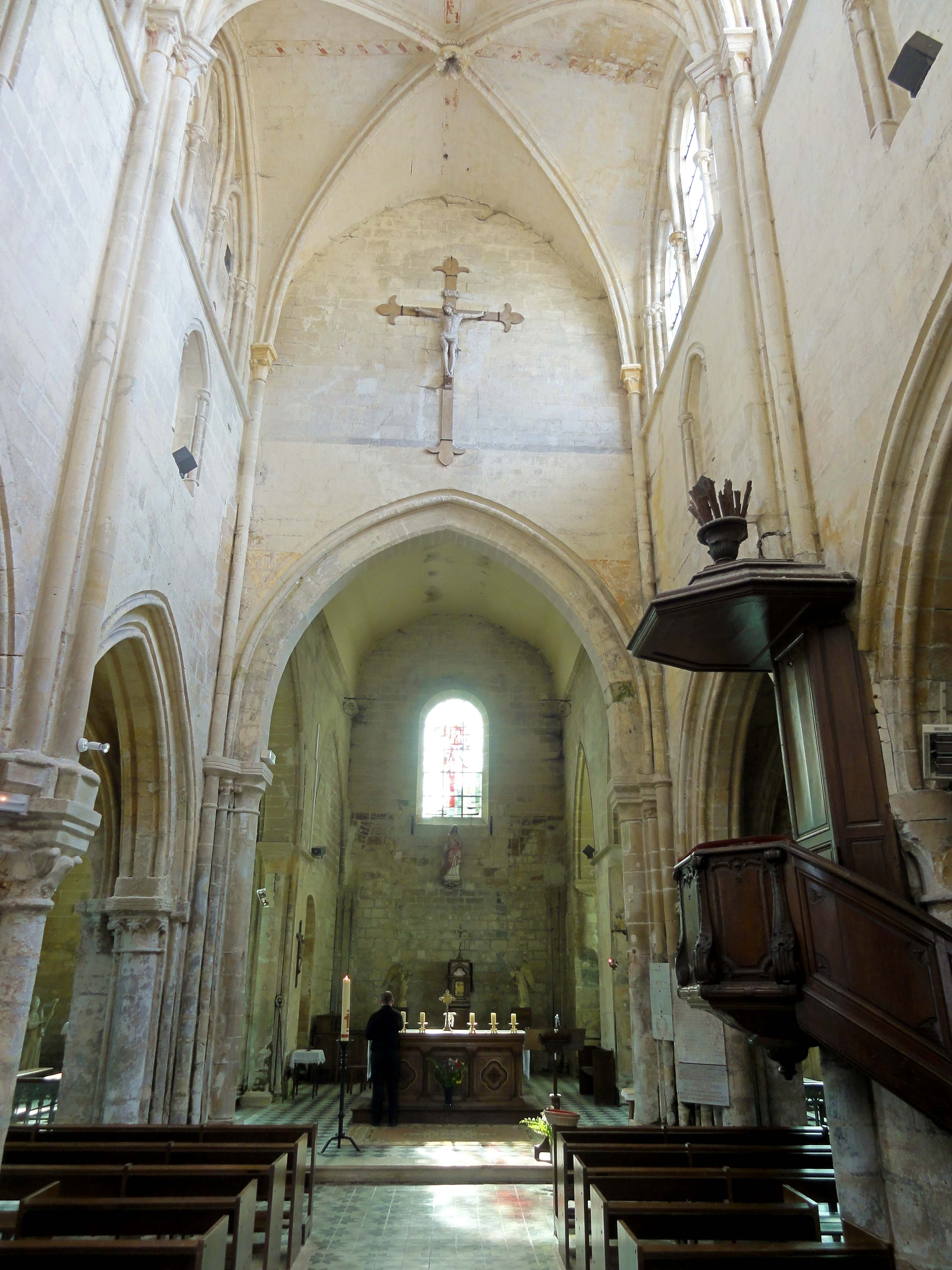
Nef, vue vers l'est.
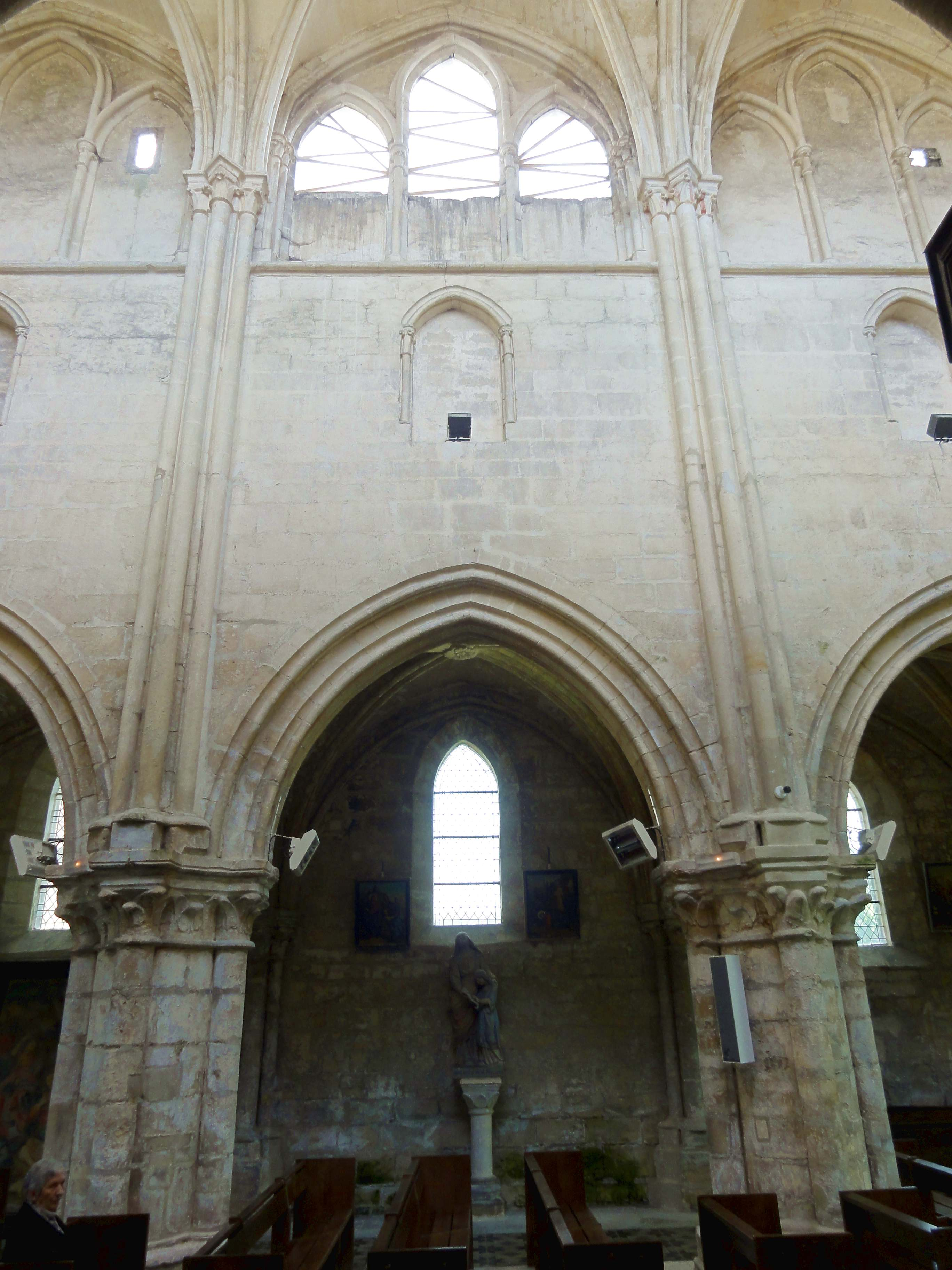
3e travée, élévation nord.
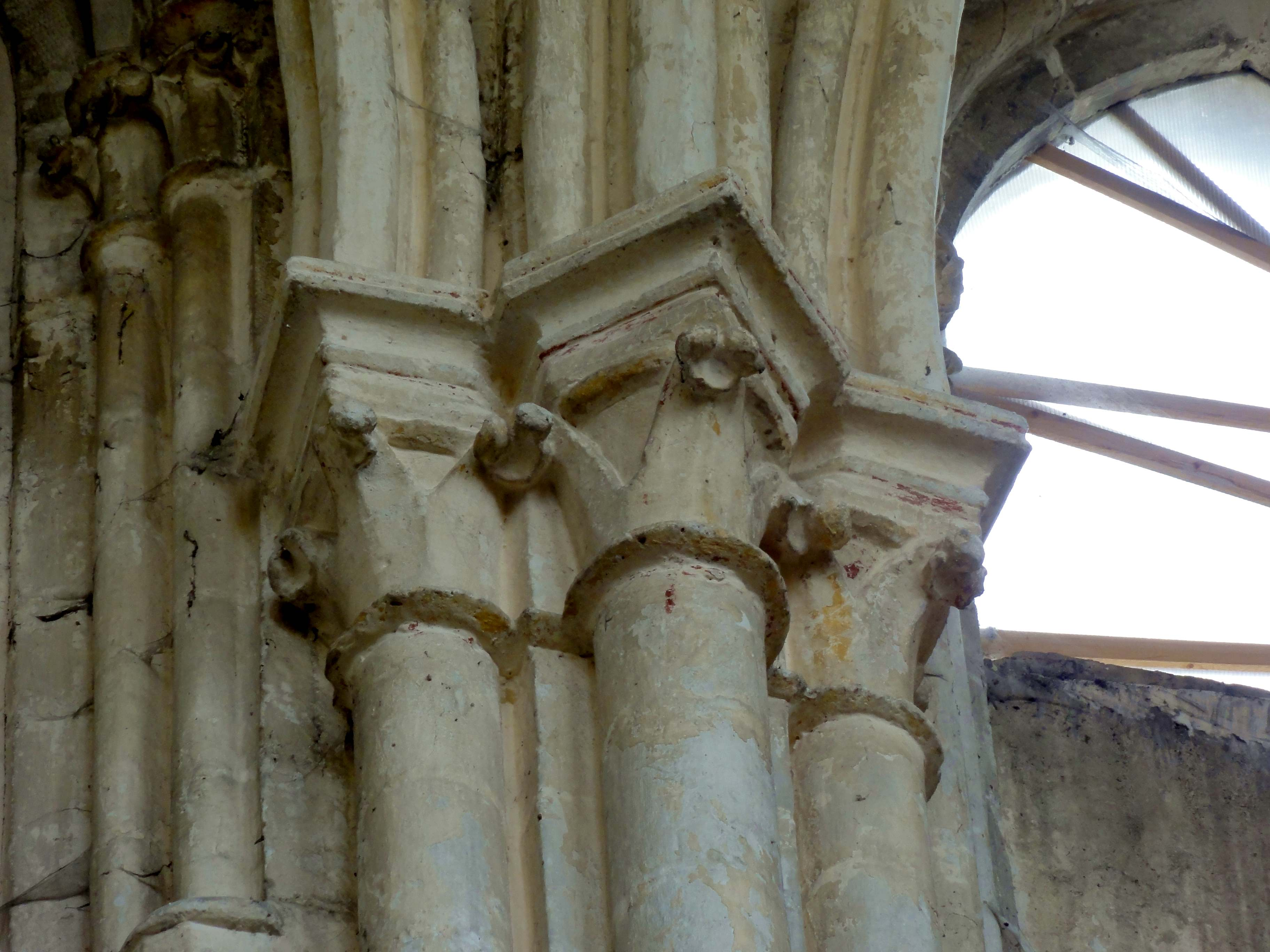
Chapiteaux du 2e ordre.
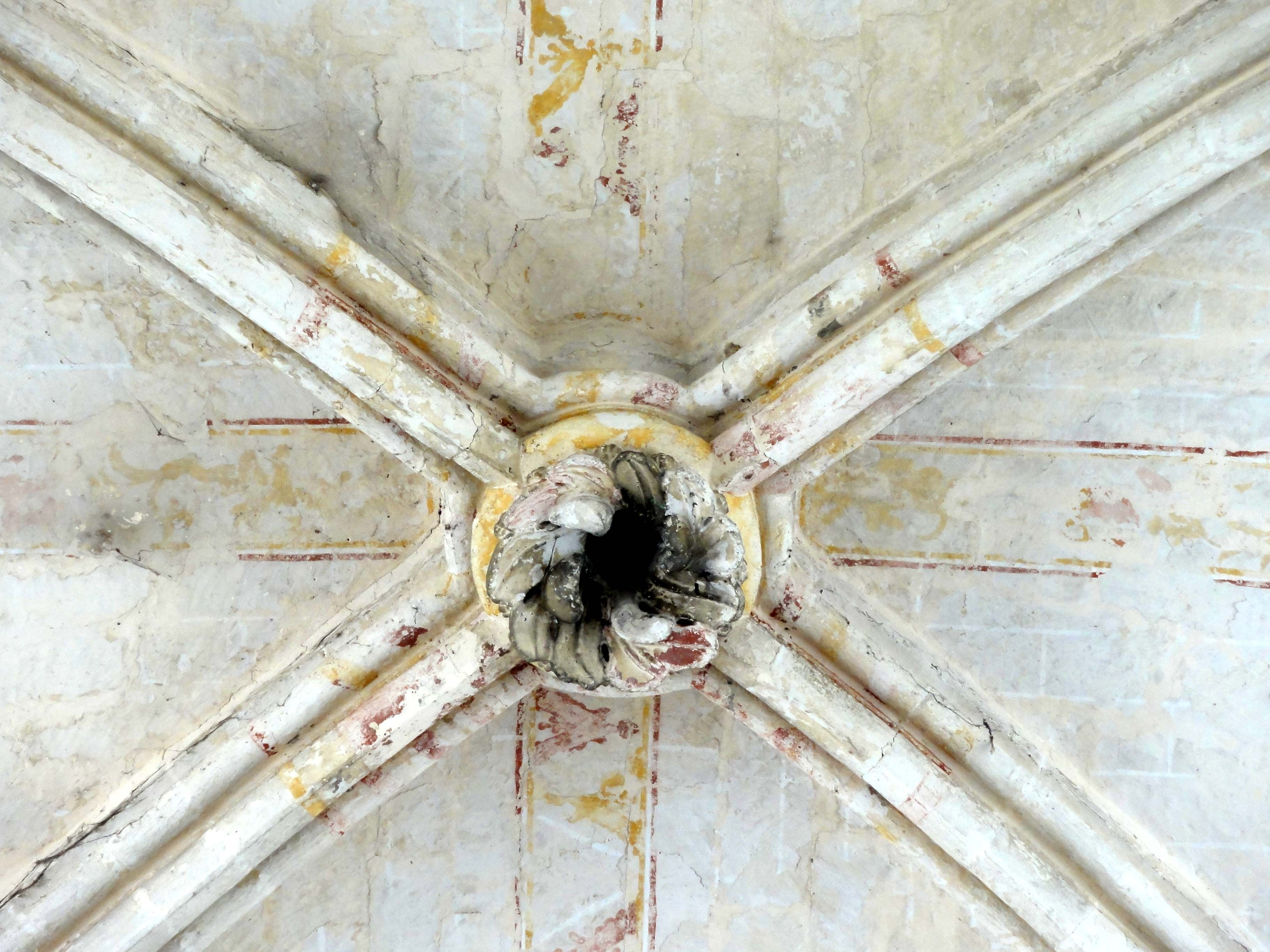
3e clé de voûte.

#### Bas-côtés

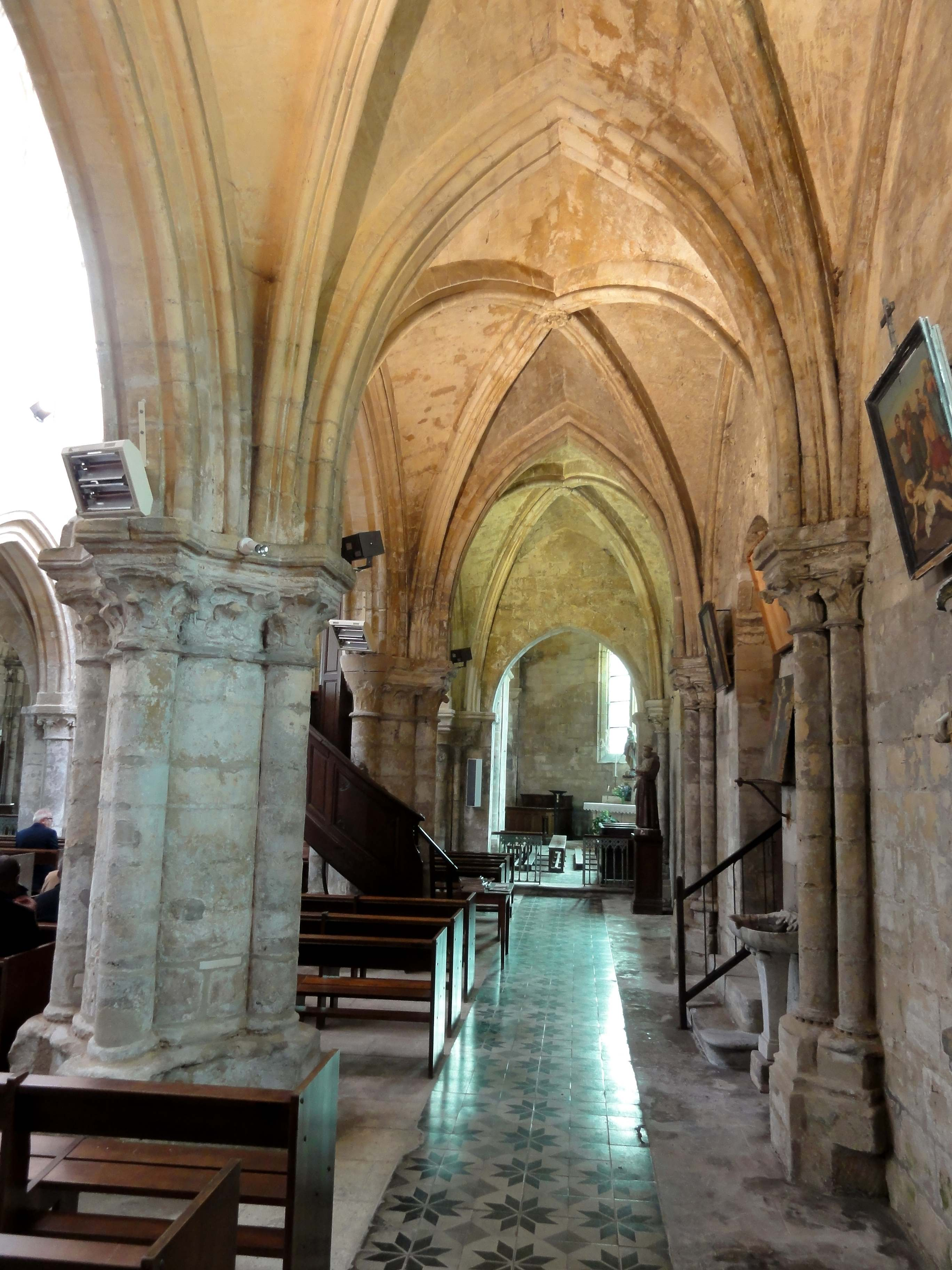
Bas-côté sud, 2e travée, vue vers l'est.

Les bas-côtés ont été achevées avant les parties hautes de la nef, comme l'indiquent les fenêtres sous la forme de lancettes simples, sans aucune ornementation à l'intérieur, et les ogives au profil d'une arête entre deux tores, comme déjà à la fin du XIIe siècle dans le croisillon nord du transept. Ce profil appartient au style gothique primitif. Les clés de voûte sont des petites rosaces, toutes différentes. La largeur réduite des bas-côtés donne des doubleaux très aigus, qui sont moulurés à l'instar du rouleau inférieur des grandes arcades. De fins formerets toriques existent le long des murs, et se partagent les tailloirs avec les ogives. Les supports sont des faisceaux de trois colonnettes au droit des murs gouttereaux, et des colonnettes uniques dans les angles. Les colonnettes des ogives ont les bases et socles implantés obliquement au droit des murs gouttereaux, mais orthogonalement au début du bas-côté nord. Contrairement aux chapiteaux du second ordre de la nef, tous les chapiteaux des ogives sont placés à 45°. Comme particularité, il y a des culs-de-lampe dans l'angle sud-est du bas-côté nord, et dans l'angle nord-est du bas-côté sud. Si ce dernier est fortement érodé, le premier est sculpté d'une tête humaine, ce qui n'est pas très fréquent à l'époque, même si l'on peut citer quelques exemples dans les églises de Brenouille et Rocquemont, par exemple. En ce qui concerne les raccordements avec les anciens croisillons du transept, ils sont réalisés par des arcades en tiers-point non moulurées, mais simplement chanfreinées, qui sont nettement moins élevées que les voûtes. Les tailloirs sont néanmoins situés au même niveau que ceux des bas-côtés. Il y reste des vestiges de frises sculptés à l'emplacement des chapiteaux, et il ne semble pas y avoir eu de colonnettes. L'on remarque par ailleurs l'absence de formerets à l'extrémité orientale des bas-côtés. La construction du clocher au-dessus de la première travée du bas-côté sud n'a entraîné aucun remaniement important à l'intérieur, si ce n'est le déplacement de la fenêtre occidentale vers la gauche, et le percement d'une porte pour donner accès à la cage d'escalier du clocher. Le voûtain septentrional a été percé d'un trou pour la remontée des cloches.

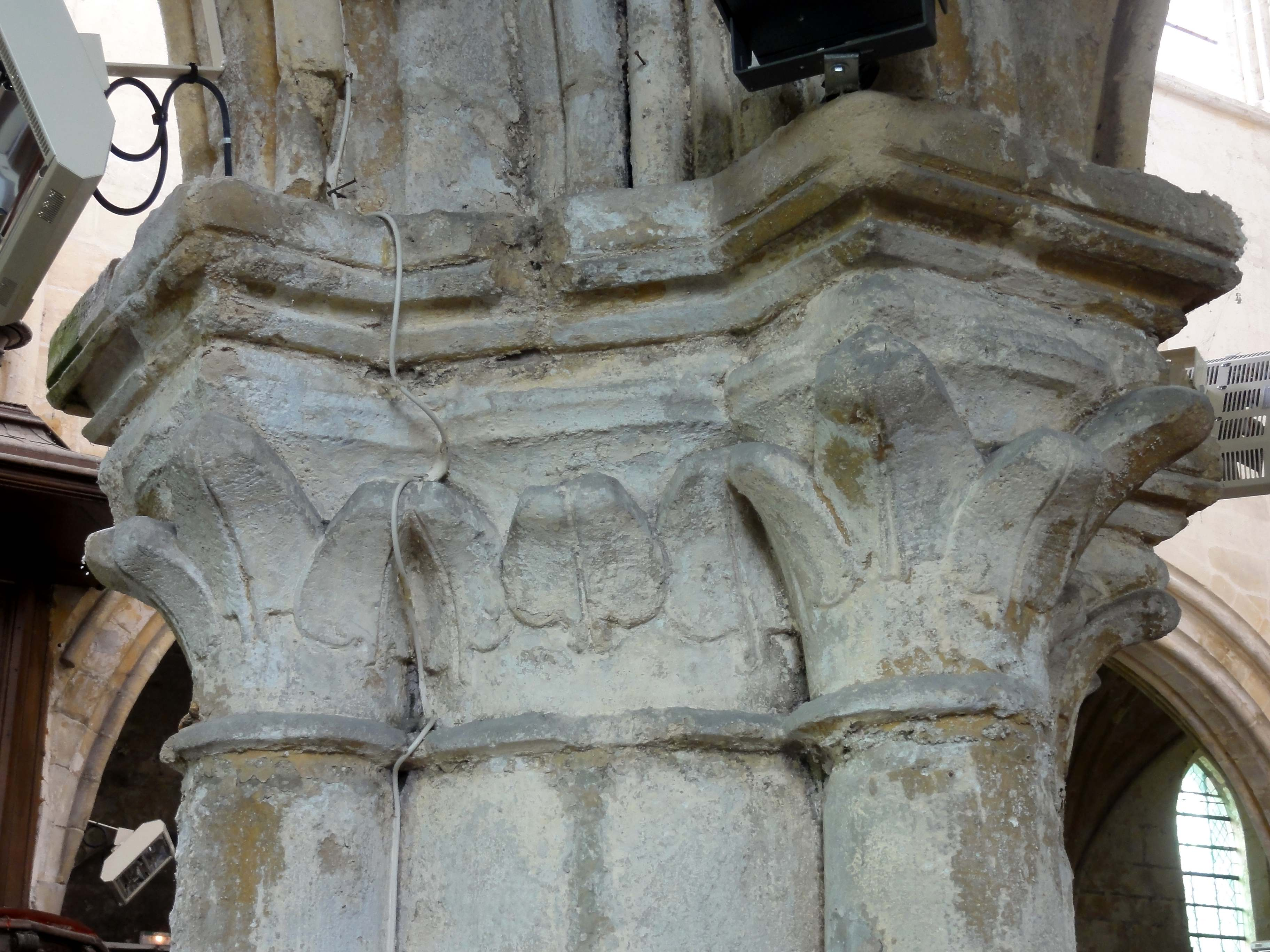
Chapiteaux du 3e pilier du nord.
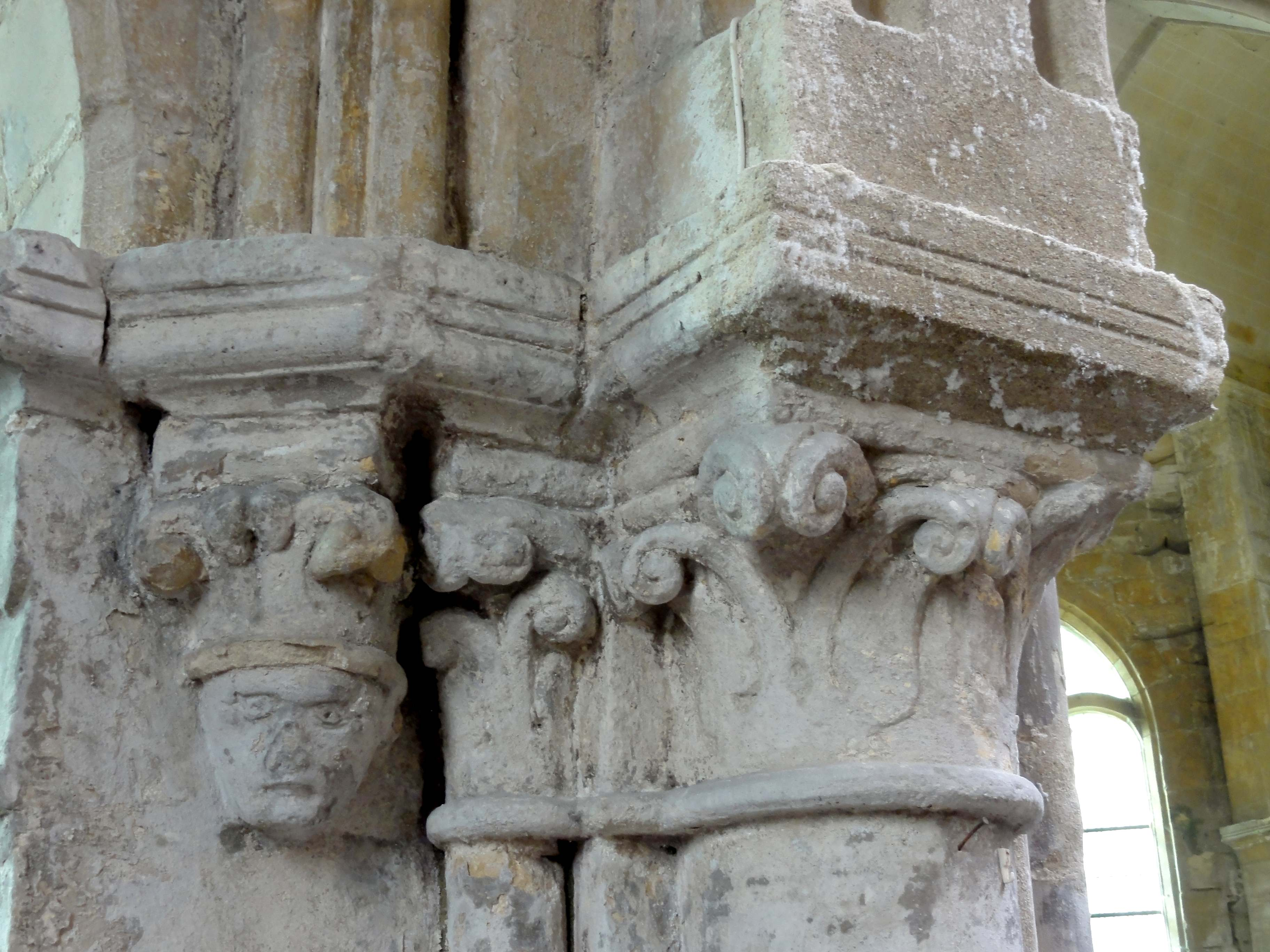
Supports dans l'angle sud-est du bas-côté nord.
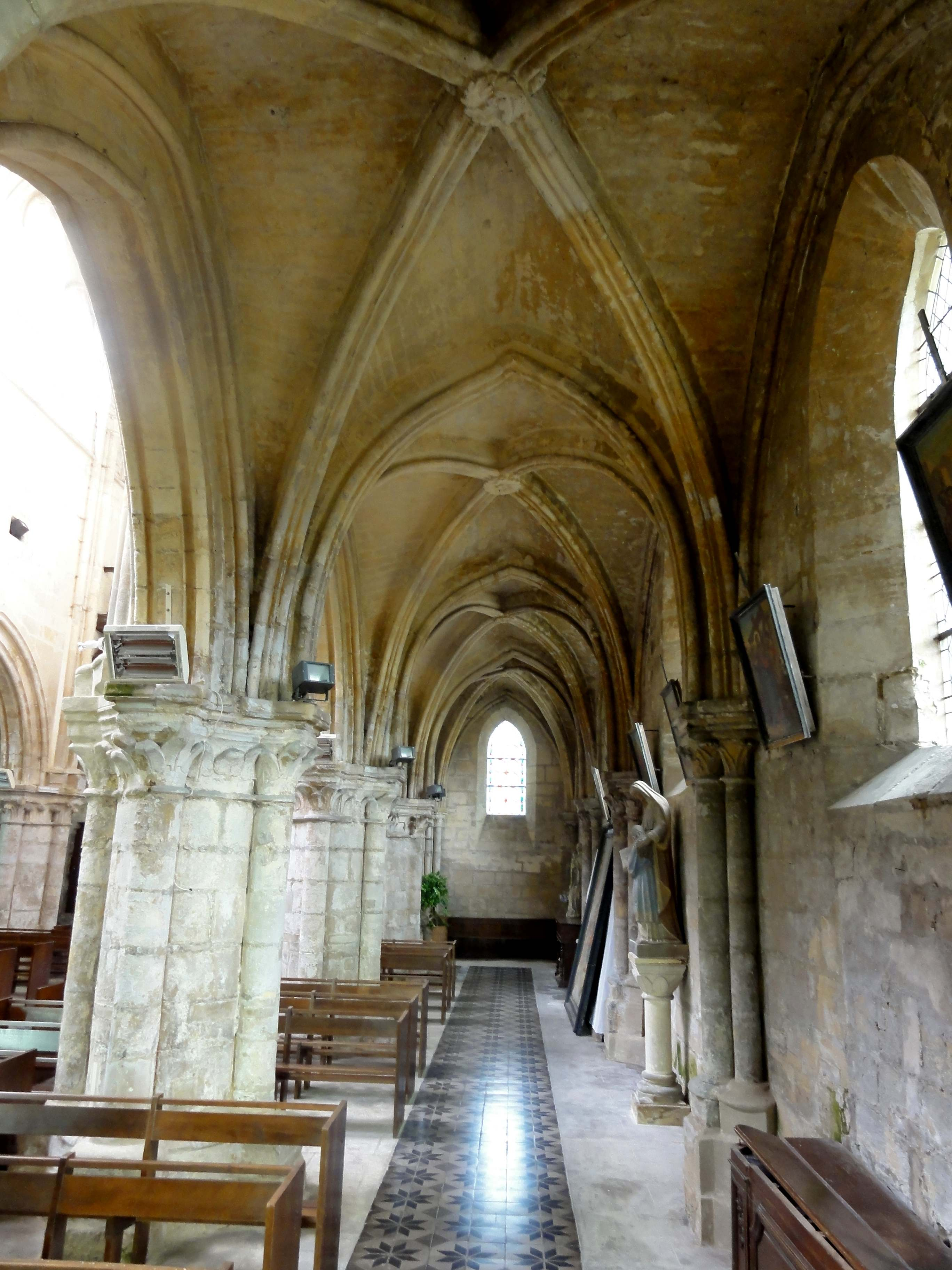
Bas-côté nord, 4e travée, vue vers l'ouest.
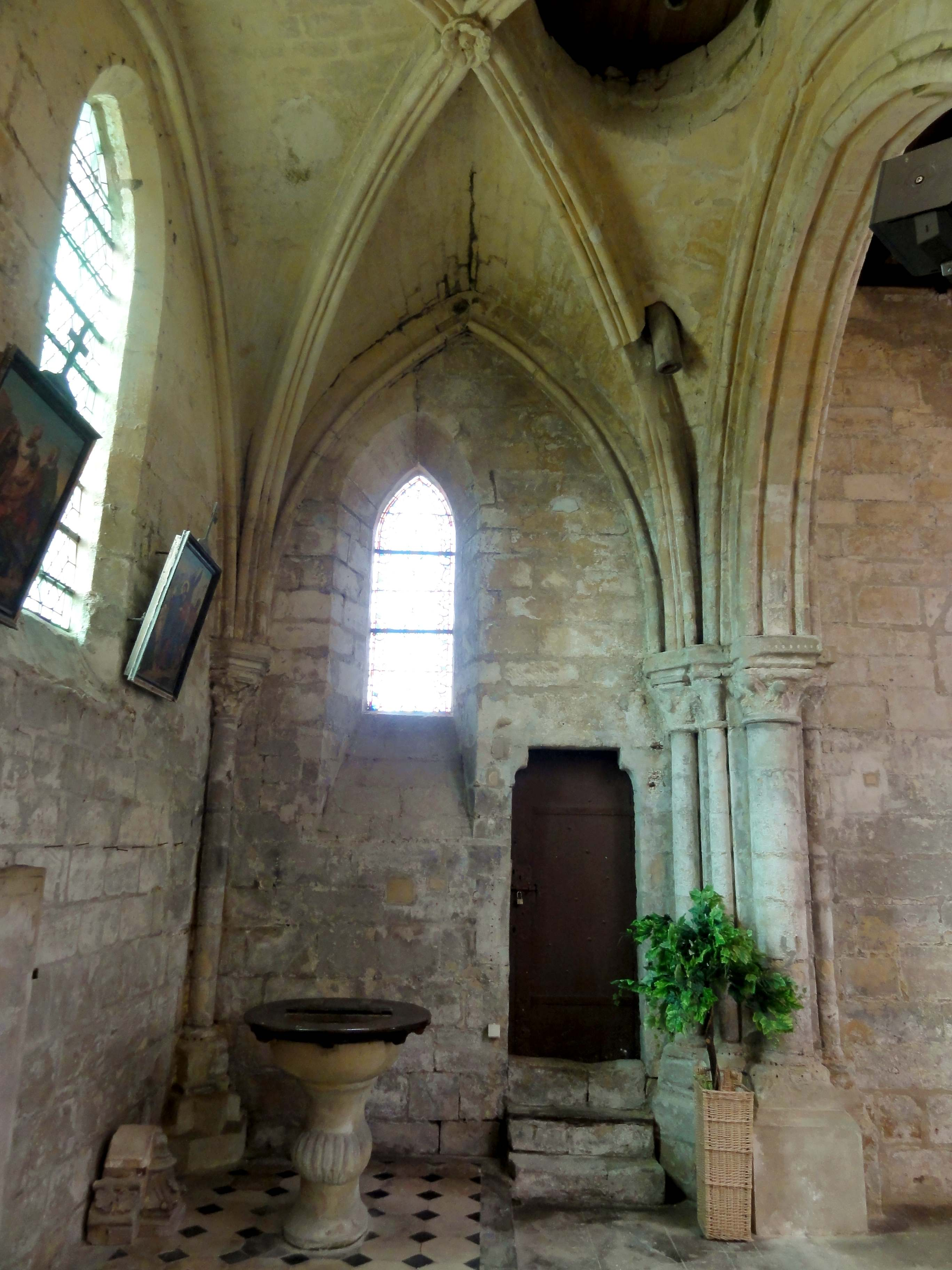
Bas-côté sud, extrémité occidentale (base du clocher).
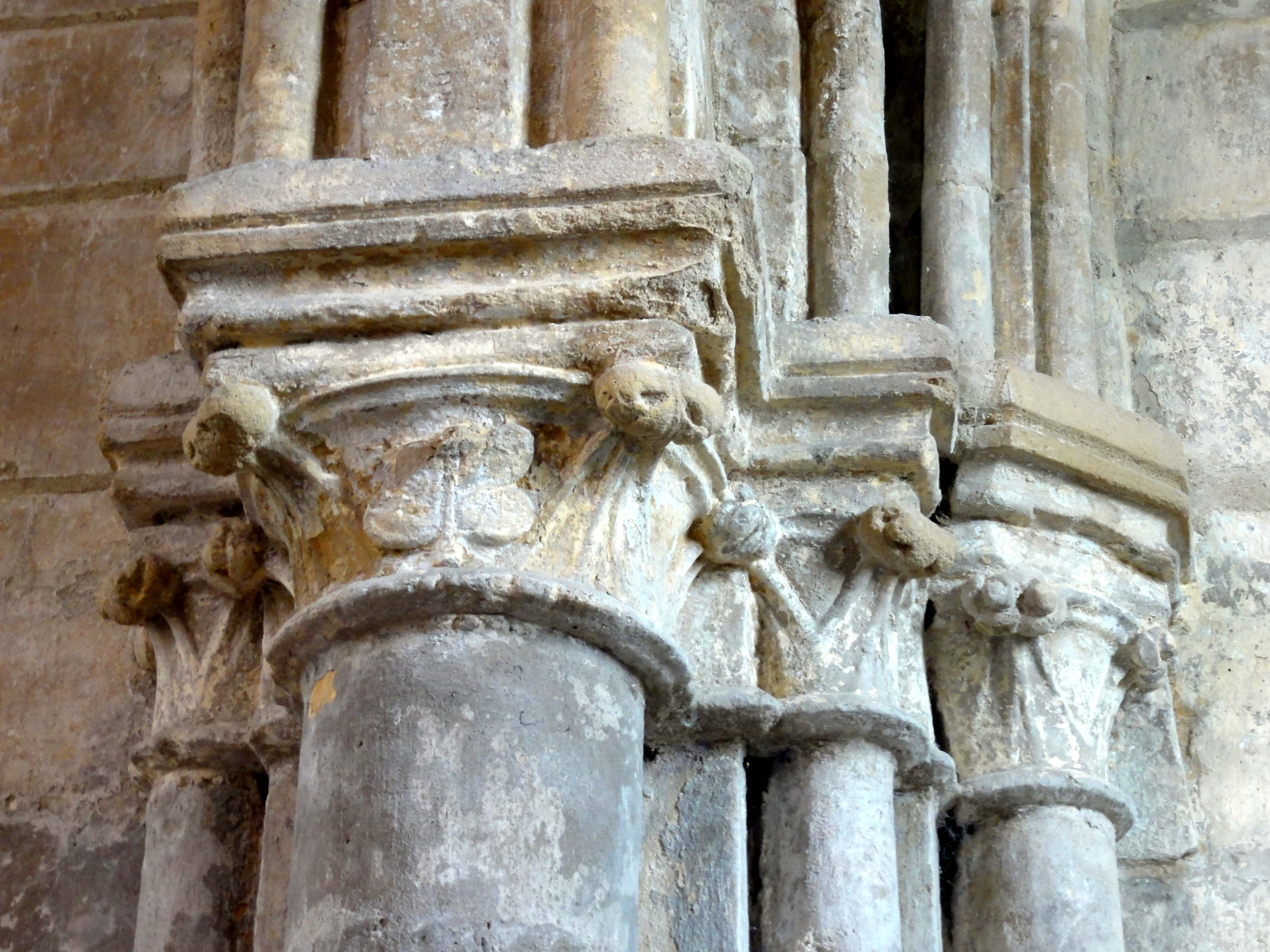
Chapiteaux au début des grandes arcades du nord.
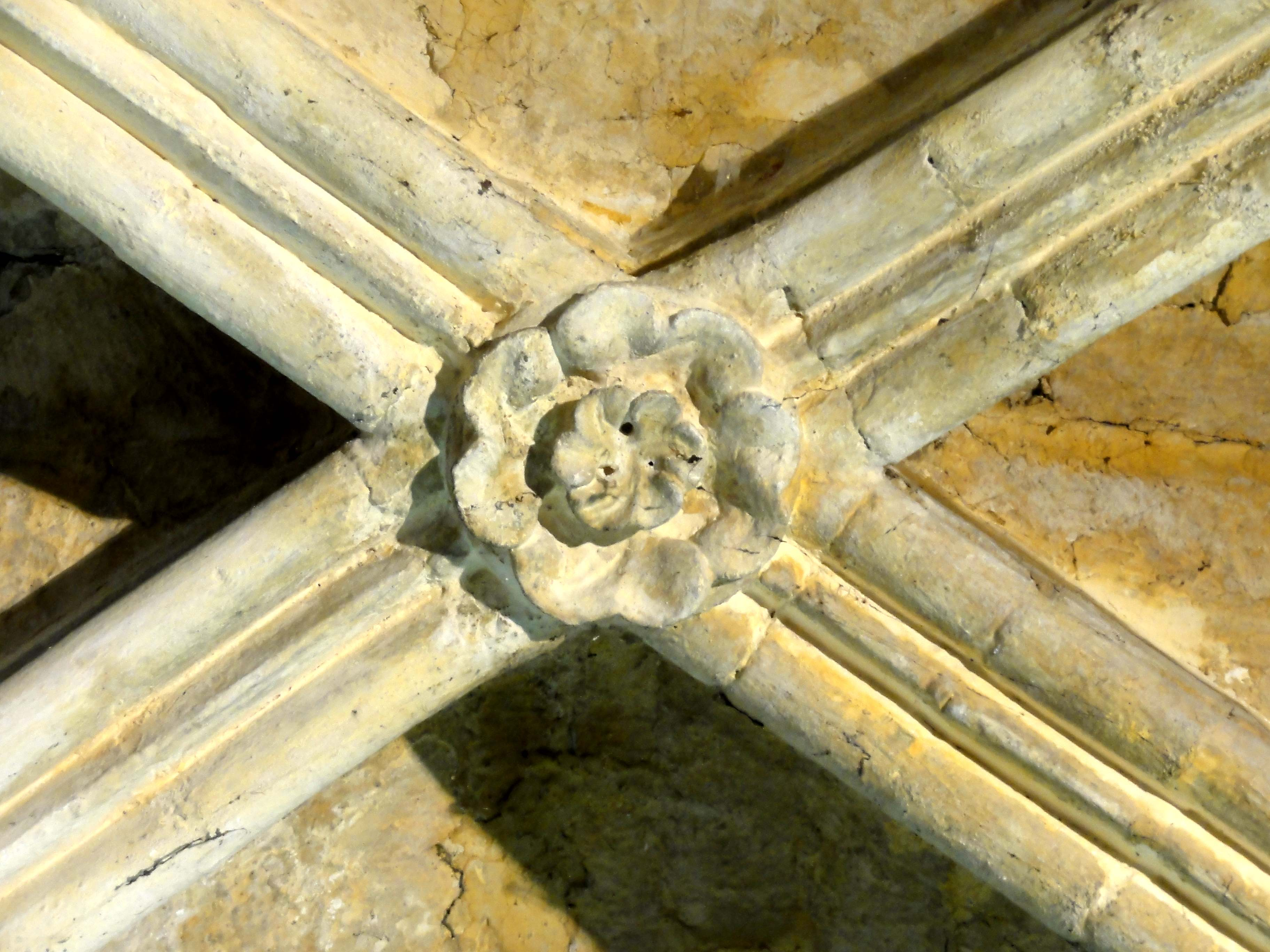
Clé de voûte de la 3e travée du sud.

#### Chœur

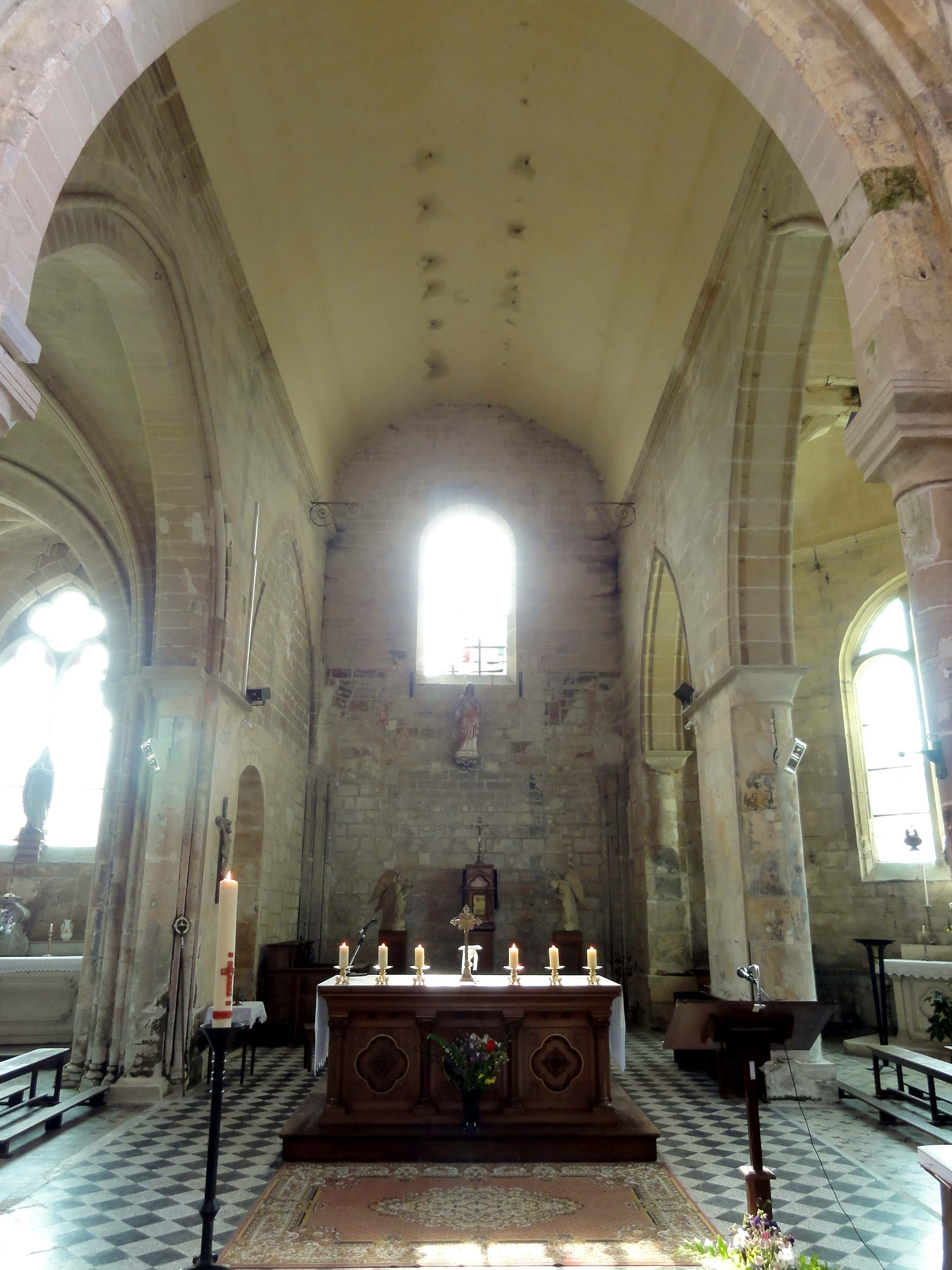
Chœur, vue vers l'est.

Le chœur atteint tout juste les 60 % de la hauteur de la nef, et le sommet de l'arc triomphal se situe au niveau du seuil des baies bouchées des galeries. L'arc triomphal est à double rouleau, et son rang de claveaux supérieur est mouluré d'un tore de chaque côté, comme sur les grandes arcades, mais le rang de claveaux inférieur est simplement chanfreiné, comme les arcades faisant communiquer les bas-côtés avec les anciens croisillons. La retombée s'effectue sur les tailloirs d'un faisceau de trois colonnettes à chapiteaux, dont celle au centre est de diamètre plus important que les deux autres, conformément à la disposition au début et à la fin des grandes arcades. Seuls les petits chapiteaux du rouleau inférieur côté nef conservent des restes de leur sculpture. Les tailloirs ont été refaits, et intègrent maintenant des bagues autour des colonnettes des ogives des hautes-voûtes.
L'intérieur du chœur paraît toujours comme un édifice anciennement ruiné et provisoirement remis en état, impression qui est soulignée par les nombreuses traces de reprises sur le mur du chevet, les faisceaux de trois colonnettes sans emploi dans les angles du chevet (sauf une seule colonnette qui sert toujours), et la fenêtre en plein cintre sans caractère qui fait entrer le jour depuis l'est. Elle est tout au moins agrémentée d'un vitrail polychrome moderne, qui représente le Christ en croix. Les élévations latérales sont dépourvues de fenêtres. Au nord, les élévations de la croisée du transept (soit la première travée du chœur actuel) et de la travée de sanctuaire devaient être largement identiques, et présenter de hautes arcades analogues à l'arc triomphal. L'arcade vers l'ancien croisillon nord est conservée en l'état, et ses chapiteaux n'ont pas été endommagés. Mais la partie inférieure des fûts de l'angle nord-ouest a été supprimée, et la colonnette correspondant à l'ogive n'a ni chapiteau ni tailloir, ce qui a peut-être toujours été ainsi, car la place manque en raison d'une maladresse du maître d'œuvre. Ce n'est pas le cas dans l'angle sud-ouest en face, et le vaisseau est donc désaxé par rapport à l'arc triomphal. Pour revenir vers l'élévation septentrionale, le faisceau de colonnettes à l'intersection des deux travées a été supprimé, et le pilier entre les deux arcades intrigue par la présence d'un tailloir continu, comme s'il n'y avait jamais eu de supports pour les voûtes. De l'arcade vers la chapelle latérale nord, ne subsiste que le rang de claveaux supérieur avec ses colonnettes à chapiteaux. L'arcade a été en grande partie bouchée avant la construction même de la chapelle, à moins qu'elle a été d'emblée prévue comme arcade factice. En effet, la chapelle conserve la voûte la plus ancienne de l'église, et elle a donc toujours été peu profonde, et ne pouvait communiquer avec le chœur que par une petite arcade, qui est en cintre surbaissé et non moulurée. Maryse Bideault et Claudine Lautier la qualifient de « porte ». Le mur à sa droite montre des traces de reprises, et en haut de l'arcade factice ou bouchée, l'on voit les traces d'une baie en plein cintre bouchée. L'élévation méridionale montre qu'il n'y a jamais eu de symétrie. L'on y voit deux grandes arcades de dimensions différentes, dont la première atteint la même hauteur que son homologue au nord. Cependant, le tracé des arcs et plus aigu, il n'y qu'un seul rang de claveaux, avec une modénature un peu différente, et les supports sont donc deux fortes colonnettes à chapiteaux pour chacune des arcades. Ici, aucun des chapiteaux n'a conservé sa sculpture.

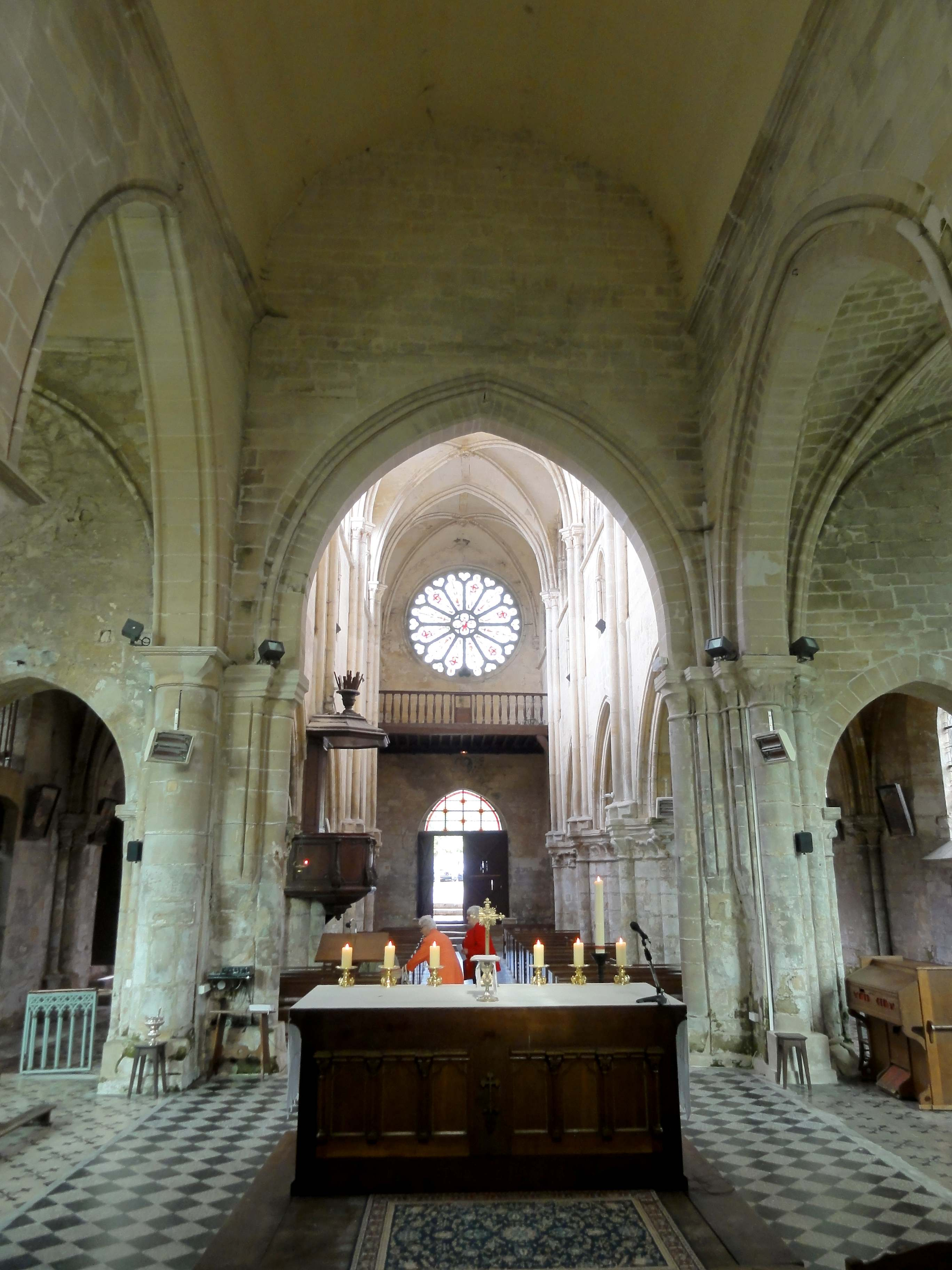
Chœur, vue vers l'ouest.
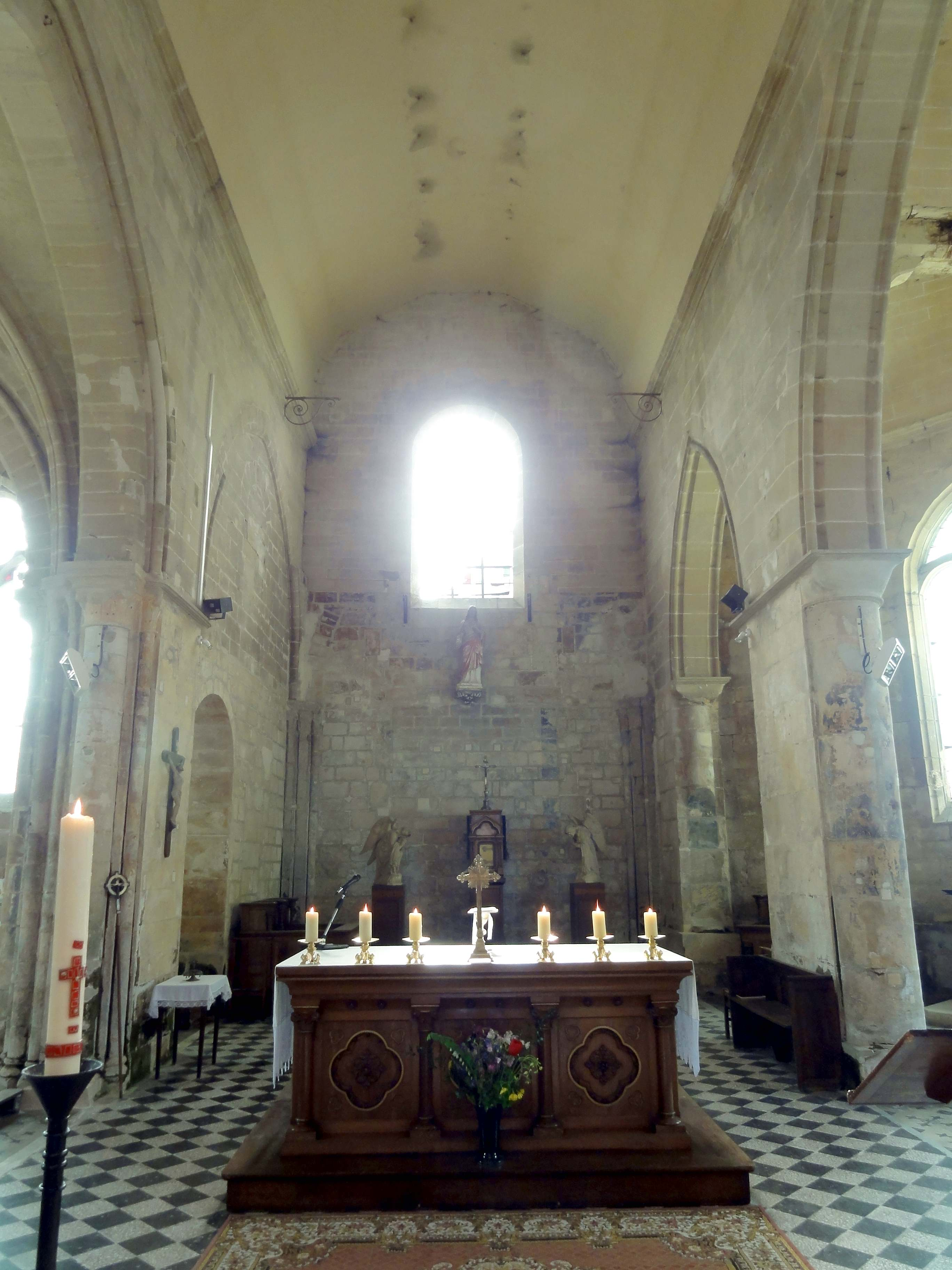
Chœur, vue vers l'est.
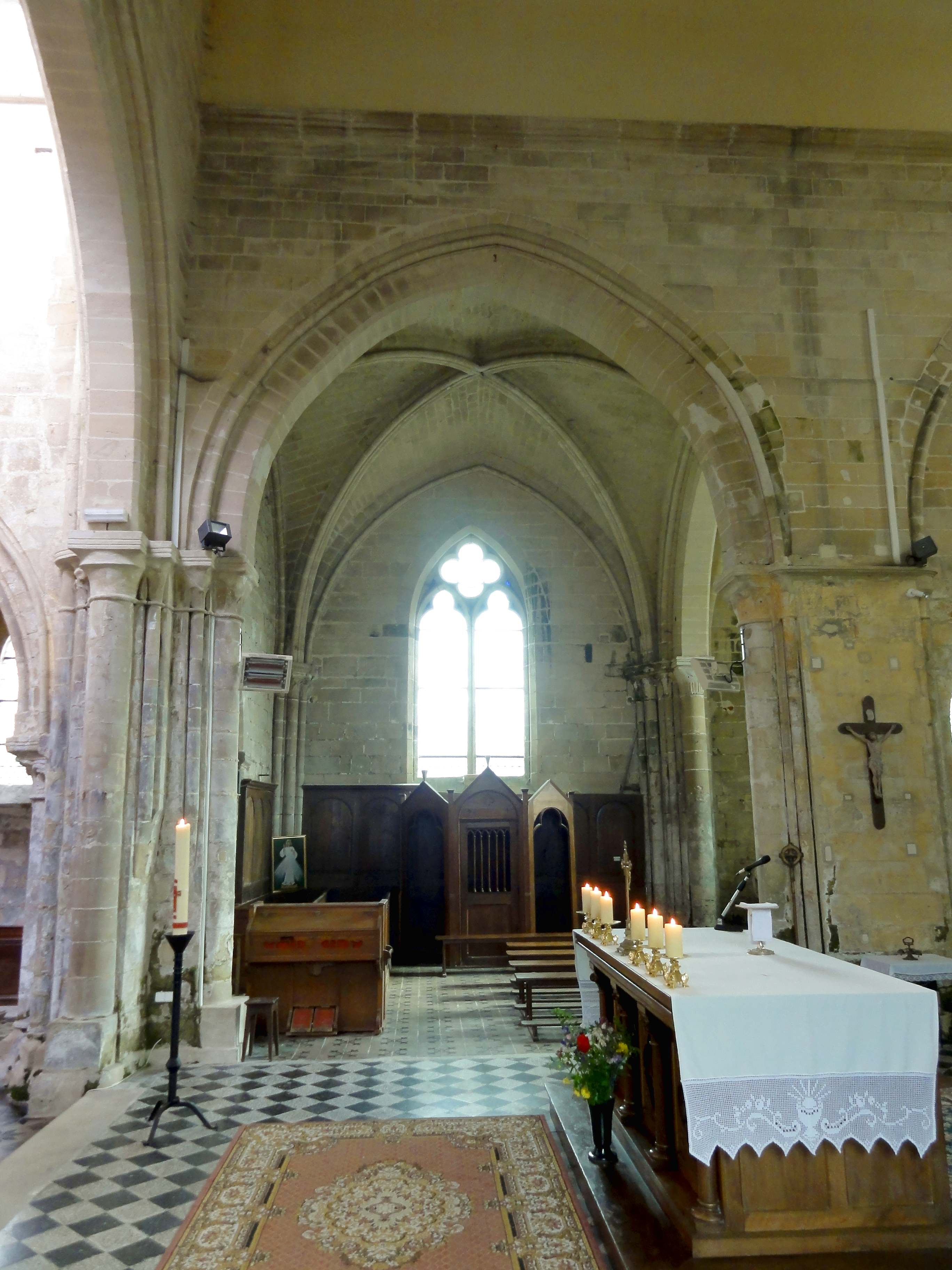
1re travée, côté nord.
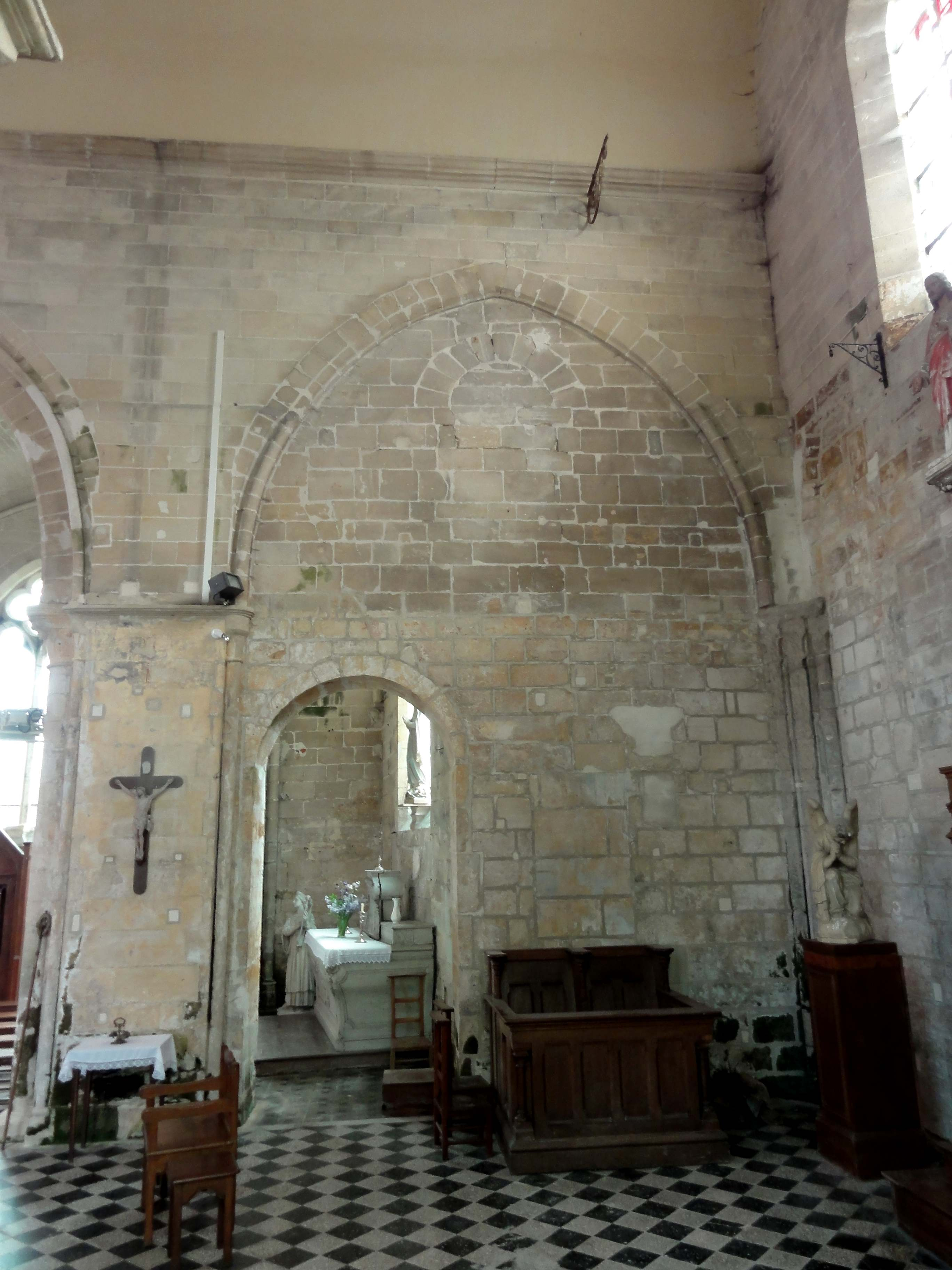
2e travée, côté nord.
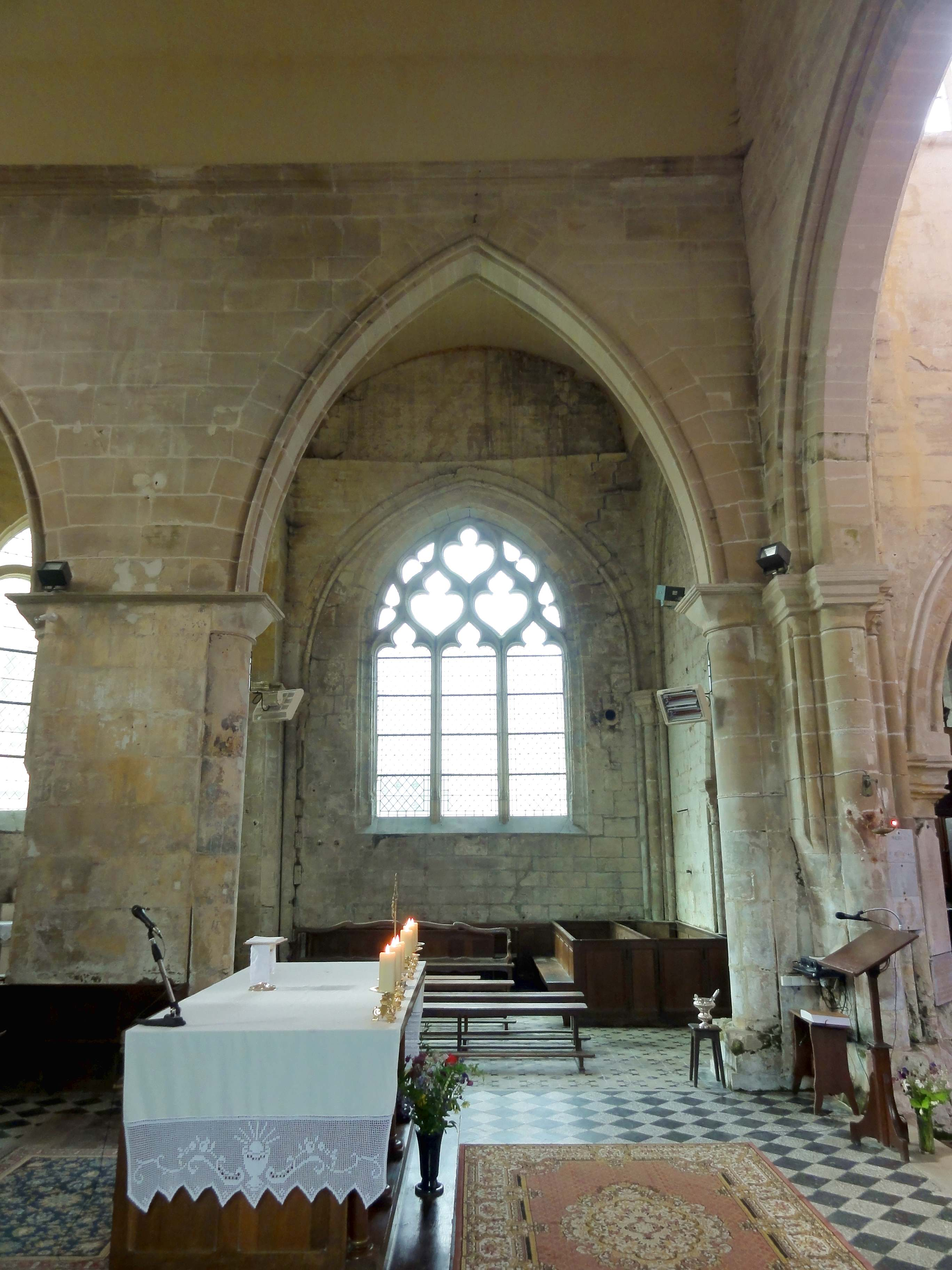
1re travée, vue vers le sud.
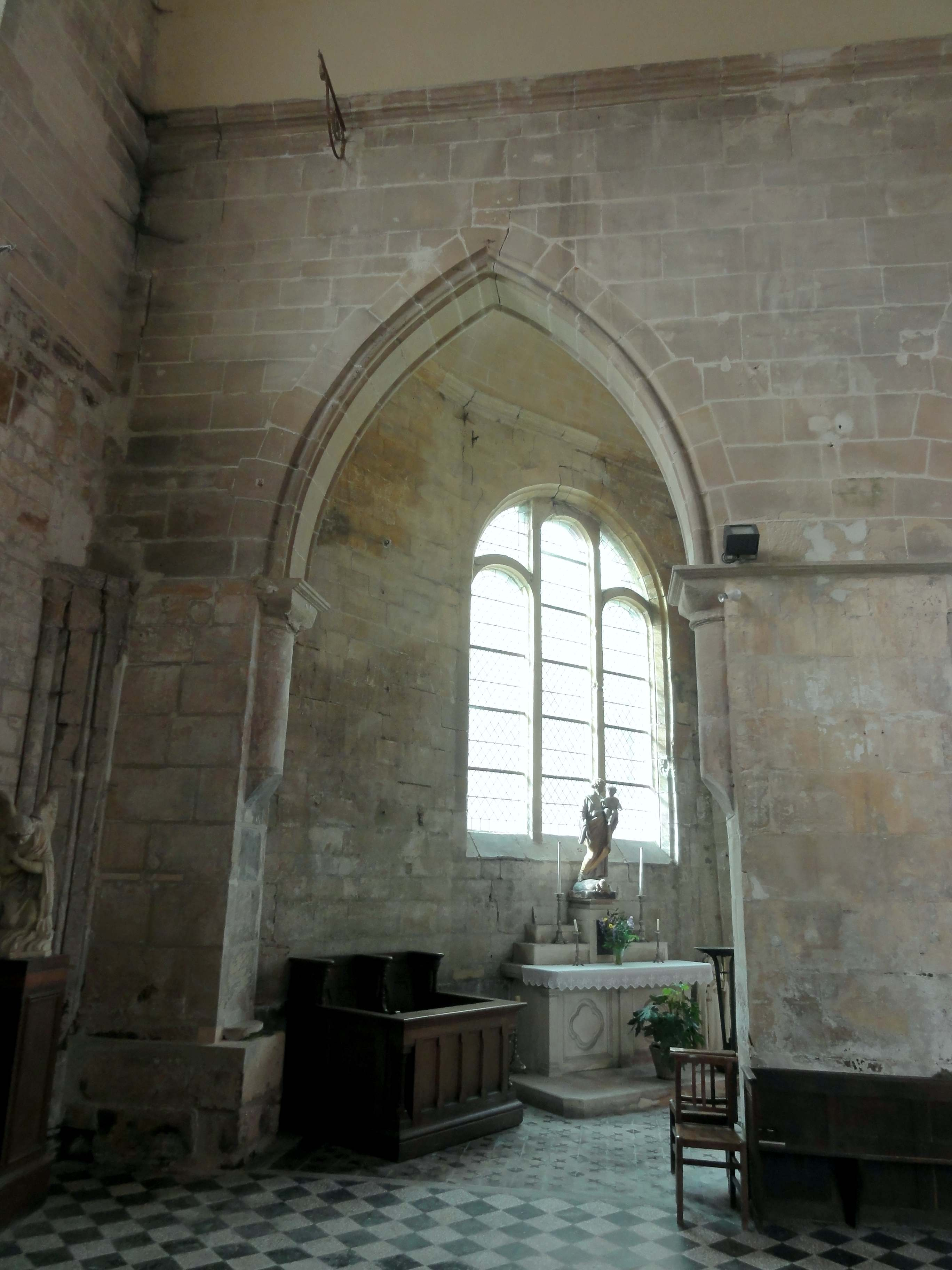
2e travée, vue vers le sud.

#### Anciens croisillons et chapelles

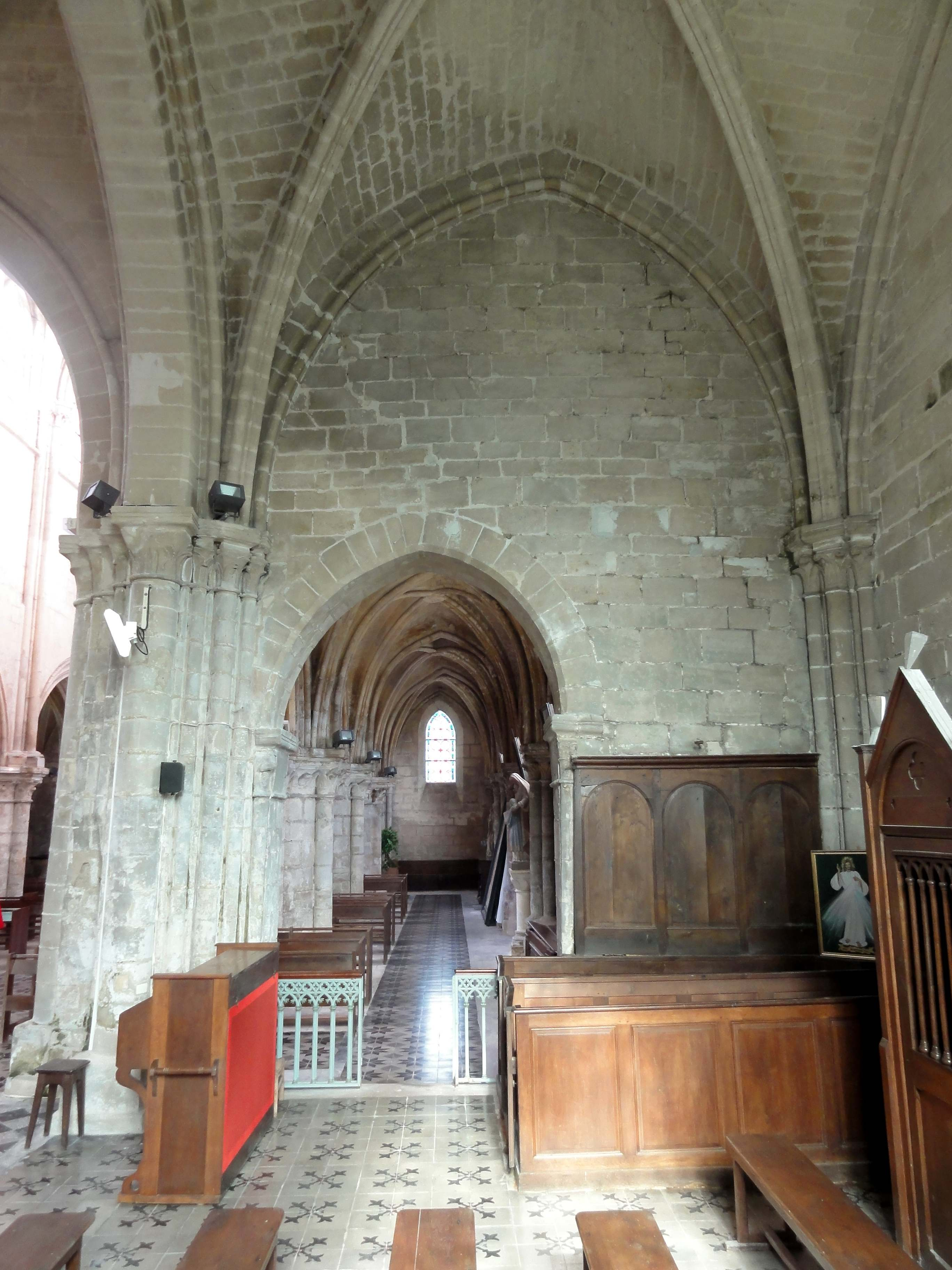
Ancien croisillon nord, vue vers l'ouest.

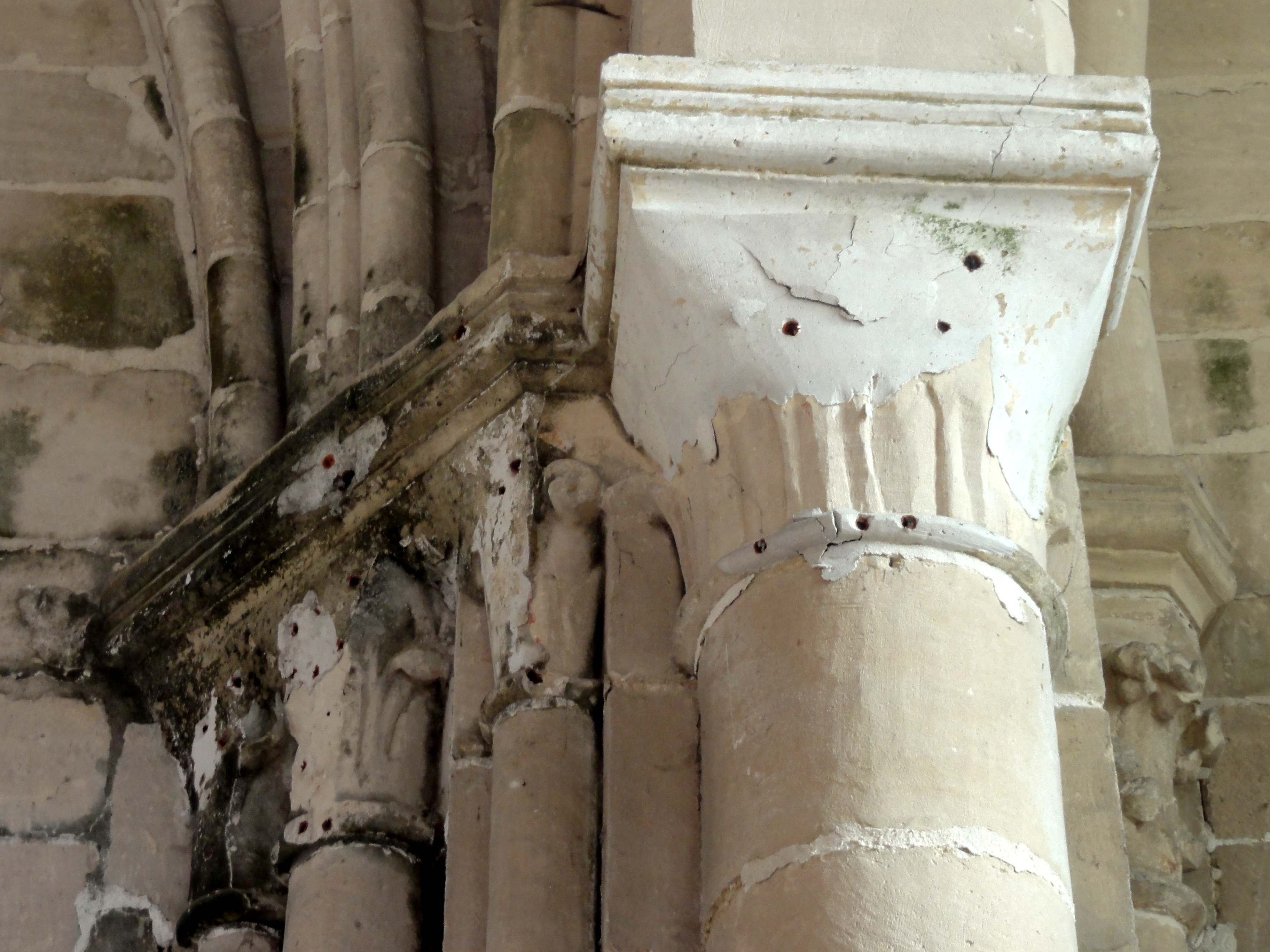
Croisillon nord, chapiteaux.

L'ancien croisillon nord et la chapelle latérale nord du chœur sont les travées les mieux conservées des parties orientales de la fin du XIIe siècle. Les voûtes, pratiquement tous les chapiteaux et les faisceaux de colonnettes demeurent intacts ; les fenêtres rompent toutefois l'homogénéité stylistique et présentent un remplage de type flamboyant. Comme déjà signalé, il date de 1937 seulement, et se compose de deux lancettes trilobées, surmontées d'un quadrilobe entre deux minuscules écoinçons ajourés. Depuis la première travée du chœur, l'ancien croisillon nord s'ouvre par le doubleau à double rouleau analogue à l'arc triomphal, qui a déjà été décrit. Le doubleau vers la chapelle reprend les mêmes dispositions. Avec la colonnette de l'ogive, l'on trouve ainsi un faisceau de cinq colonnettes dans l'angle sud-est. Ces colonnettes sont de trois diamètres différents, le diamètre intermédiaire correspondant aux ogives. Leurs chapiteaux sont implantés à 45°, comme plus tard dans les bas-côtés de la nef, et les ogives affichent déjà le profil d'un onglet entre deux tores, qui sera ultérieurement appliqué aux voûtes des bas-côtés. La clé de voûte n'est pas décorée : les ogives s'y croisent simplement. Les grands chapiteaux sont sculptés de volutes d'angle et de feuilles d'eau, tandis que les petits chapiteaux, d'une forme très allongée, se contentent généralement de feuilles d'eau ou de feuilles plates. Souvent la sculpture reste rudimentaire, et les feuilles sont seulement suggérées par des lignes gravées. Dans son ensemble, le voûtement de l'ancien croisillon nord rappelle les voûtes de la période romane tardive de plusieurs églises des environs, dont Foulangues et Saint-Vaast-lès-Mello, où la sculpture de nombre de chapiteaux est beaucoup plus variée et élaborée. Avec ses ogives monotoriques en forme d'amande, la petite voûte de la chapelle latérale nord n'est pas non plus sans rappeler les voûtes d'ogives romanes du second quart du XIIe siècle. Il n'y a pas de formerets, et dans les angles du chevet, les ogives sont reçues sur des culs-de-lampe. Celui de gauche est un petit atlante, avec bras et jambes, comme on en trouve à Bury et Église Saint-Étienne de Cambronne-lès-Clermont, mais celui de droite est un buste humain évoquant le style du XIIIe siècle, et l'authenticité des deux spécimen paraît douteuse.
L'ancien croisillon sud et la chapelle latérale sud ont encore plus gravement souffert de l'effondrement du clocher que le vaisseau central du chœur, et les murs extérieurs ont été presque entièrement reconstruits au XVIe siècle. Dans l'ancien croisillon, les formerets de la voûte disparue subsistent toutefois à l'ouest et au sud. L'arcade vers le bas-côté de la nef est encore flanquée de deux grêles colonnettes, et a probablement perdu son rang de claveaux inférieur, tandis que l'arcade vers l'ancienne croisée du transept ne conserve que son intrados mouluré d'un méplat entre deux tores, et retombe sur deux colonnes à chapiteaux d'une épaisseur démesurée. Un faisceau de trois colonnettes subsiste dans l'angle sud-ouest, et une paire de colonnettes dans l'angle sud-est ; tout porte à croire que le voûtement répondait aux mêmes dispositions que dans le croisillon nord. Comme dans le vaisseau central, le doubleau intermédiaire entre les deux travées a disparu. Ne reste qu'une sorte de contrefort interne, qui présente encore des tailloirs à l'emplacement habituel. La seule richesse de l'ancien croisillon sud est la vaste baie flamboyante, dont le réseau se compose de trois lancettes à têtes tréflées, surmontées de deux soufflets trilobés, puis d'un troisième au sommet, ces grands soufflets étant flanqués de deux étroits soufflets dissymétriques de chaque côté. La chapelle latérale sud a perdu tout intérêt, et est éclairée par une baie au remplage de type Renaissance, caractéristique de la seconde moitié du XVIe siècle. Il se compose de trois formes en plein cintre.

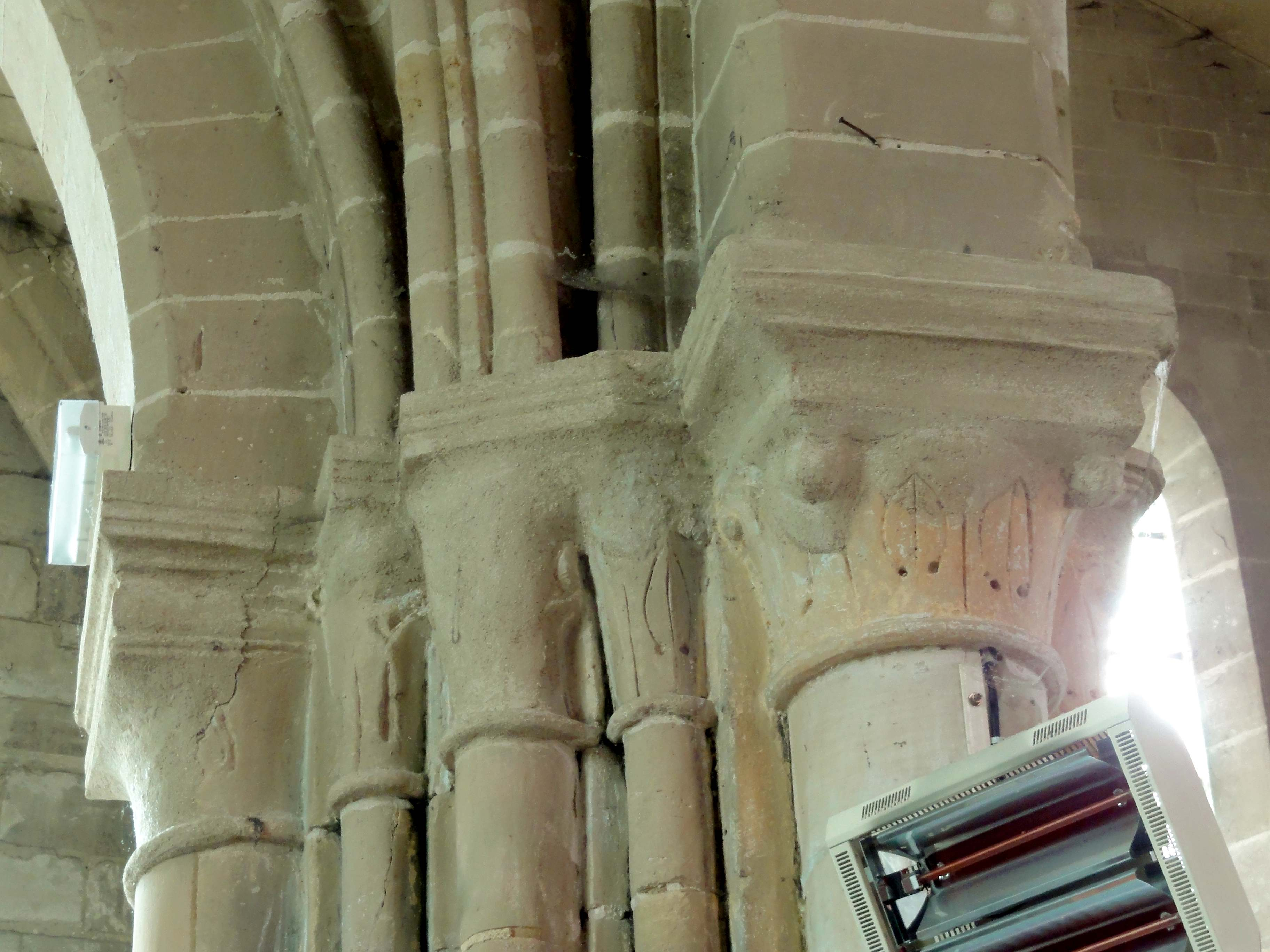
Croisillon nord, chapiteaux dans l'angle sud-est.
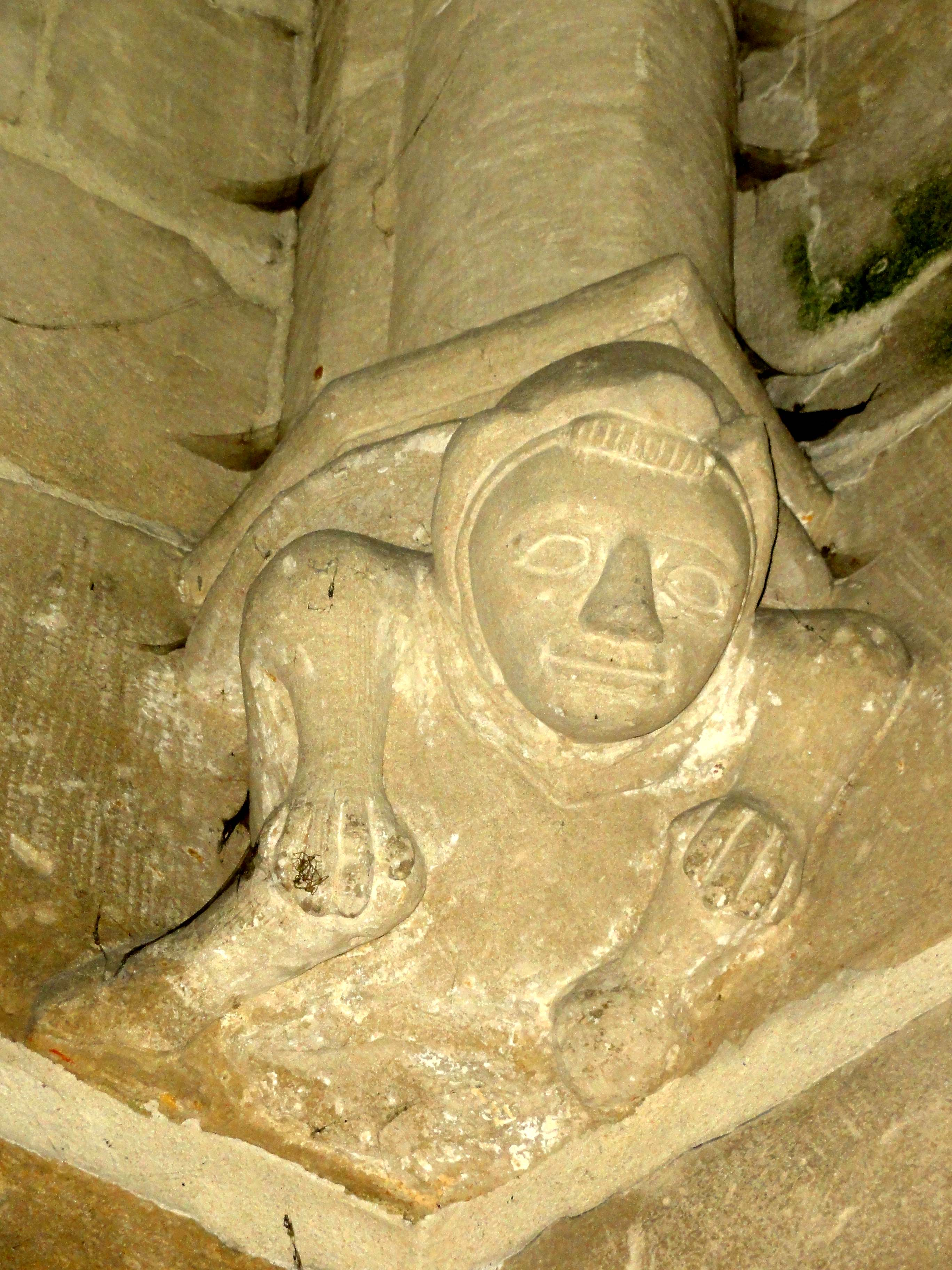
Chapelle latérale nord, atlante.
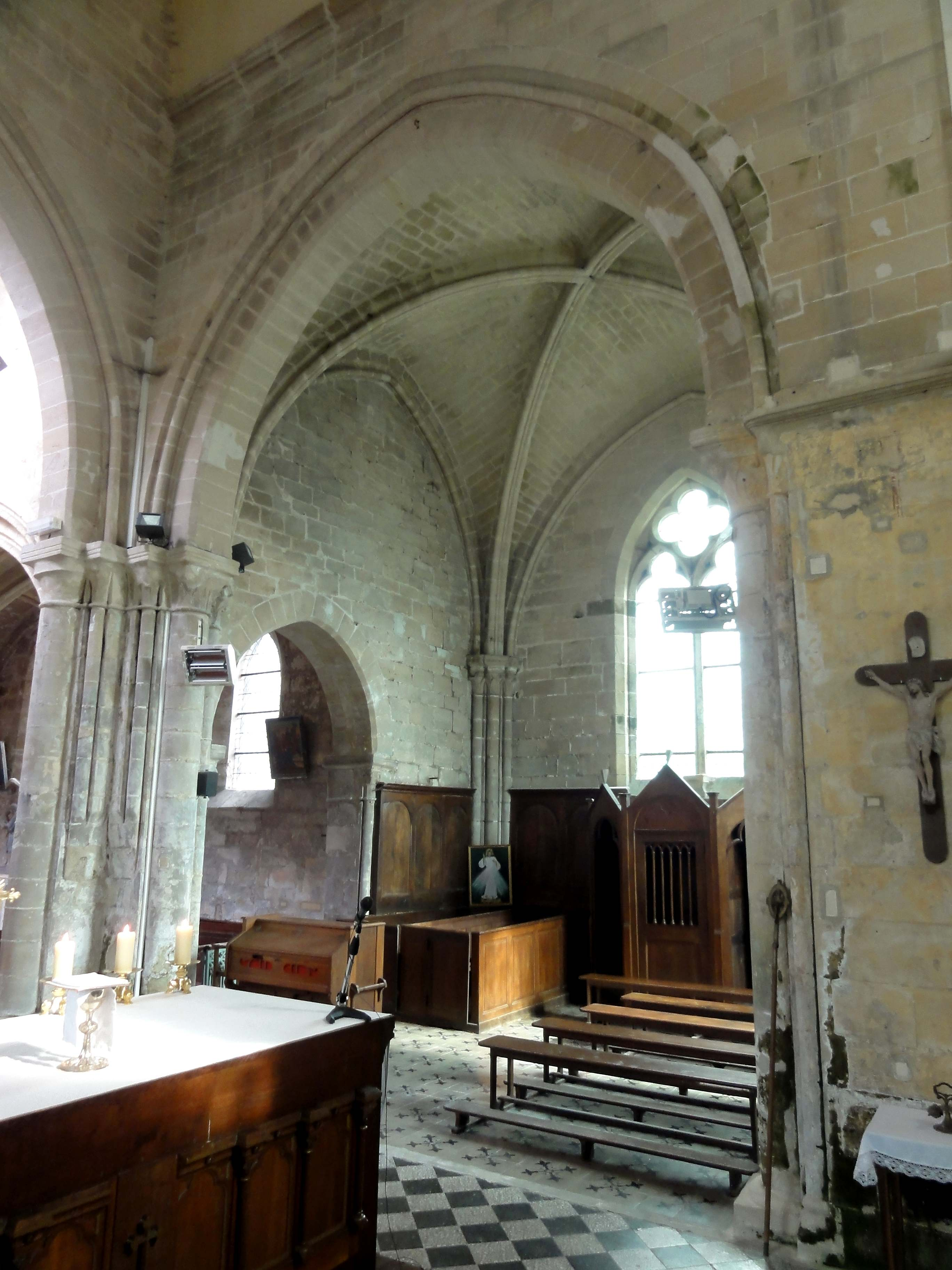
Chœur, vue dans l'ancien croisillon nord.
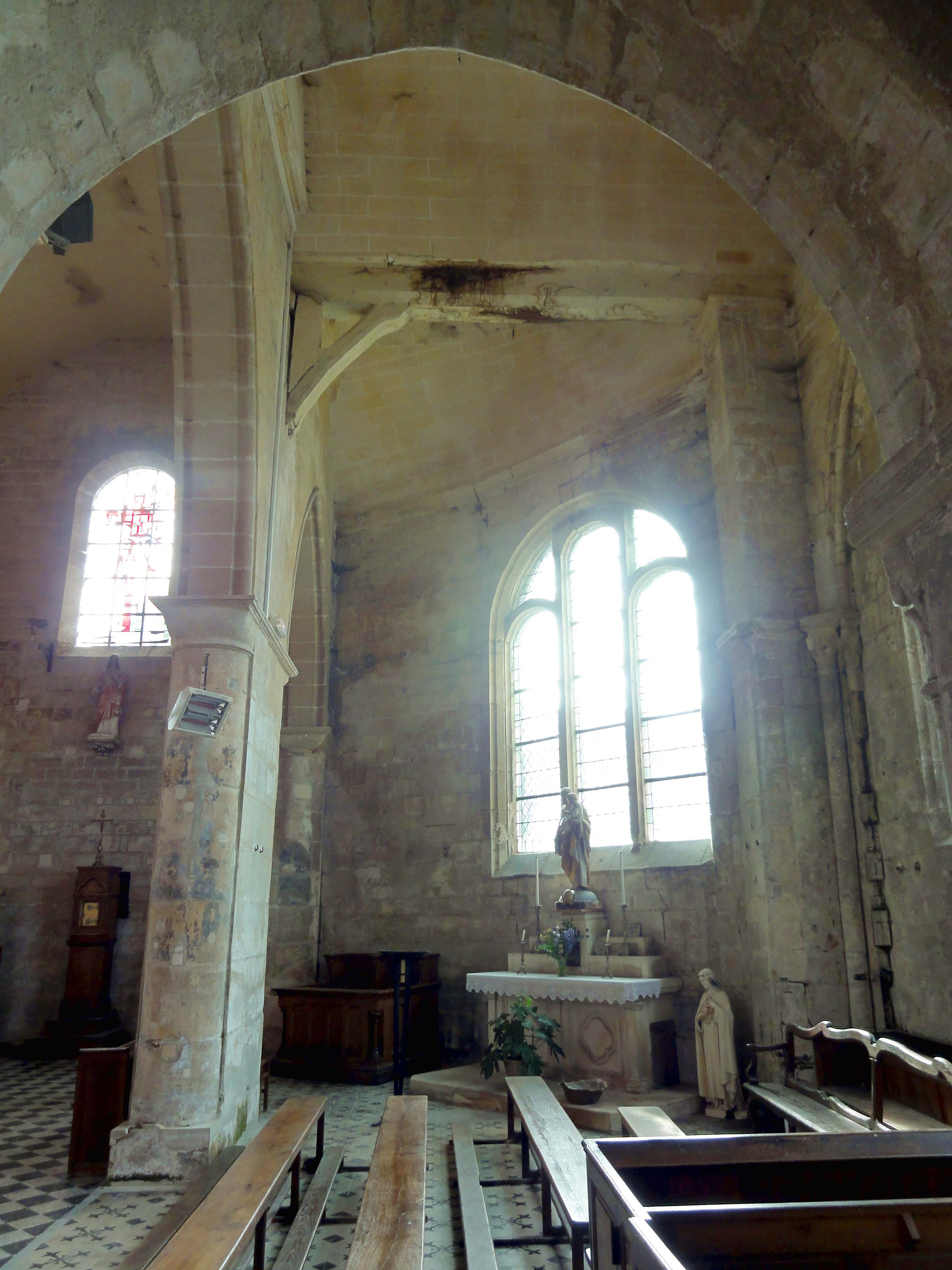
Ancien croisillon sud, vue vers l'est.
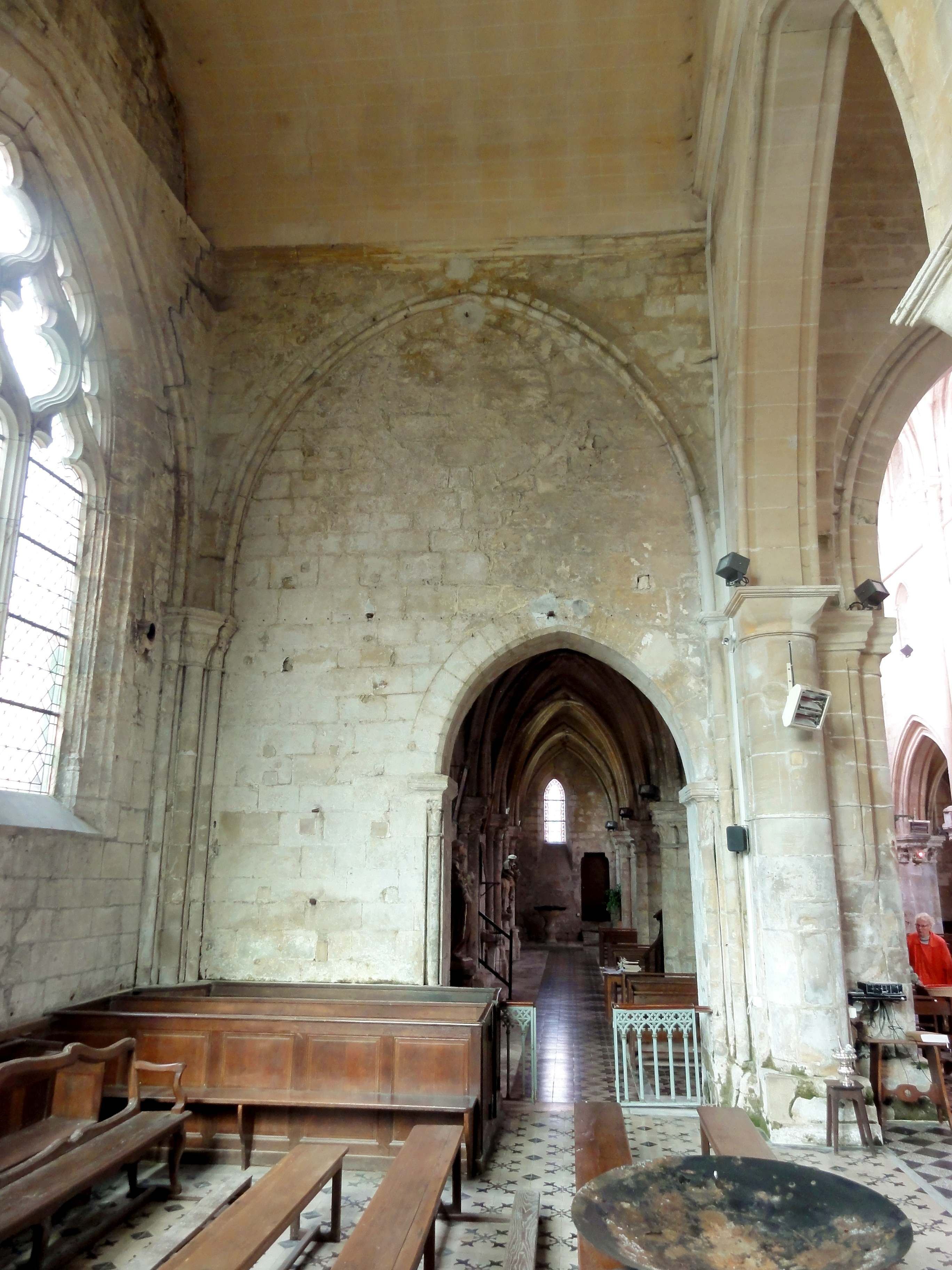
Ancien croisillon sud, vue vers l'ouest.
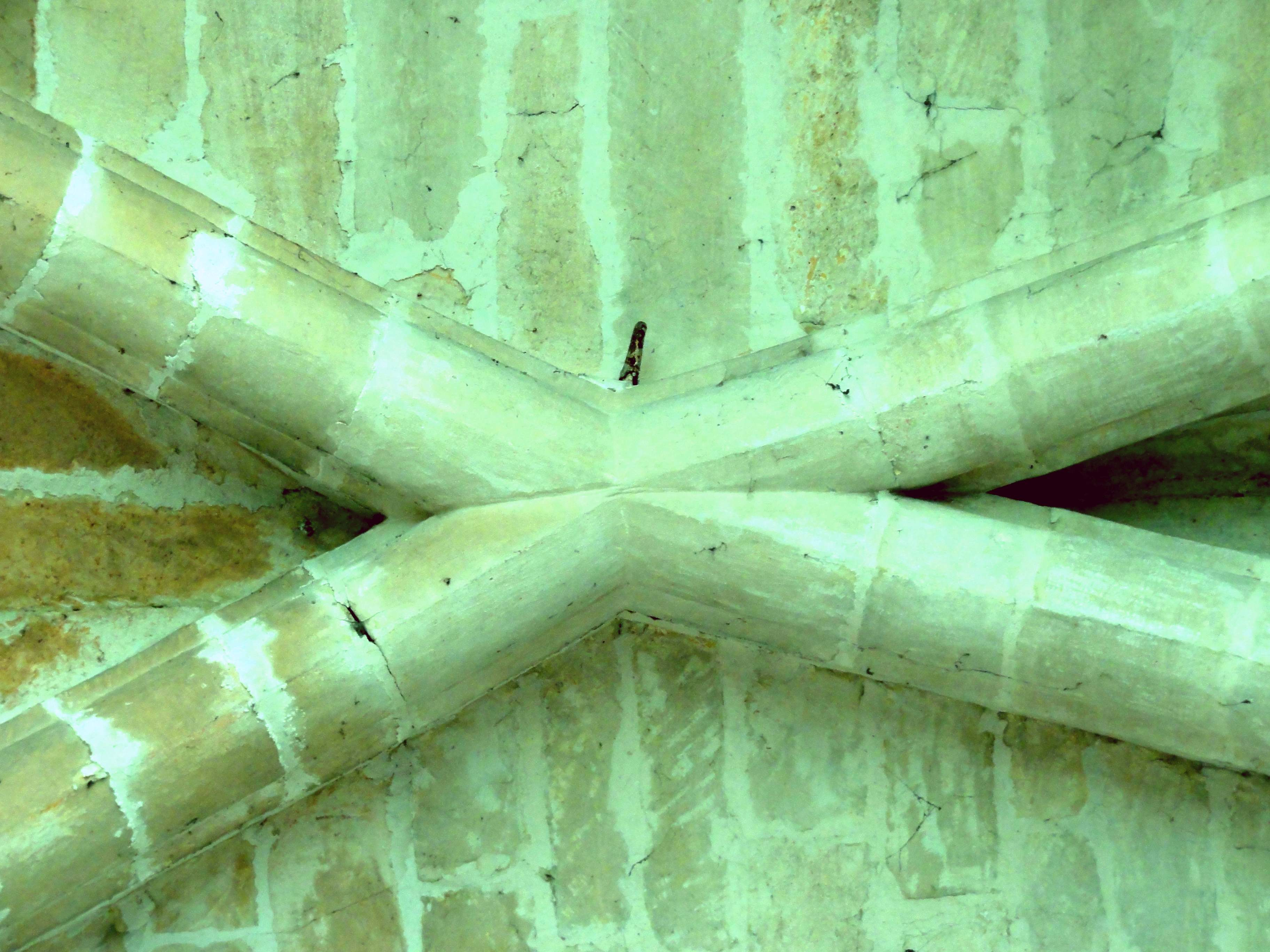
Chapelle latérale nord, clé de voûte.

### Extérieur

#### Façade occidentale et clocher

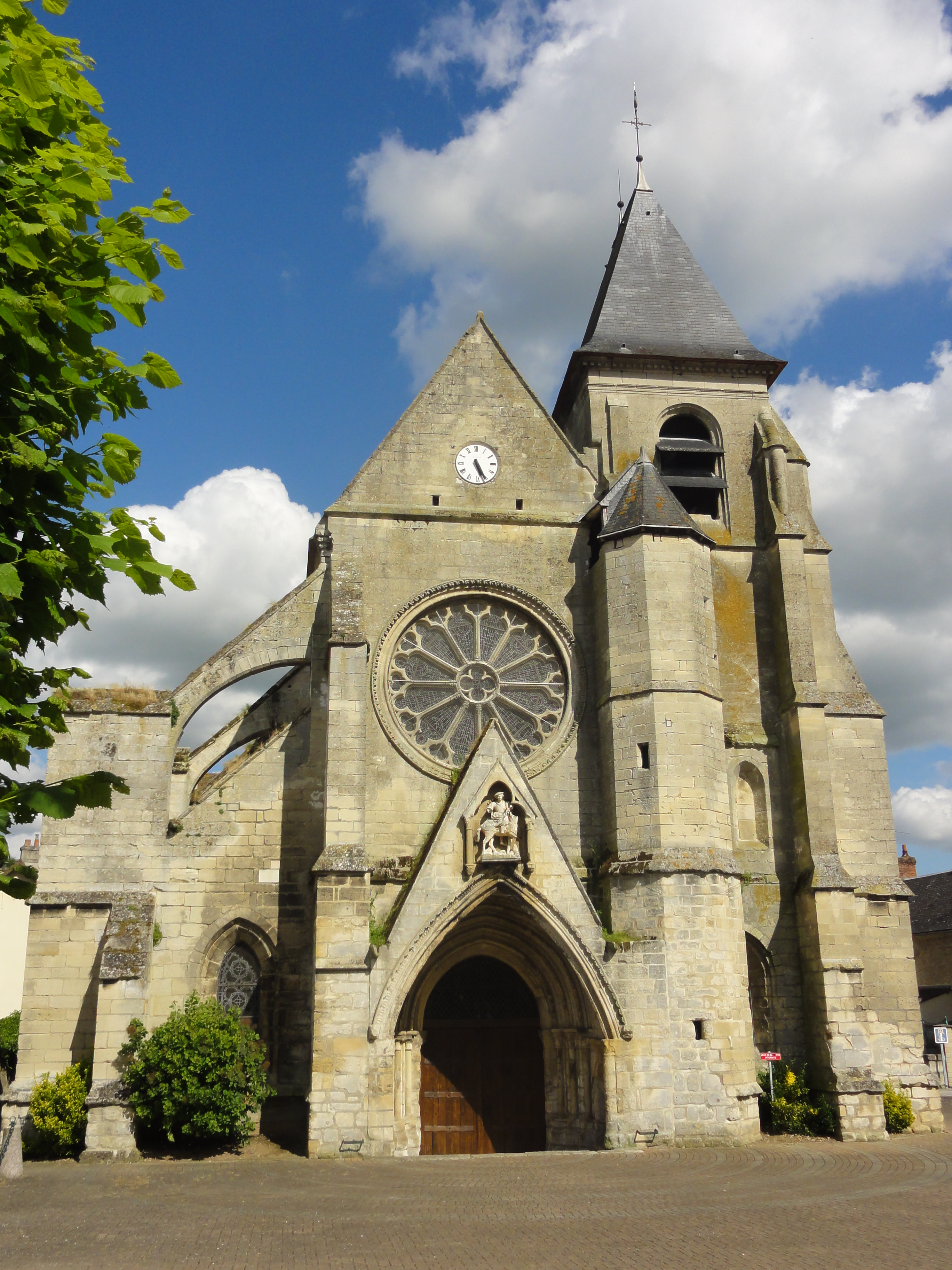
Façade occidentale.

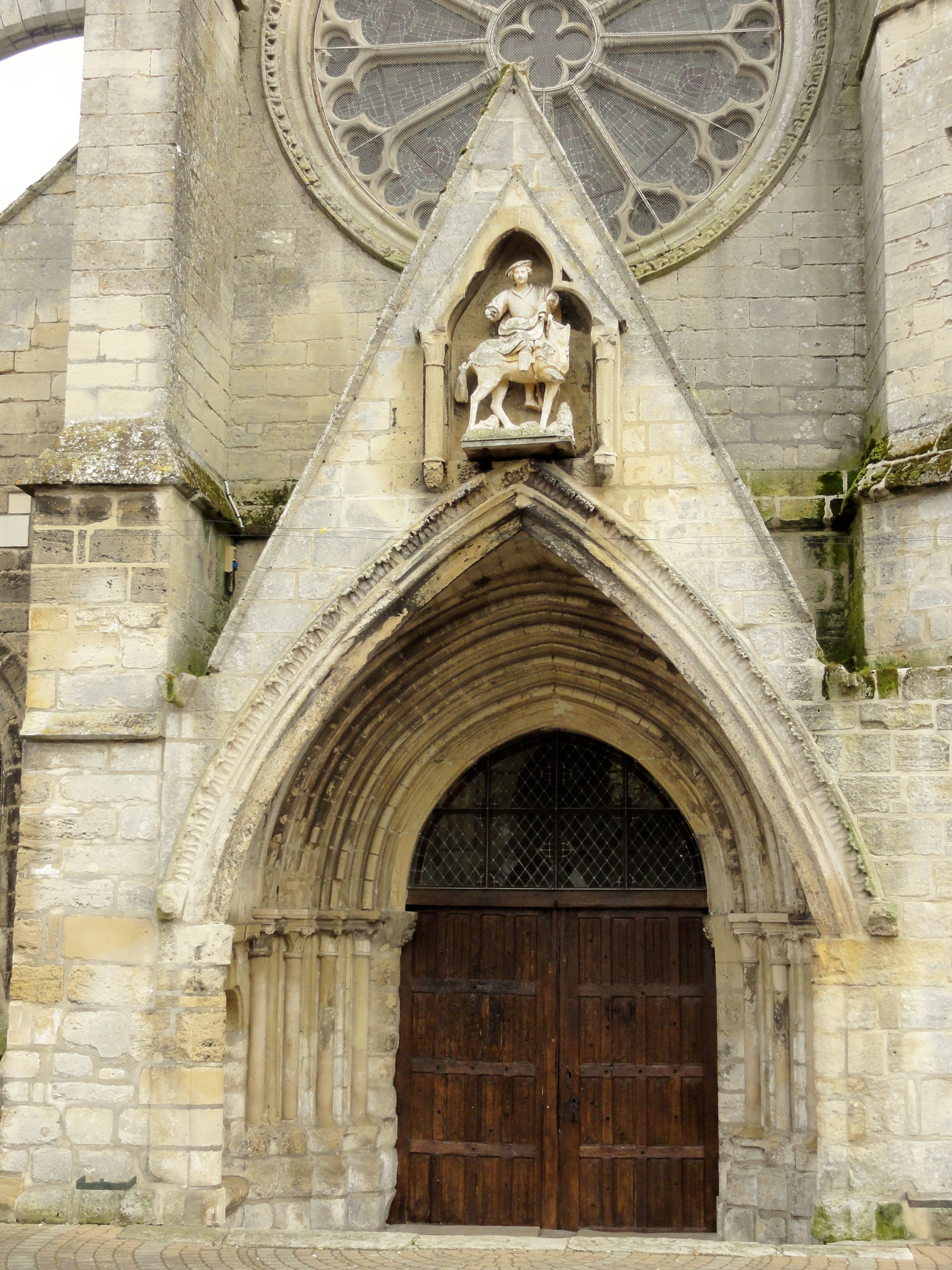
Porche et portail.

La façade occidentale de la nef est assez impressionnante, et d'un style gothique primitif assez pur. Son effet se trouverait amélioré par un clocher à la silhouette moins trapue. La sobriété de l'ensemble est contrebalancée par une grande diversité des formes et volumes. Globalement, l'on peut différencier entre la façade de la nef ; l'avant-corps du portail, apparenté à un porche ; le mur occidental du bas-côté nord ; la tourelle d'escalier octogonale à l'angle sud-ouest de la nef ; et le clocher, qui englobe le mur occidental du bas-côté sud. Tous les murs sont soigneusement appareillés en pierre de taille. Le pignon n'appelle aucune remarque particulière. Il est délimité inférieurement par un bandeau doublement biseauté. La partie supérieure du mur de la nef est ajourée d'une grande rosace. Elle est entourée d'un tore et d'une gorge, ainsi que d'un ruban guilloché. Le remplage, refait au XIXe siècle, comporte douze festons trilobées disposés autour d'un quadrilobe central, qui est inscrit dans un cercle. Les écoinçons entre les têtes trilobées renferment des trilobes. Vers 1840, Louis Graves observe que les rayons sont figurés en colonnettes, ce qui n'est plus le cas à proprement parler, et le réseau actuel paraît d'inspiration flamboyante par la forme des têtes trilobées (un lobe central très fermé et deux lobes latéraux seulement esquissés par un quart-de-cercle).
Le gâble très aigu du portail fait saillie devant la rosace, sans l'obturer. Il n'abrite pas seulement le portail proprement dit, mais également un porche de faible profondeur, ce qui est l'un des rares exemples d'un porche du XIIIe siècle attestés dans la région. En haut, le gâble arbore un édicule formé par deux colonnettes à chapiteaux supportant une arcature trilobée ouverte dans un fronton triangulaire. Une réplique en plâtre de la Charité de Saint-Martin déposée dans le bas-côté sud y est exposée. La réplique montre les mêmes manques que la sculpture originale avant sa restauration (mains de saint Martin et tête du cheval). L'arc Tudor sous le gâble adopte le même tracé que les deux grandes arcades au sud du chœur. Elle est surmontée d'une frise de crochets, et repose sur deux colonnettes à chapiteaux très érodés, qui ont perdu leurs tailloirs. L'arcade a donc dû être refaite. Le porche est voûté en berceau brisé. Il offre un petit banc de pierre de chaque côté, qui est surmonté d'une arcature trilobée, comme sur l'édicule protégeant la Charité de Saint-Martin. Le portail s'ouvre sous une quadruple archivolte en tiers-point. Chaque voussure est moulurée d'un tore et d'une gorge, et retombe sur deux colonnettes à chapiteaux logées dans des angles rentrants du mur de la nef. « Pour aider à ce qu'on appelle les pompes funèbres », dit Eugène Müller, « le mauvais goût s'est exercé sur cette ordonnance d'un noble caractère », et le trumeau, le linteau et le tympan ont été supprimés. Le tympan a été remplacé par un vitrail. Les corbeaux ayant jadis soutenu le tympan subsistent seuls, et sont sculptés de têtes et de feuillages,,.
À droite, le porche fait corps avec la tourelle d'escalier, qui est aussi élevée que les murs gouttereaux de la nef. À gauche, le contrefort occidental de la nef est accolé au porche. Il est scandé par un petit larmier au niveau de la retombée du gâble, ainsi que par un larmier présent sur les trois faces à mi-hauteur. Ce même larmier apparaît également sur les élévations latérales, la tourelle d'escalier, et les contreforts d'angle du clocher, dont l'un montre aussi le petit larmier. Le contrefort s'amortit par un glacis formant larmier. La lancette qui éclaire le bas-côté nord est entourée d'un double ressaut chanfreiné. Le demi-pignon du bas-côté est dominé par un arc-boutant à simple volée. Établie dans le prolongement du premier contrefort septentrional du bas-côté nord, sa culée est coiffée d'un chaperon en bâtière, et munie d'une petite gargouille. Le contrefort occidental du bas-côté présente une retraite par un larmier après les premières assises, caractéristique partagé par les élévations latérales, et s'amortit par un glacis formant larmier. Il est encore bien visible que le clocher englobe un arc-boutant analogue. Ses contreforts ont été conçus sans rupture de style. Une baie bouchée en arc brisé, fortement ébrasée, existe au niveau du premier étage, qui correspond aux combles du bas-côté sud. Selon Maryse Bideault et Claudine Lautier, elle provient d'une structure plus ancienne, dont la finalité reste à déterminer. L'étage suivant est aveugle. L'étage de beffroi est d'un style éclectique, avec un pilastre plat à gauche, et des demi-colonnettes engagées dans les contreforts d'angle sud-ouest et sud-est et leurs glacis. L'on relève une baie abat-son en plein cintre à l'ouest et à l'est, mais deux au sud. La corniche est formée par un entablement ébauché avec un rang de denticules. Le toit à la hache est couvert d'ardoise,,.

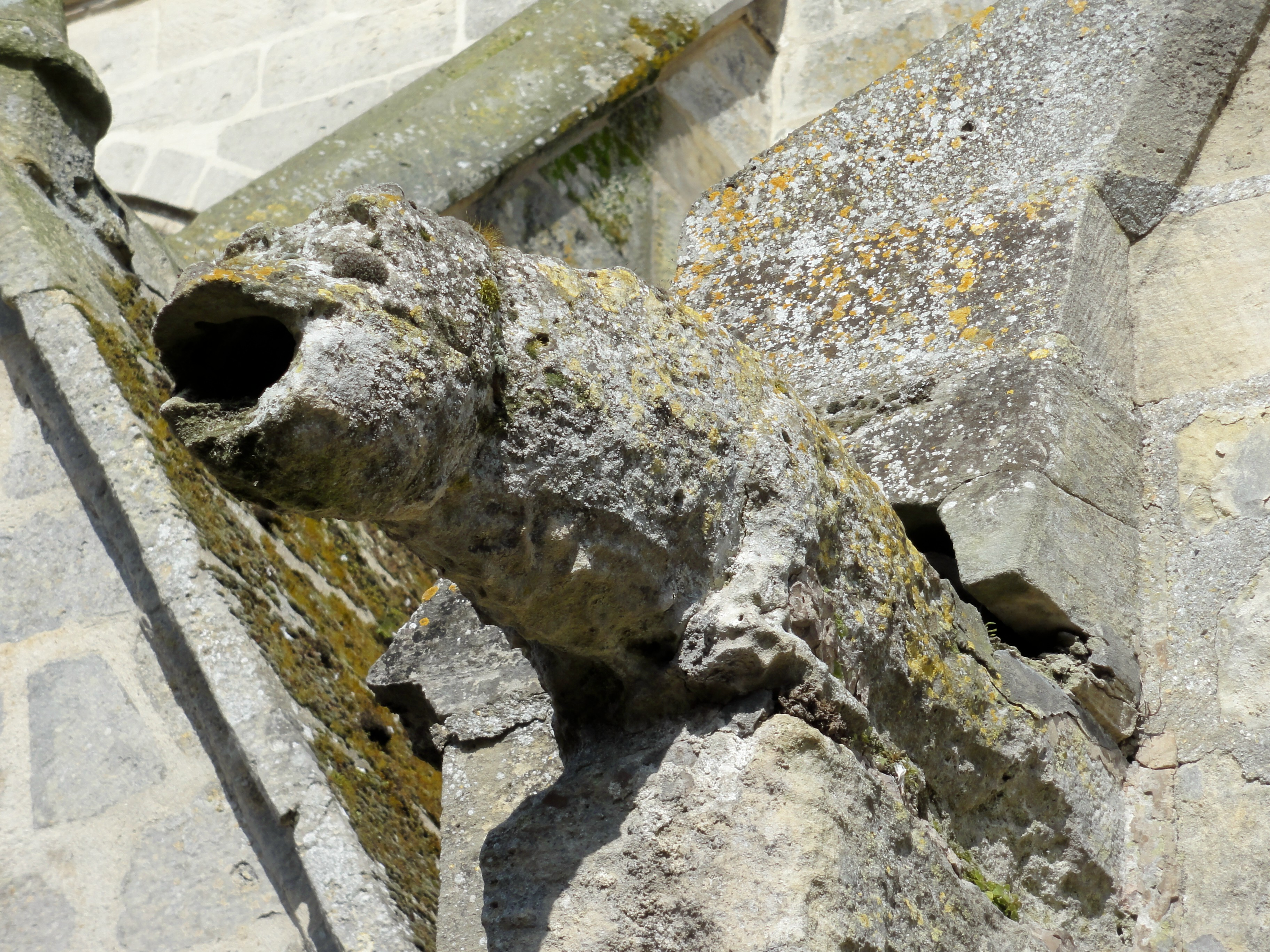
Gargouille (au sud).
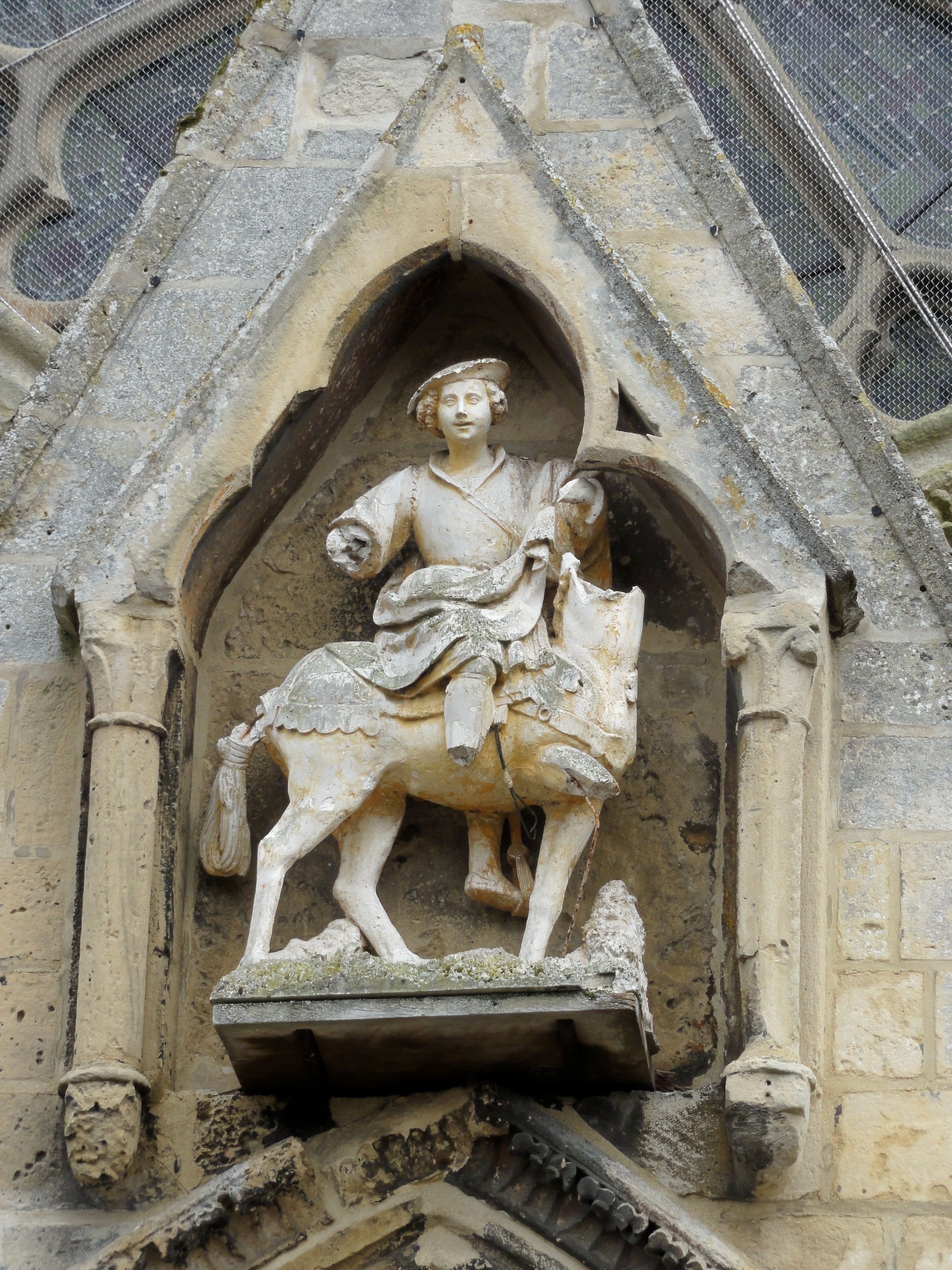
Charité de Saint-Martin.
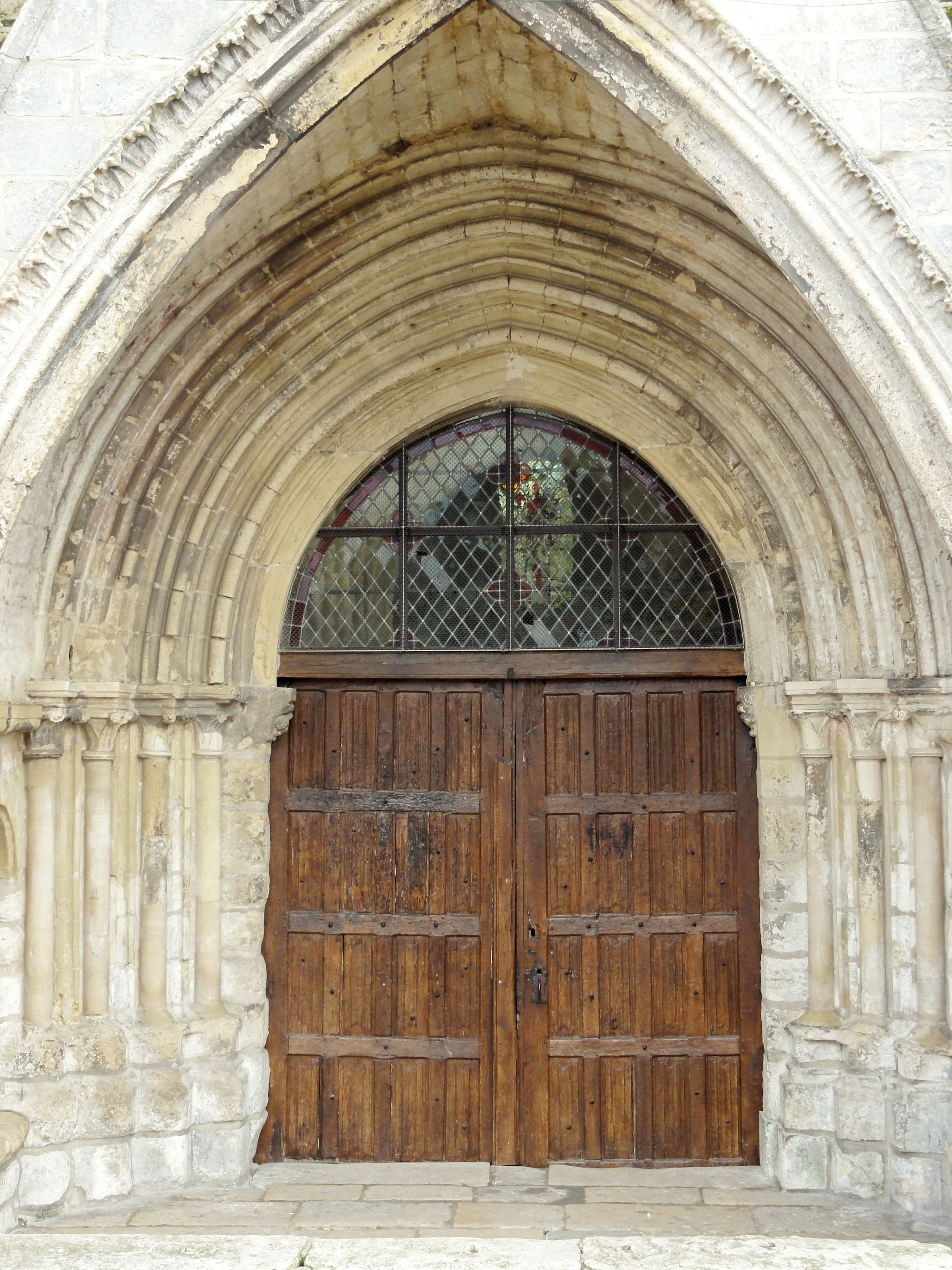
Portail occidental.
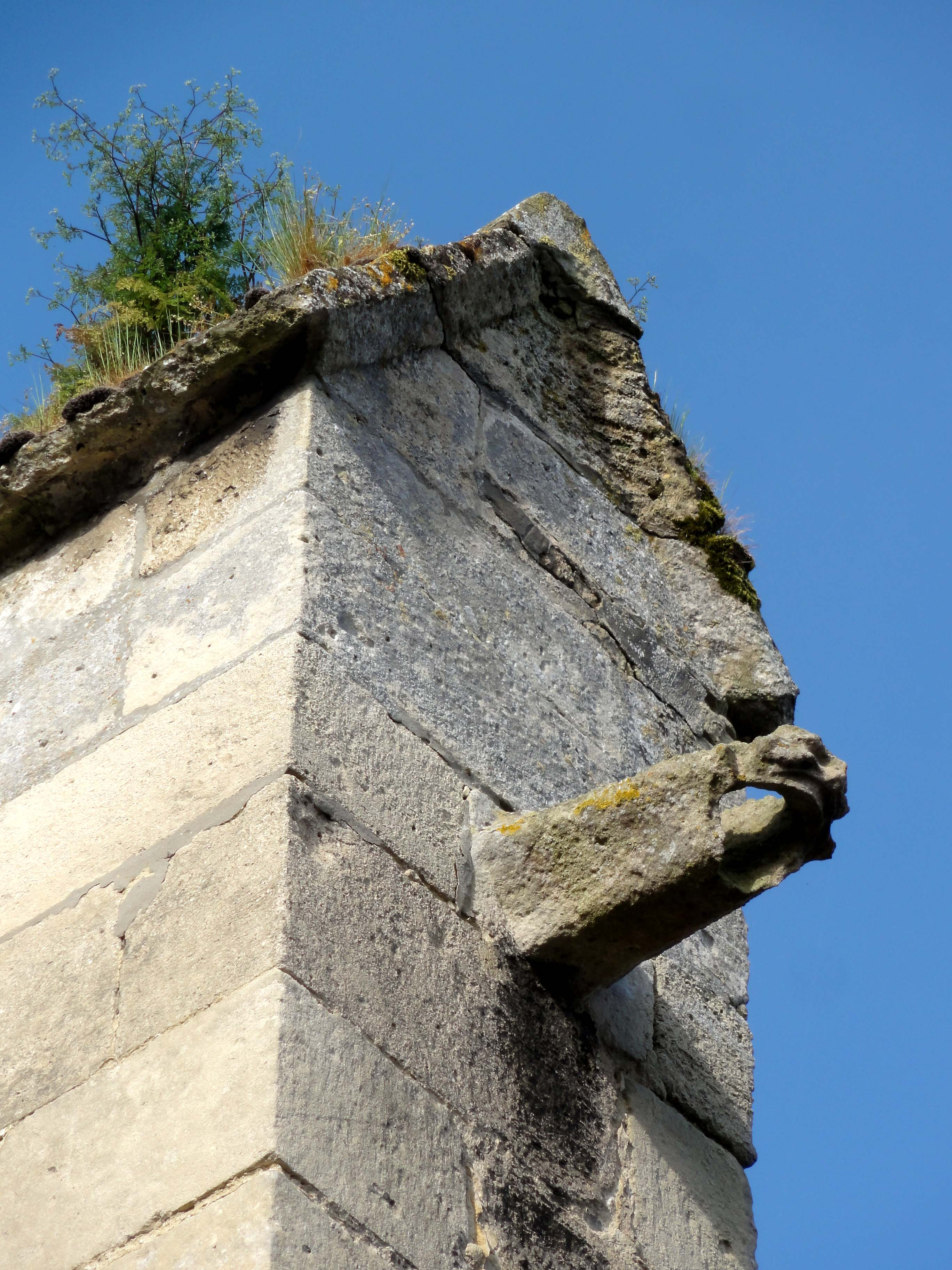
Culée d'arc-boutant.
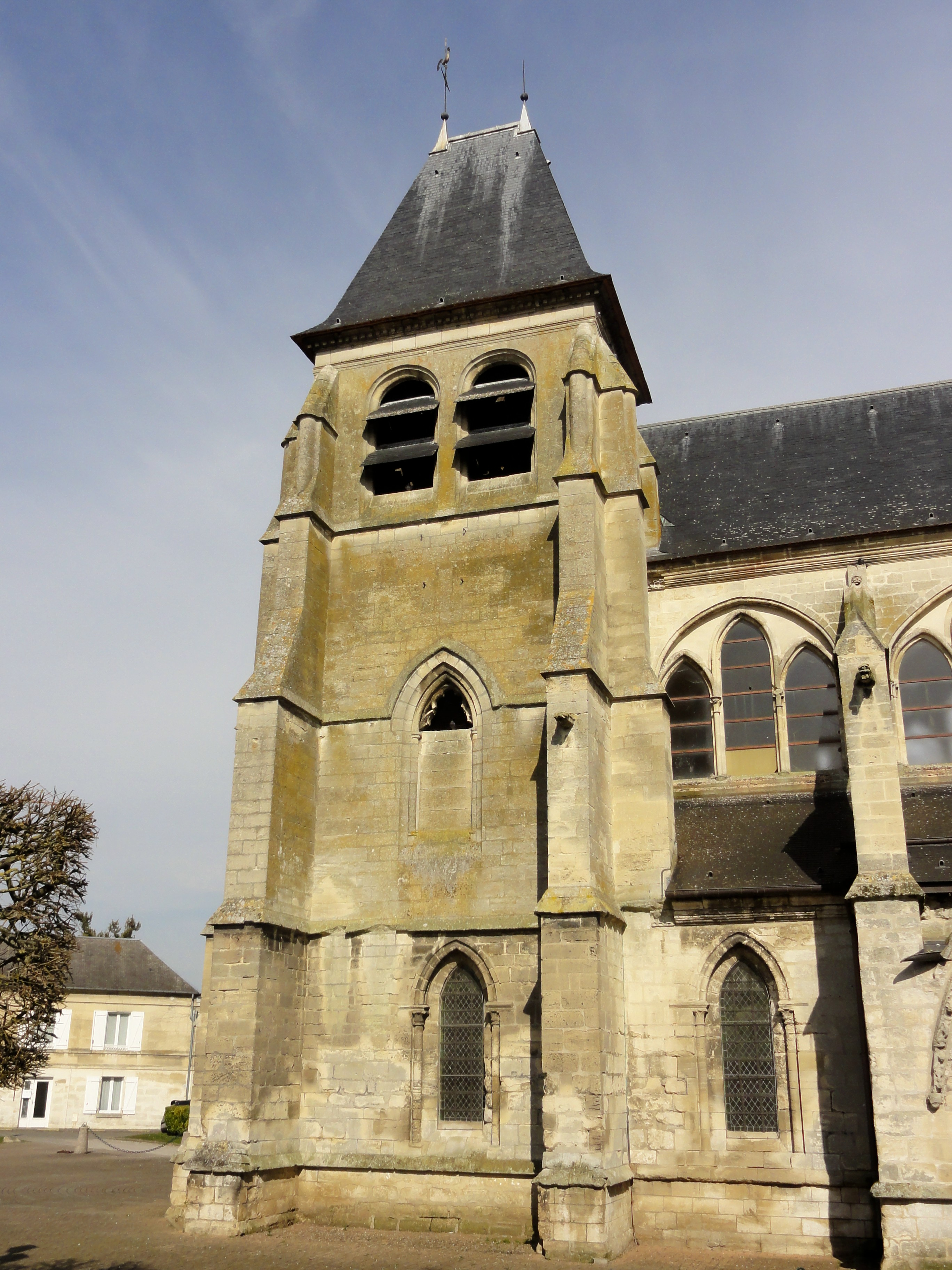
Clocher, côté sud.
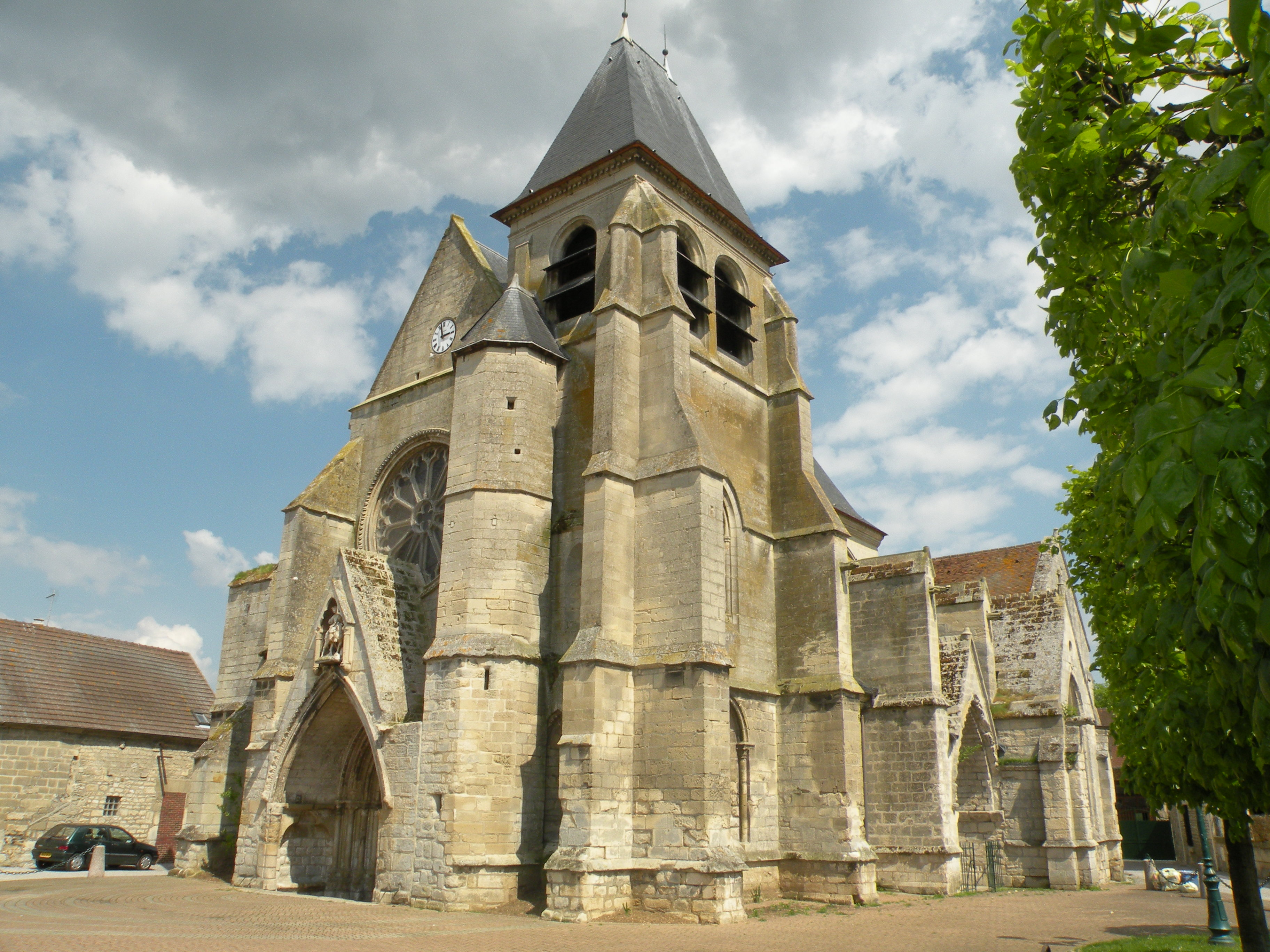
Vue depuis le sud-ouest.

#### Élévations latérales de la nef et des bas-côtés

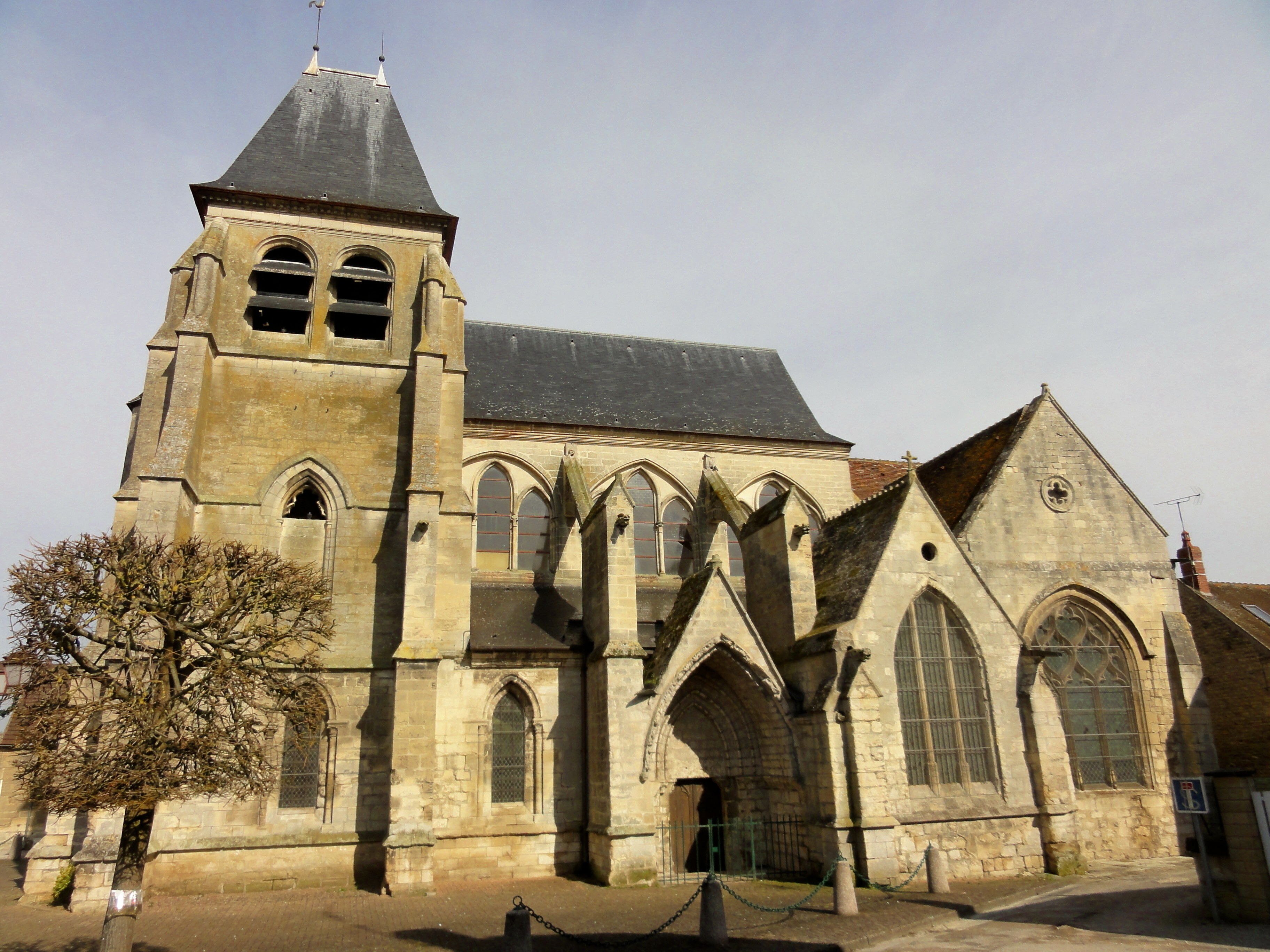
Vue depuis le sud.

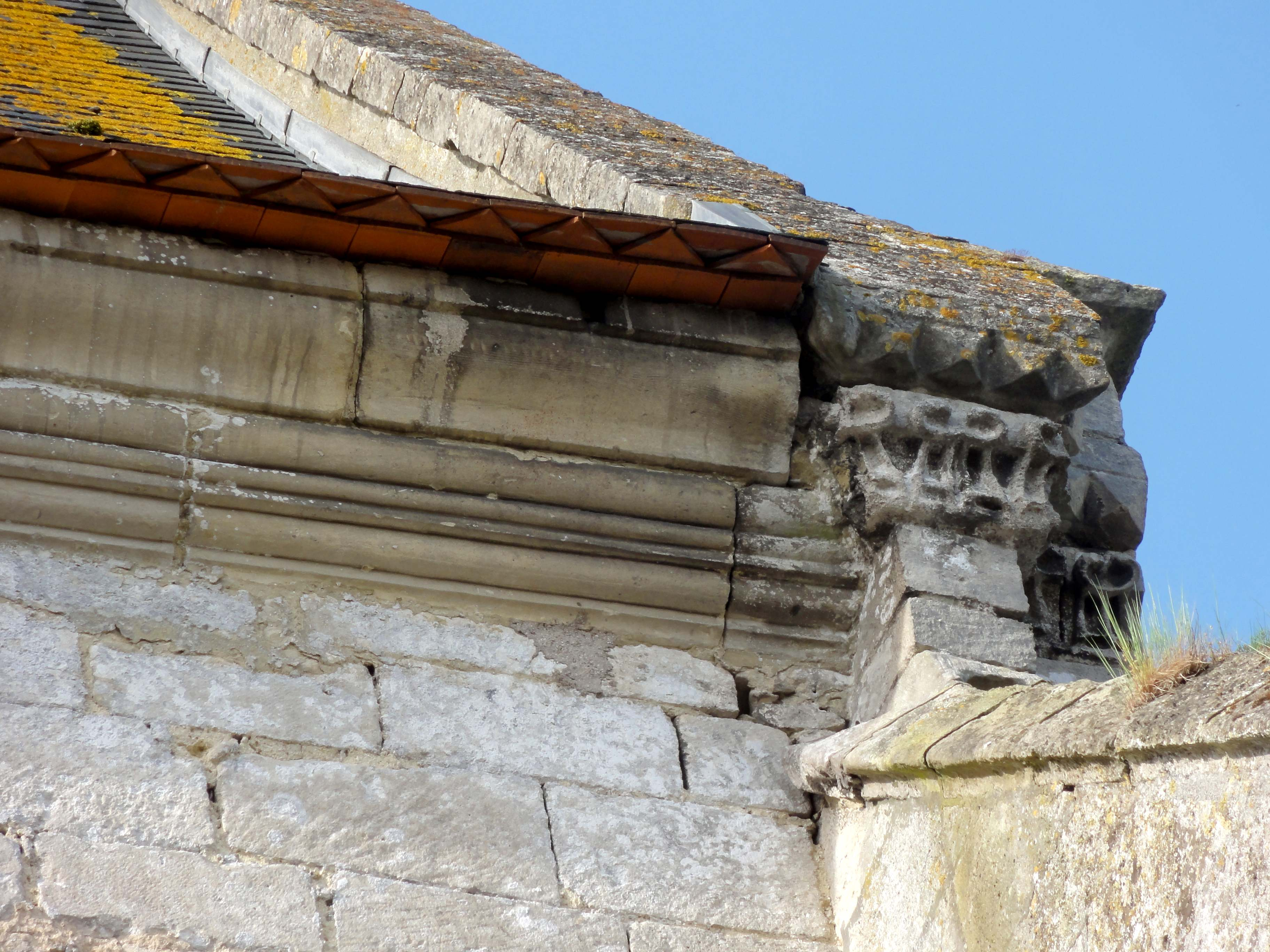
Corniche de la 1re travée de la nef, côté nord.

Les murs gouttereaux de la nef se terminent par une corniche moulurée, qui n'est pas antérieure au XVIe siècle. La corniche primitive ne subsiste qu'au tout début du mur gouttereau nord, à droite de l'arc-boutant : elle comporte un rang de grandes têtes de clous, et un rang de crochets ou de feuilles entablées, de la même facture que celles qui entourent l'arc du porche du portail occidental. Les arcs-boutants rejoignent les murs gouttereaux deux assises en dessous de la corniche. Sous la volée des arcs-boutants, il n'y a pas de contreforts à l'intersection entre deux travées, mais au-dessus des arcs-boutants, l'on trouve de courts contreforts de section carrée, dont le premier au nord est encore couronné d'une sorte de chapiteau (en fait une portion de frise de crochets) et de cinq têtes de clous. Ailleurs, cette disposition a disparu. Un orifice dans les contreforts alimente les chéneaux des arcs-boutants ; apparemment, il s'agissait d'évacuer les eaux pluviales s'étant infiltrées dans les combles. Les fenêtres hautes prennent appui sur un bandeau, qui délimite en même temps les toits en appentis des bois-côtés. La décoration des fenêtres est identique à l'intérieur de la nef. Les trois lancettes des triplets s'inscrivent sous une archivolte torique retombant sur des colonnettes à chapiteaux, qui correspond à l'arc formeret à l'intérieur.
Les contreforts des bas-côtés sont très saillants, et supportent les culées des arcs-boutants. La scansion horizontale est apportée par un larmier après les premières assises, et un larmier au niveau du sommet des murs des bas-côtés, et le couronnement est formé par un chaperon en bâtière terminé en croupes. Les gargouilles sont de petites dimensions, et seulement l'extrémité est sculptée d'une tête de monstre. Le deuxième contrefort au sud du clocher conserve sa gargouille. Il n'y a donc, primitivement, pas eu de clocher à cet emplacement, comme le montrent aussi les traces d'un arc-boutant en façade. Cependant, la fenêtre occidentale du premier étage est déjà ancienne. La fenêtre méridionale entame le second étage, et le bandeau séparant les deux étages s'infléchit au-dessus de cette fenêtre. Elle est entourée d'une gorge, et munie d'une archivolte torique reposant sur deux colonnettes simplement baguées, sans chapiteaux. Jusqu'à ces bagues, la baie est bouchée, mais au-delà, subsistent les restes d'un remplage de deux lancettes trilobées surmontées d'un quadrilobe. Cette fenêtre pourrait expliquer la datation du clocher du XVe siècle par Maryse Bideault et Claudine Lautier. Les fenêtres des bas-côtés sont nettement différentes, et contrairement à l'intérieur, leur ébrasement est entourée d'une archivolte torique, qui repose sur deux colonnettes aux chapiteaux de crochets.
La profondeur du porche devant le portail de la troisième travée est commandée par la saillie des contreforts. Il possède également un gâble très aigu, dont l'arc suit un tracé en tiers-point analogue au tracé de la triple archivolte (alors que l'on trouve un arc Tudor sur le porche occidental). L'arc est surmonté d'un cordon de feuilles frisées et bien fouillées, qui indique la période flamboyante. Il retombe à gauche sur une tête sculptée, très érodée. À l'intérieur, la voûte en berceau brisé retombe sur des impostes sculptés de crochets, qui prolongent latéralement la sculpture des chapiteaux. Deux des six chapiteaux du portail manquent à ce jour, et plus aucune colonnette n'est en place. En revanche, le portail très étroit conserve son linteau monolithique et son tympan, qui est simplement appareillé. À droite du portail, la chapelle servant de sacristie se distingue par son pignon aigu et son toit en bâtière couvert de dalles de pierre, comme les parties orientales de Montataire, Rousseloy et Saint-Vaast-lès-Mello. Les angles sont flanqués de contreforts peu saillants, qui sont couronnés de chaperons en bâtière, complétés par des gargouilles côté sud. Le remplage de la vaste fenêtre se résume à deux meneaux verticaux. La limite des allèges est soulignée par un larmier, qui est également présent sur les contreforts. Selon Maryse Bideault et Claudine Lautier, la chapelle est un ajout du XVIe siècle.

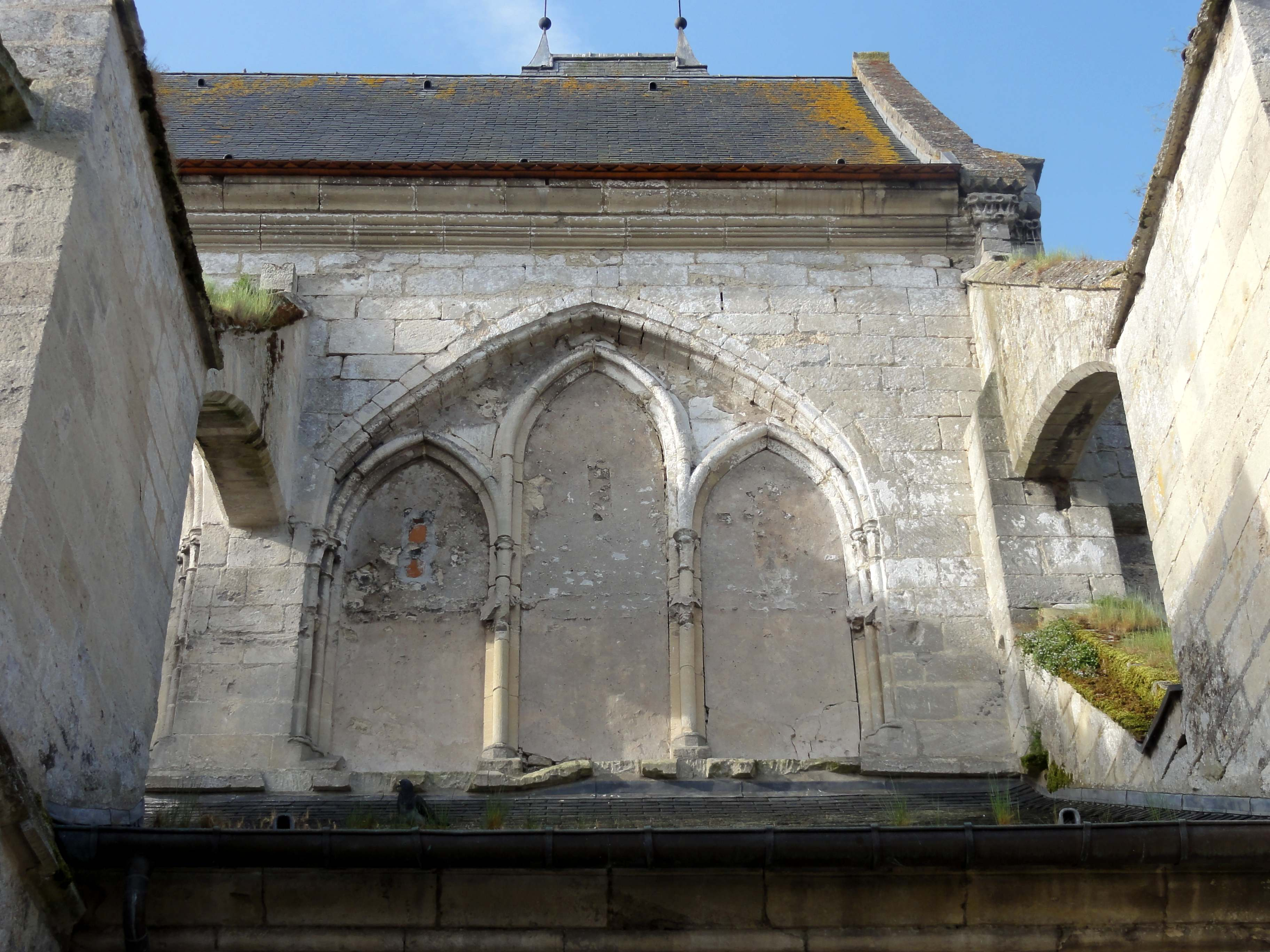
Nef, 1re fenêtre haute côté nord.
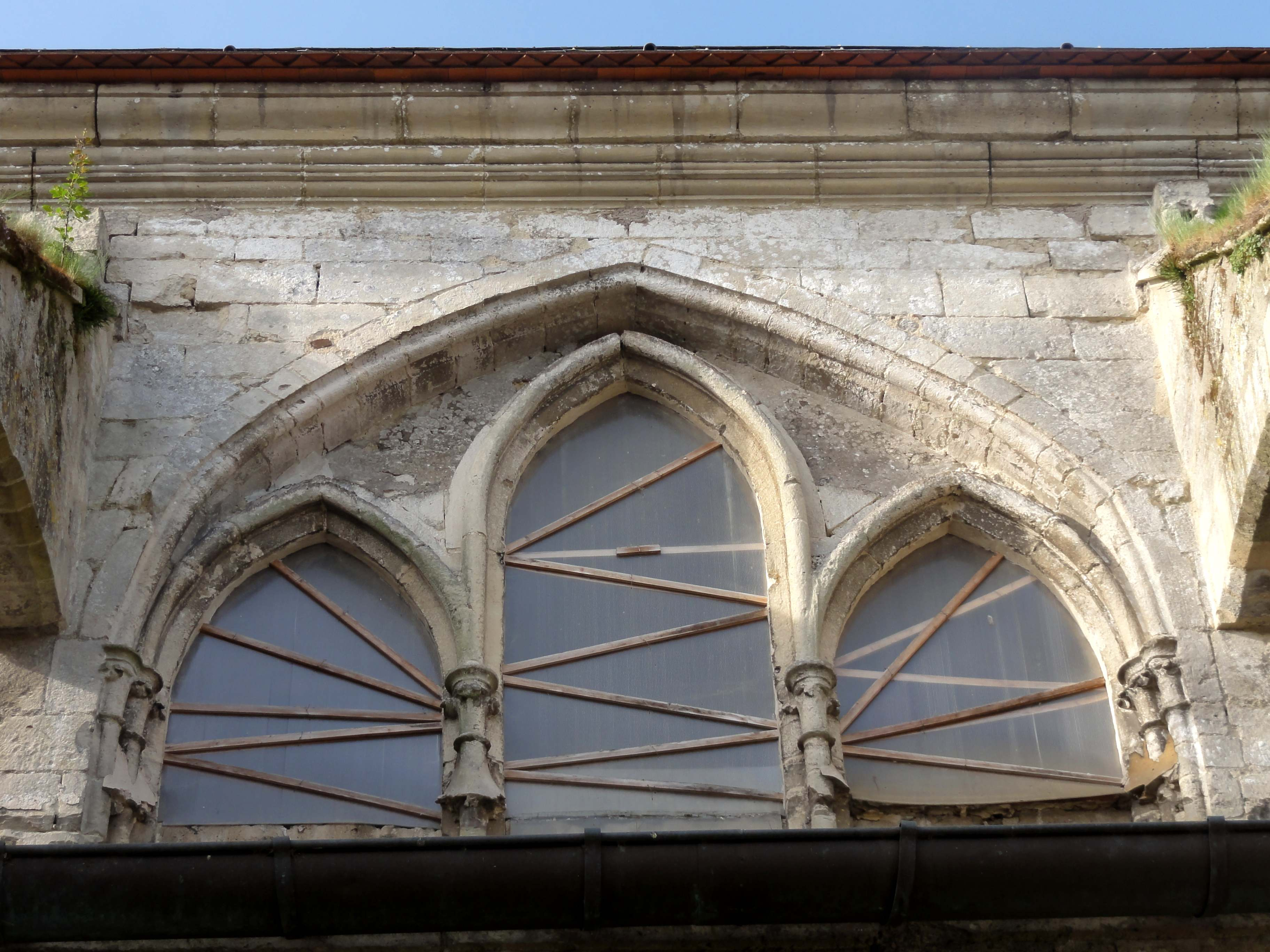
Nef, 3e fenêtre haute côté nord.
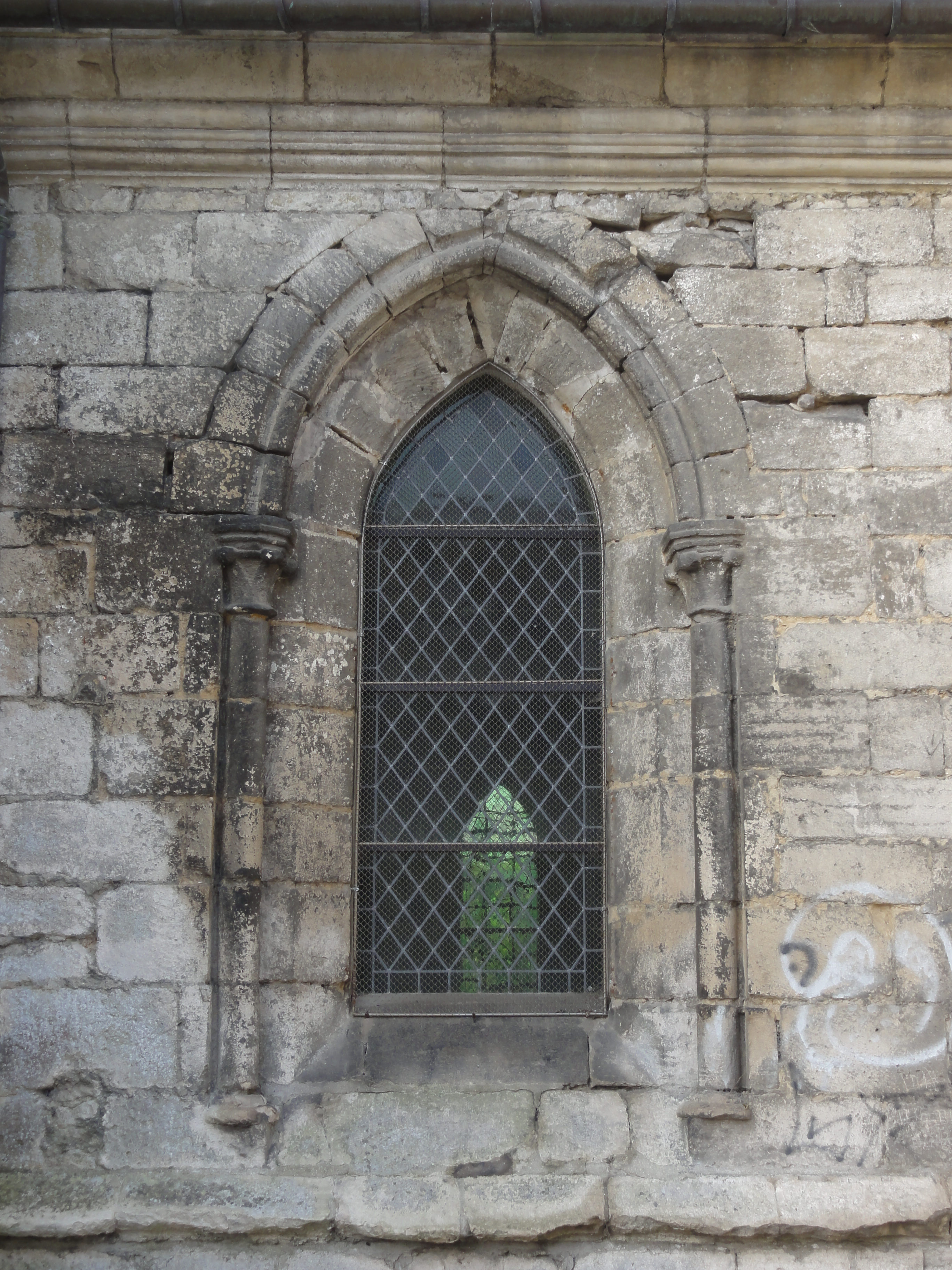
Bas-côté nord, 1re fenêtre.
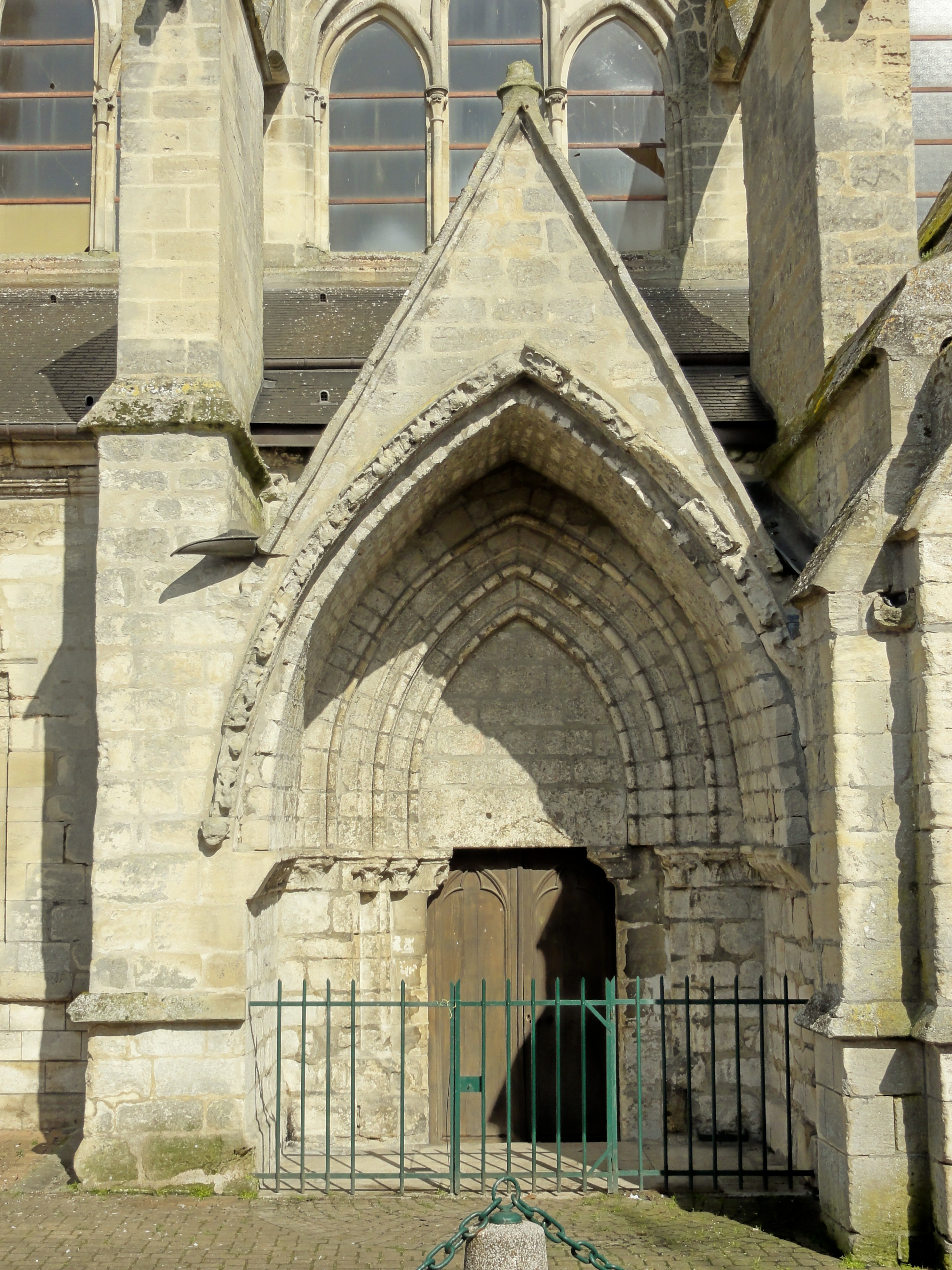
Porche et portail sud.
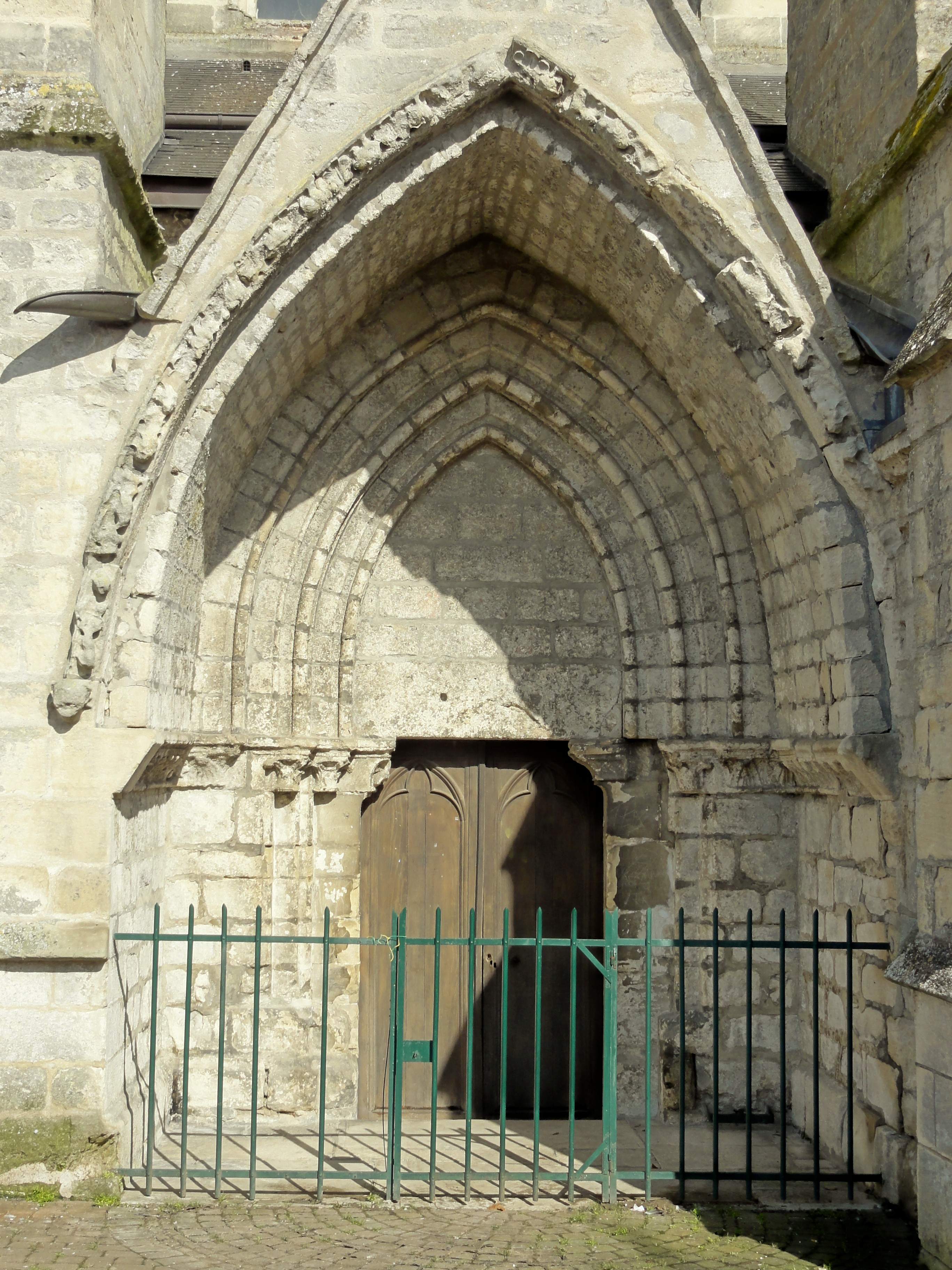
Portail sud.
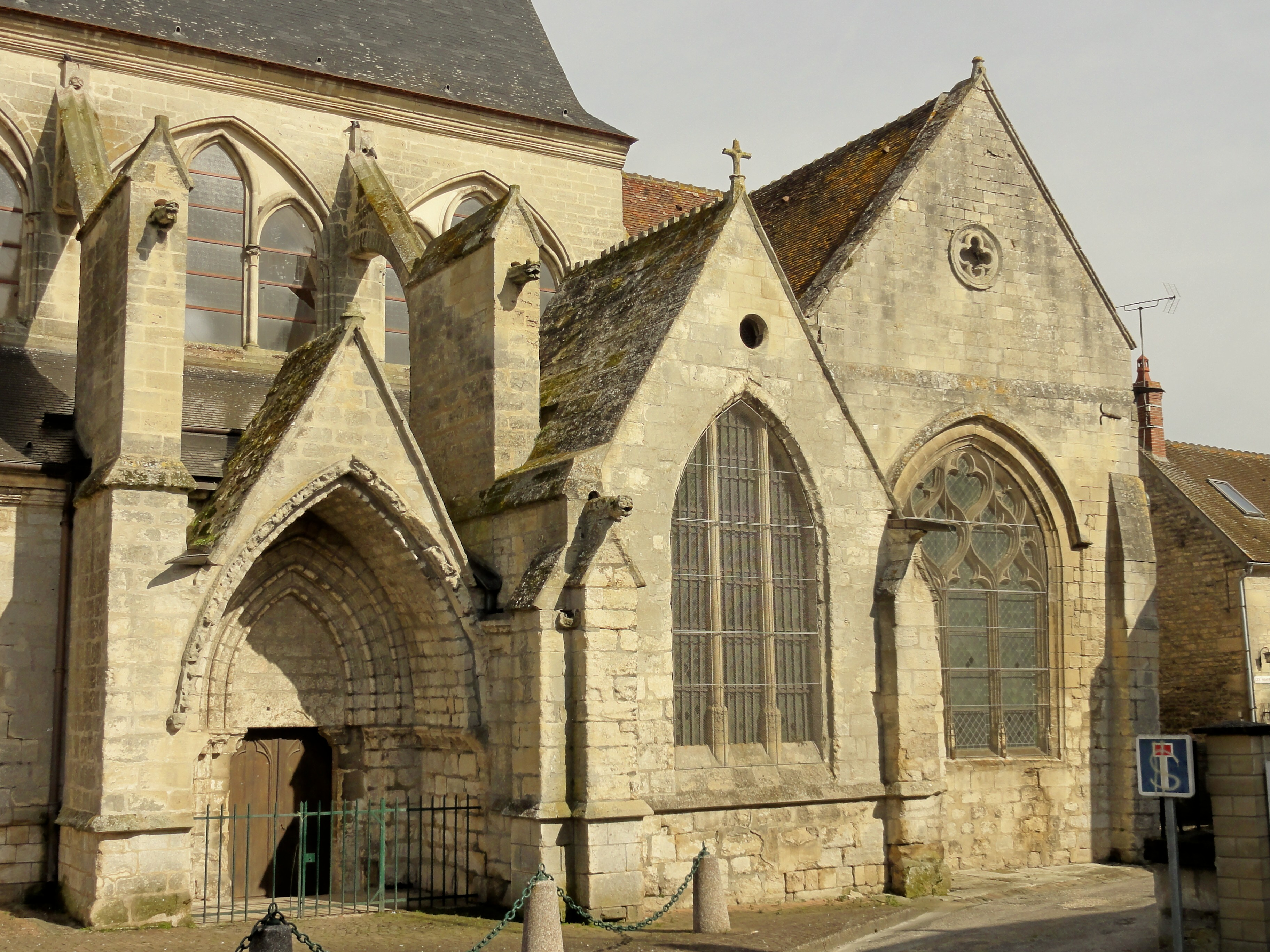
Portail sud, sacristie et croisillon.

#### Parties orientales

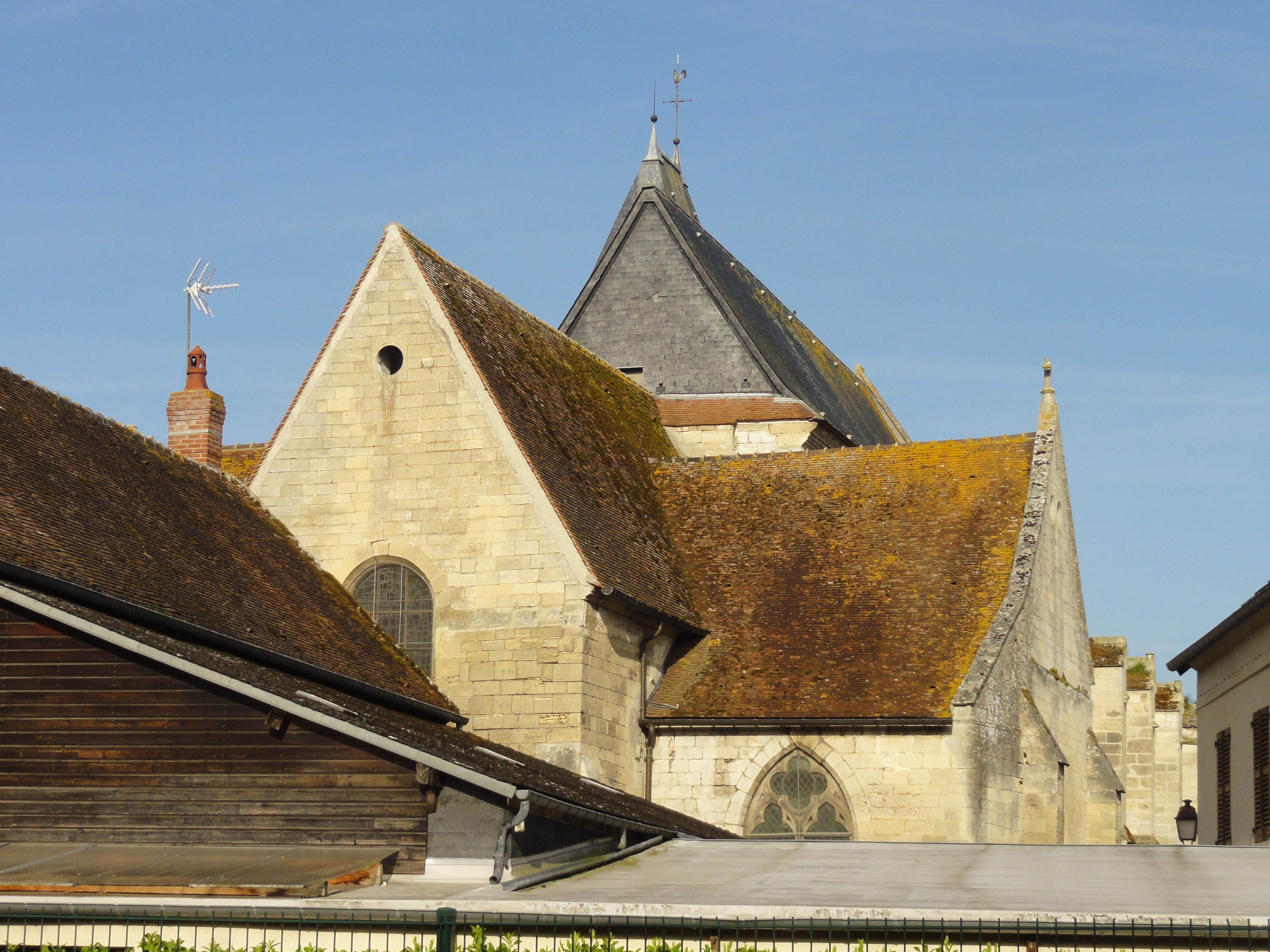
Vue depuis la rue des Usines.

Comme le donne à penser le plan irrégulier des chapelles, les parties orientales ont toujours été peu exposées à la vue, ce qui explique sans doute leur extrême sobriété. Les remaniements à répétition leur confèrent en outre un caractère hétérogène. Le pignon de l'ancien croisillon nord est encore sommé d'une croix en antéfixe. En bas du pignon, le mur se retraite par un fruit. Cette particularité ne s'observe pas sur le mur septentrional de la chapelle latérale nord, dont le demi-pignon forme corps avec le pignon du croisillon. En revanche, les deux travées présentent une retraite par un fruit à la limite des allèges. Le croisillon est épaulé, du côté nord, par deux contreforts. Ils se retraitent deux fois grâce à un fruit, et s'amortissent par un glacis formant larmier. Bien que voûtée d'ogives dès le départ, la chapelle est dépourvue de contreforts. Le croisillon et la chapelle sont éclairées par le même type de fenêtre flamboyante, avec des réseaux refaits en 1937.
L'angle nord-est du chœur est flanqué de deux contreforts orthogonaux, assez plats et d'une facture archaïque, qui évoque la fin de la période romane. Ces contreforts se retraitent une fois par un fruit, et s'achèvent par un long glacis pentu, sans larmier. Il n'y a apparemment pas d'autres éléments d'origine. À l'angle sud-est, un massif de maçonnerie remplace les contreforts. La corniche moulurée est moderne, et la baie du chevet, sans mouluration ni remplage, l'est également. Au nord, une rupture dans l'appareil indique la porte bouchée, qui se devine également à l'intérieur du chœur. Quant à la chapelle latérale sud, ses deux murs obliques sont sans caractère, et la fenêtre au remplage de trois formes en plein cintre est de la seconde moitié du XVIe siècle au plus tôt. L'antéfixe du pignon de l'ancien croisillon sud est mutilée, comme celle de la nef, mais l'on y observe un autre élément intéressant, à savoir un oculus sous la forme d'un quadrilobe entouré d'un cercle. Deux assises sous le pignon, le mur se retraite par un fruit, et l'angle sud-est est flanqué des mêmes contreforts plats que l'angle nord-est du chœur. La grande baie flamboyante de l'ancien croisillon sud est surmontée d'un bandeau mouluré, et entourée de moulures prismatiques, ce qui n'est pas le cas des baies pseudo-flamboyantes au nord. L'on note que le porche méridional, la sacristie et l'ancien croisillon sud donnent une enfilade de trois gâbles ou pignons, qui augmentent en hauteur de la gauche vers la droite, ce qui est d'un effet pittoresque.

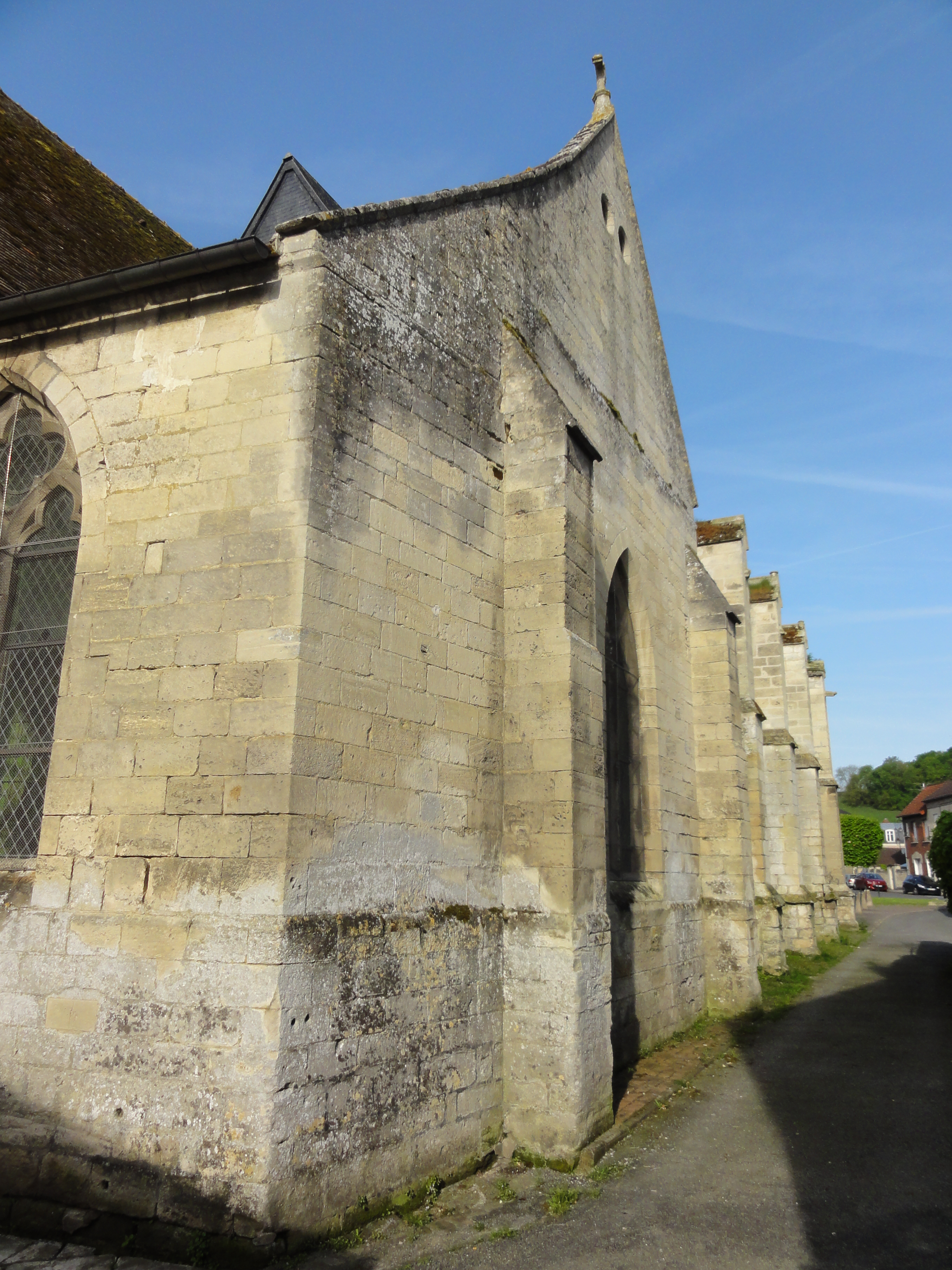
Chapelle latérale nord, angle nord-est.
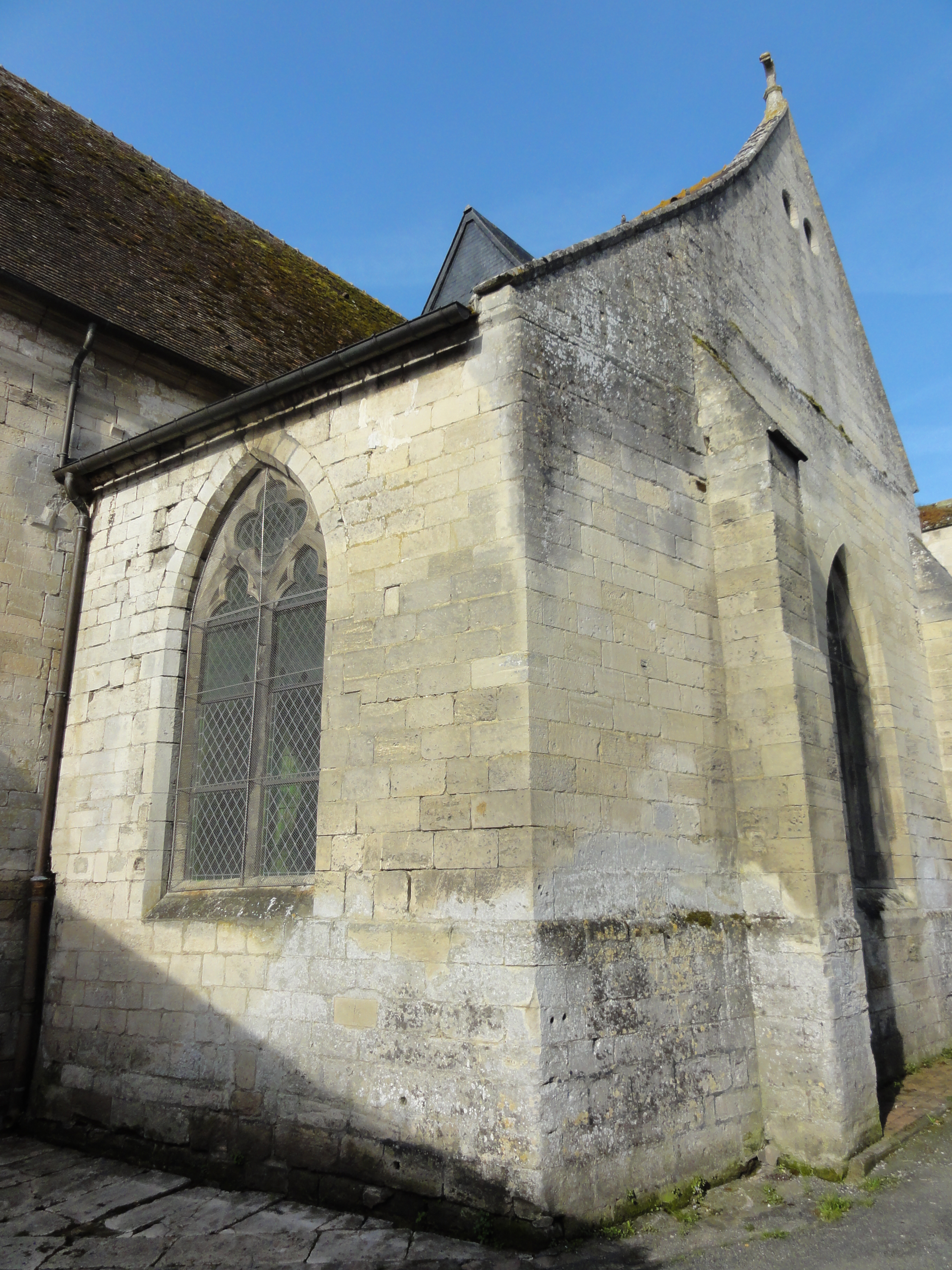
Chapelle et croisillon nord.
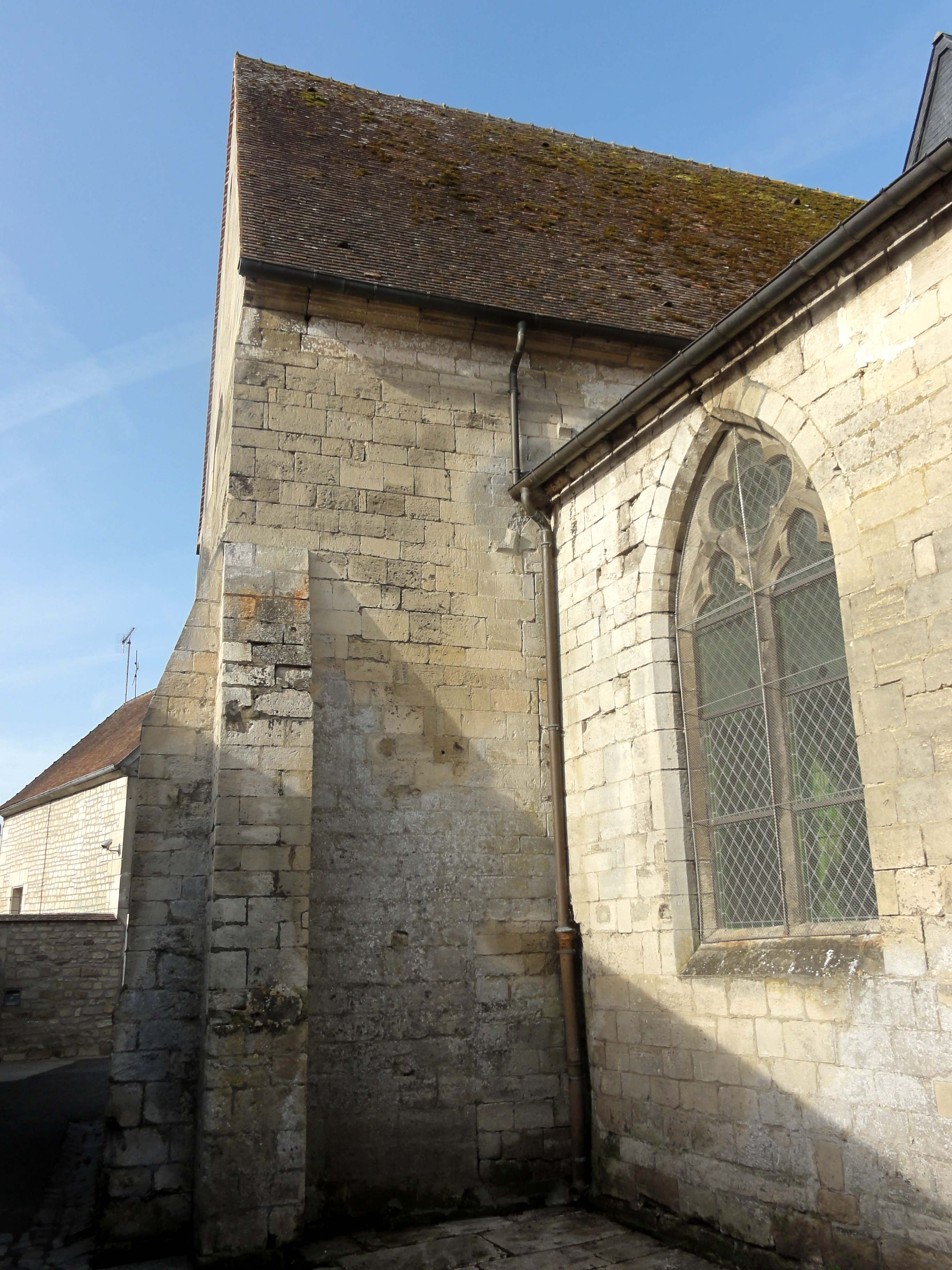
Chœur, élévation nord et chevet de la chapelle.
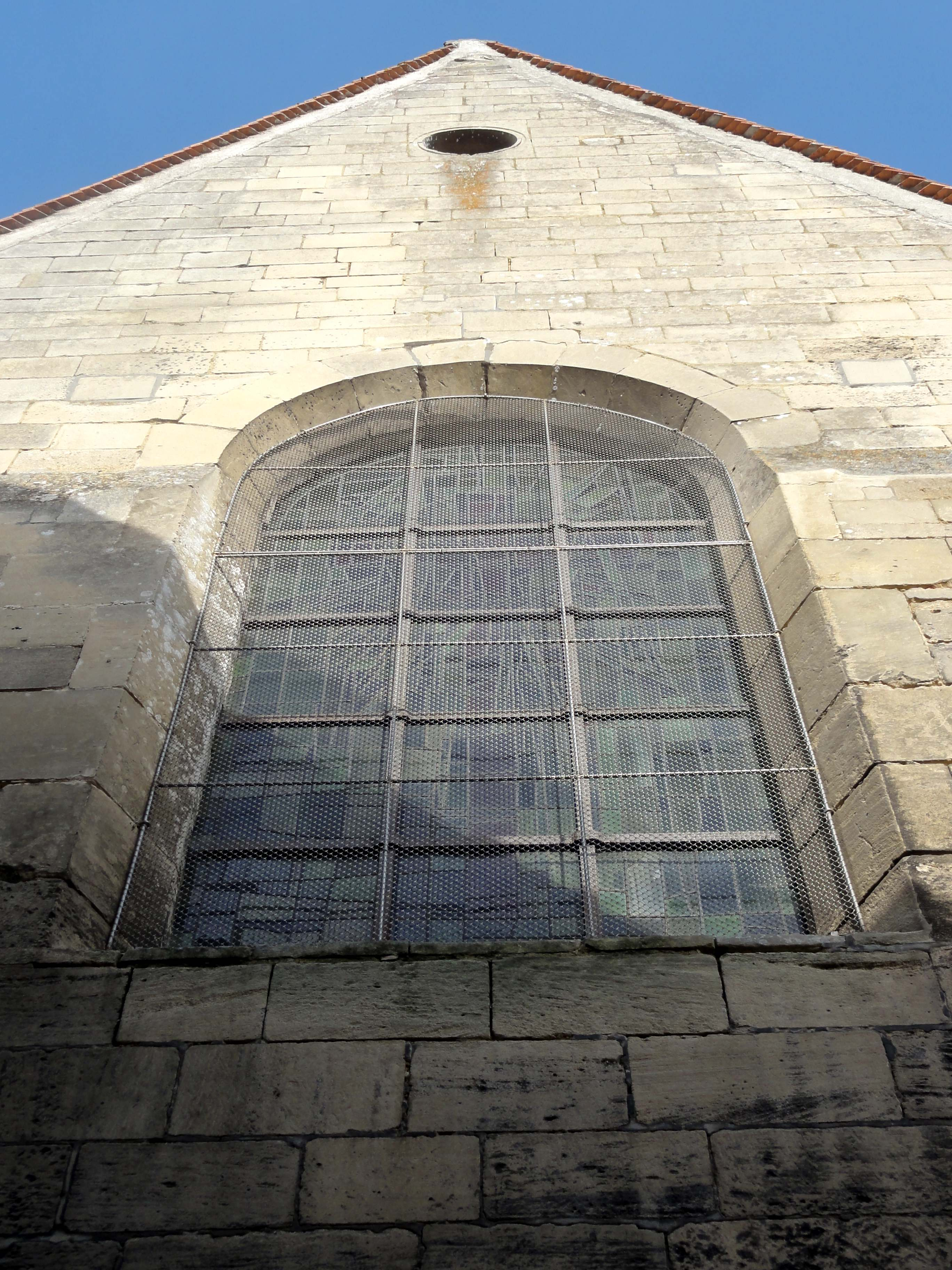
Chœur, baie du chevet.
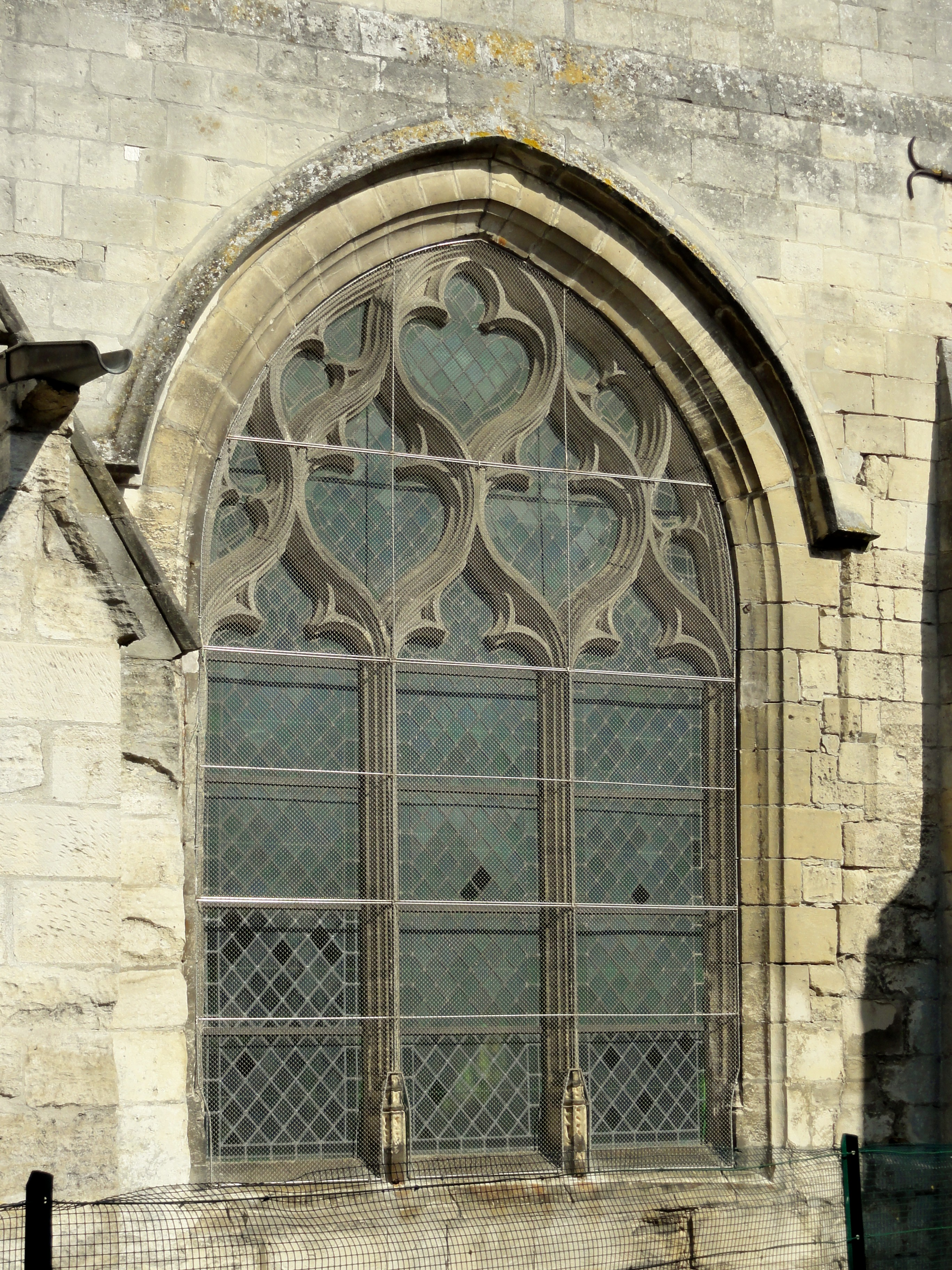
Fenêtre flamboyante du croisillon sud.
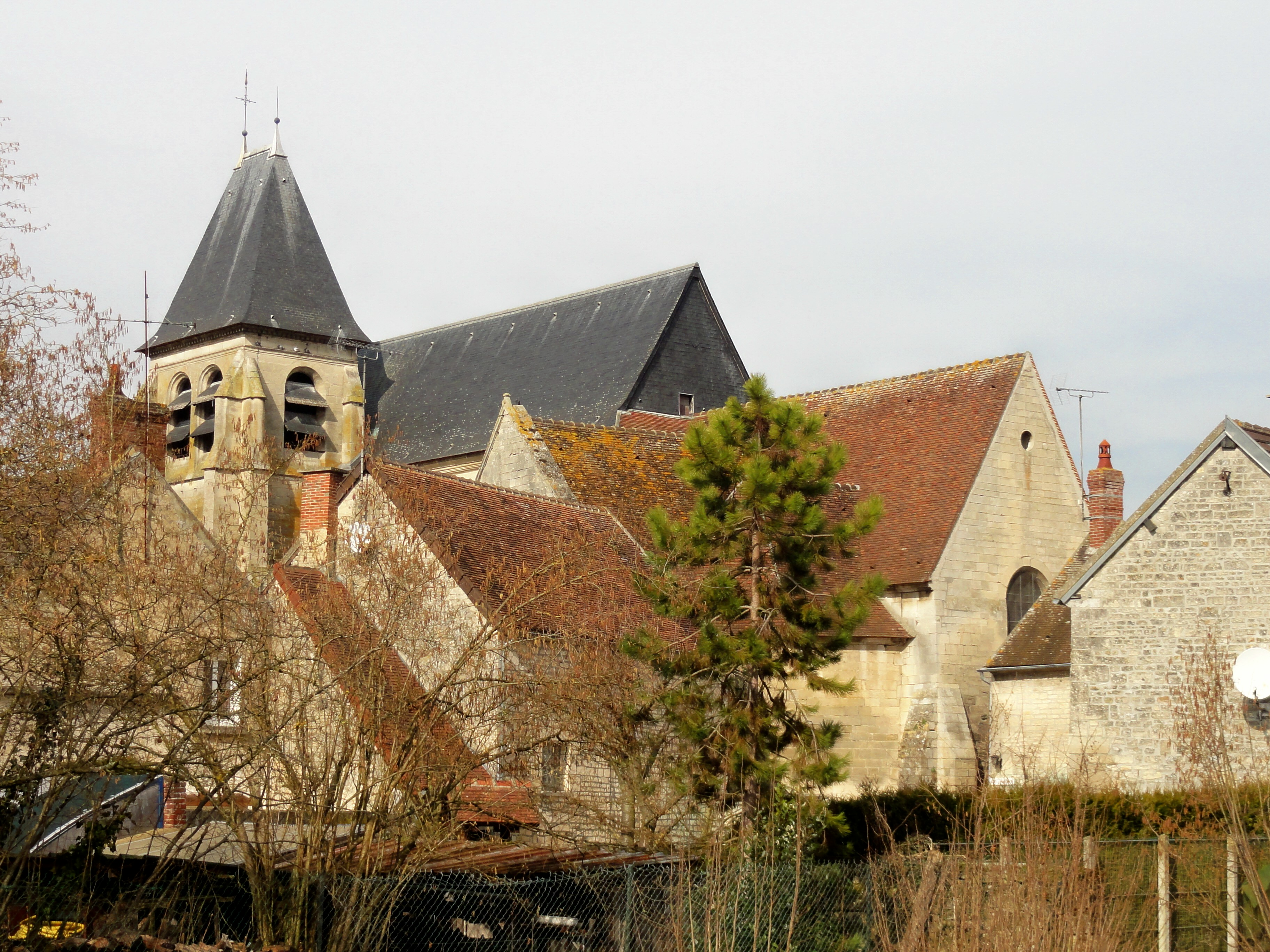
Vue depuis le sud-est (rue des Usines).

## Mobilier

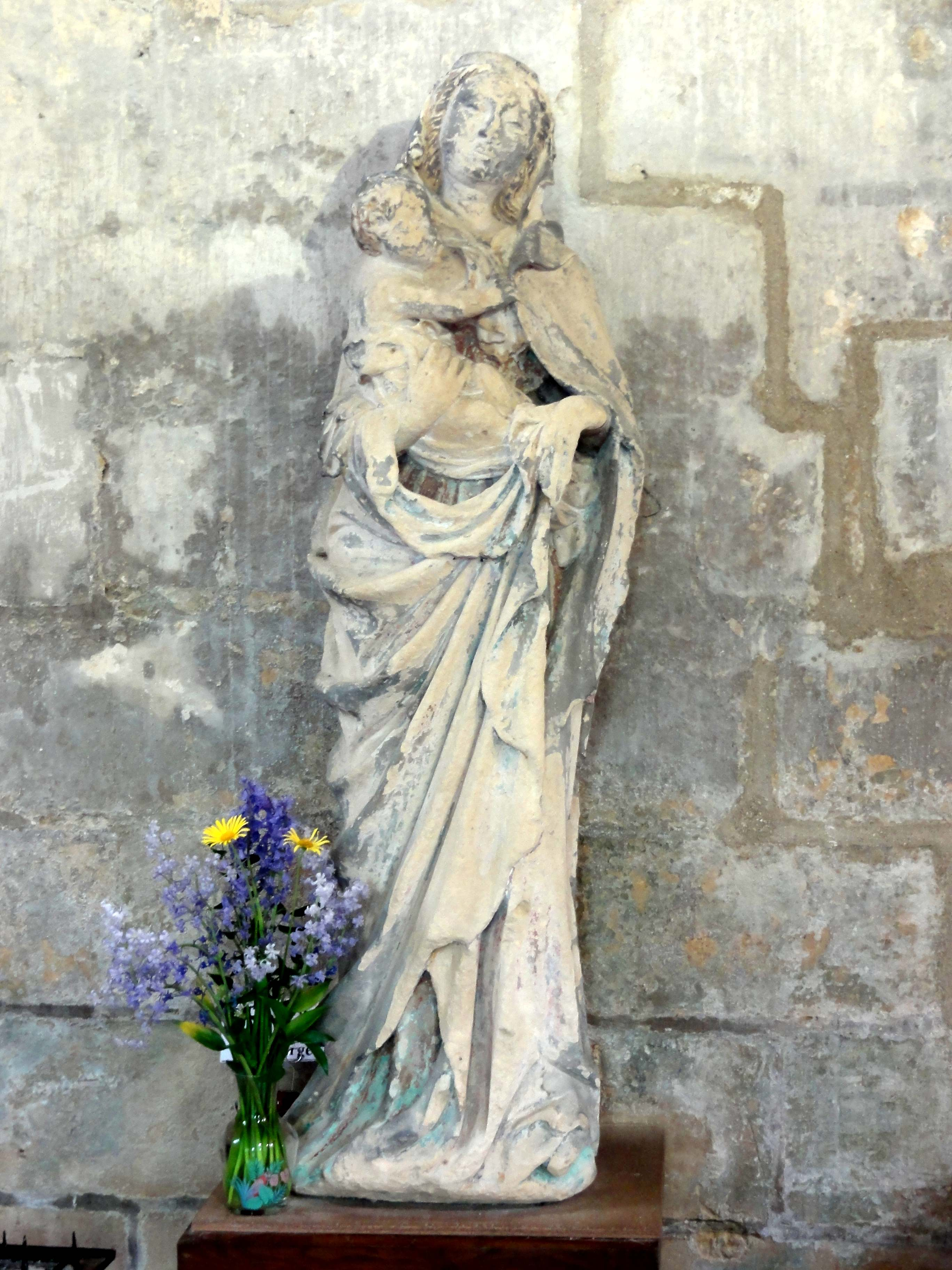
Vierge à l'Enfant.

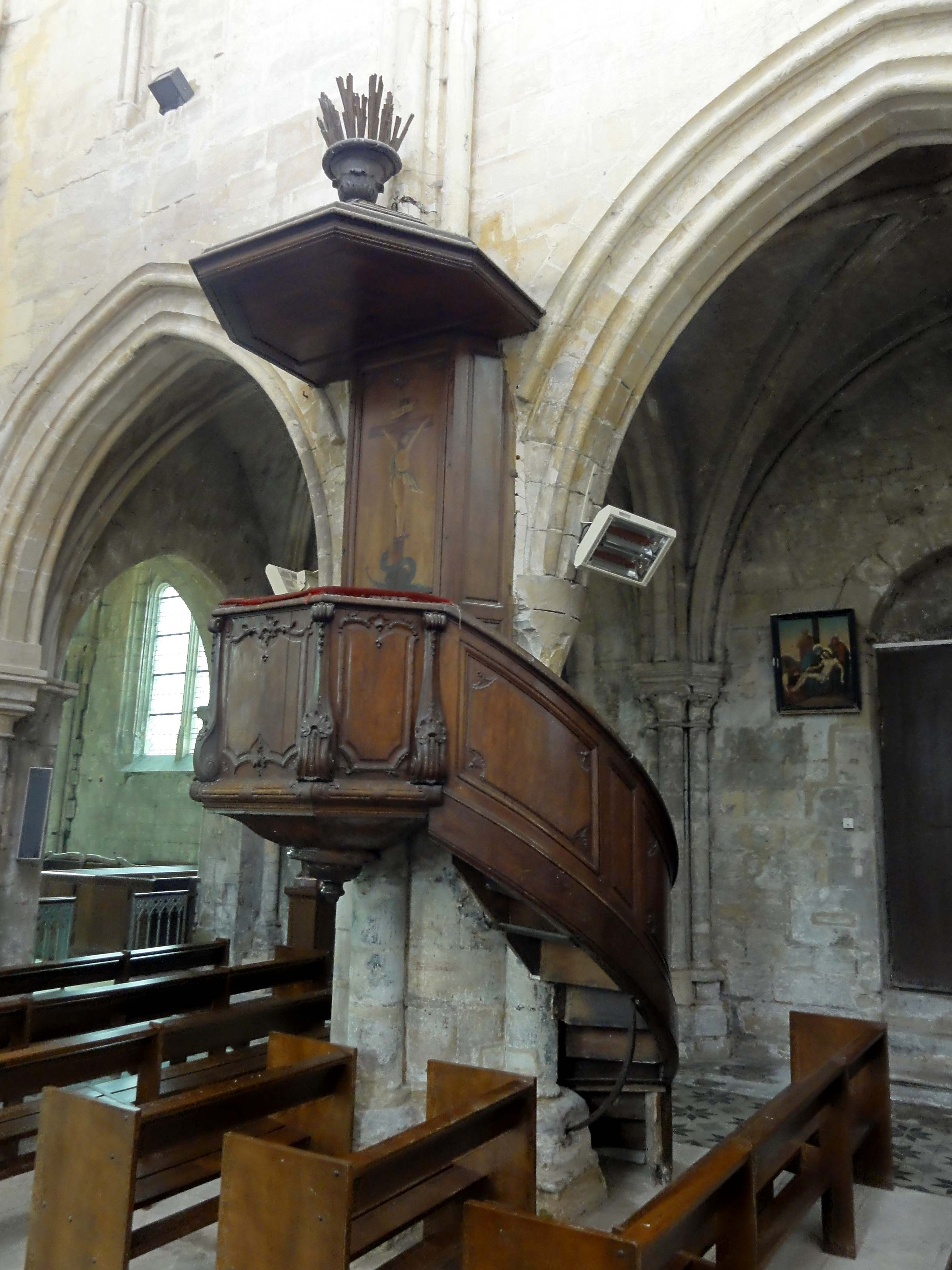
Chaire à prêcher.

Parmi le mobilier de l'église, cinq éléments sont classés monument historique au titre objet, ainsi qu'un sixième, qui s'est perdu.
- Le groupe sculpté de la Charité de Saint-Martin, en bois taillé et peint, mesure 130 cm de hauteur et 72 cm de largeur, et date du XVIe siècle. Il est sculpté en ronde-bosse, et provient de la niche au-dessus du portail occidental. Saint Martin est installé sur un cheval richement harnaché, et habillé d'un costume bourgeois. Il tourne tout son torse vers le spectateur, et s'apprête à trancher son long manteau avec son épée. Le mendiant a disparu, et le socle a été retaillé depuis. Les mains de saint Martin et la tête du cheval ont été bûchées à la Révolution, mais la tête du saint, avec un visage avenant, est heureusement resté intact. Le long séjour à l'extérieur a toutefois fait souffrir l'œuvre, le bois est devenu poreux, et la polychromie a pratiquement disparu. L'état actuel de la sculpture montre des signes de vieillissement, et les couleurs paraissent délavés, mais c'est en fait le résultat d'une savante restauration. Le classement remonte à 1908[14]. Le culte de saint Martin était fortement ancré à Cires-lès-Mello. Vers 1840, l'on a encore montré à Louis Graves, dans la rue Saint-Martin en face de l'église, une pierre portant l'empreinte laissée par un pied du saint, selon la tradition orale. Deux fers à cheval étaient cloués sur le portail occidental, et proviendraient du cheval de saint Martin[15]. On ne voit plus que leurs traces sombres sur le bois.
- La statue en pierre calcaire de la Vierge à l'Enfant mesure 138 cm de hauteur, et date de la fin du XIVe ou du début du XVe siècle. La Vierge se tient debout, les épaules rejetées en arrière et le bassin en avant. Voilée et couronnée, elle est vêtue d'une robe et d'un ample manteau, qu'elle ramène devant elle avec sa main gauche. L'Enfant Jésus est blotti dans le bras droit de sa mère, et saisit son manteau de la main droite, et son voile de la main gauche. D'après Eugène Müller, la Vierge se trouvait encore devant le portail occidental à la fin du XIXe siècle. Elle était soutenue « de façon grotesque par un odieux crampon de fer ». La pierre est donc très rongée, et la couronne de la Vierge s'est perdue. Il n'y a pas encore eu de restauration depuis le classement en 1908[16],[12].
- La chaire à prêcher en bois taillé, poli et ciré date du XVIIIe siècle. Elle est suspendue sur le troisième pilier des grandes arcades du sud. La cuve, qui est de plan trapézoïdal (et non réellement octogonal), est décorée de quatre balustres sous la forme d'ailerons appliqués, et présente trois panneaux de style Rocaille. En dessous, la cuve arbore un cul-de-lampe orné de feuillages. Le dorsal est peint d'un Christ en croix, avec un serpent qui s'apprête à grimper sur le crucifix. L'abat-voix est couronné d'un pot à feu dont émanent des rayons de lumière (et non des flammes). La chaire est classée depuis 1966, et conservée en bon état[17].
- Le banc d'œuvre face à la chaire a été démantelé lors du remplacement de tous les bancs de fidèles de l'église. Il datait de la même époque que la chaire, et avait été classé en même temps. Tout son intérêt résidait dans le dossier haut de 311 cm, qui s'est malheureusement perdu (de toute évidence, l'on s'en est débarrassé en même temps que des vieux bancs)[18] (sans illustration).
- Un grand banc de style Louis XV, en bois sculpté et ciré, de la première moitié du XVIIIe siècle, est conservé dans le croisillon sud. C'est une pièce unique dans l'église. Le banc mesure près de trois mètres de longueur, et repose sur six pieds reliés par des entretoises. Il est muni d'un agenouilloir et d'un dossier ajouré galbé. Le classement remonte à 1966[19] (sans illustration).
- L'autel-tombeau de la chapelle latérale nord avec son tabernacle sont en bois sculpté, poli et peint en faux-marbre, et datent du XVIIIe siècle. L'autel adopte une forme galbée, et mesure 260 cm de longueur. Par son style Rocaille, il s'apparente à la chaire. Il affiche en son milieu un bas-relief représentant la colombe de l'Esprit Saint devant une nuée, entourée de rayons de lumière. Le tabernacle, richement sculpté, est flanqué de deux ailerons d'une allure baroque, et surmontée de deux têtes de chérubin. Sa porte arbore l'Agnus Dei allongé sur le livre aux sept sceaux. Le classement remonte à 1966[20] (sans illustration).